# Biserica de lemn din Arieșeni

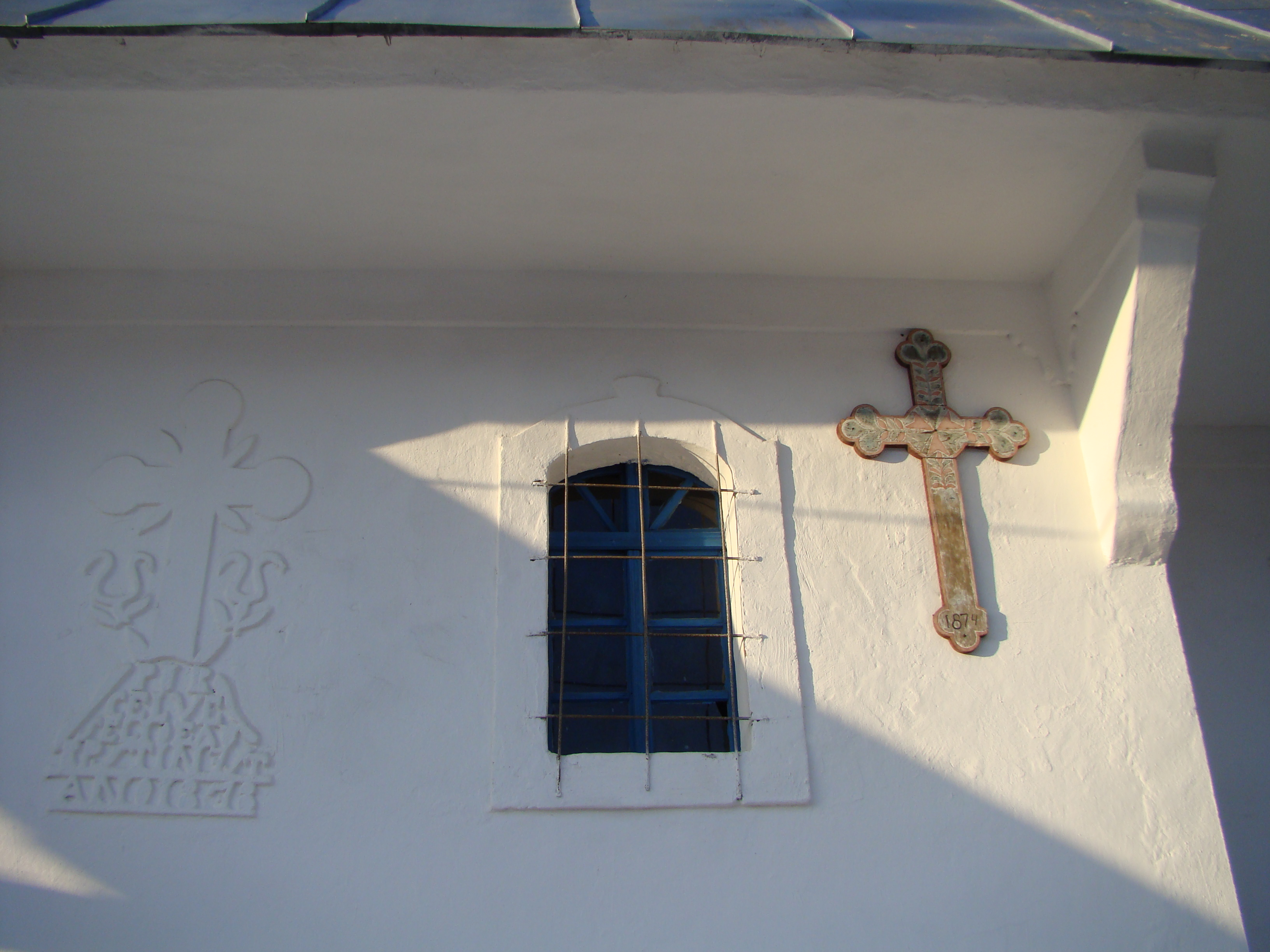
Decor în tencuială

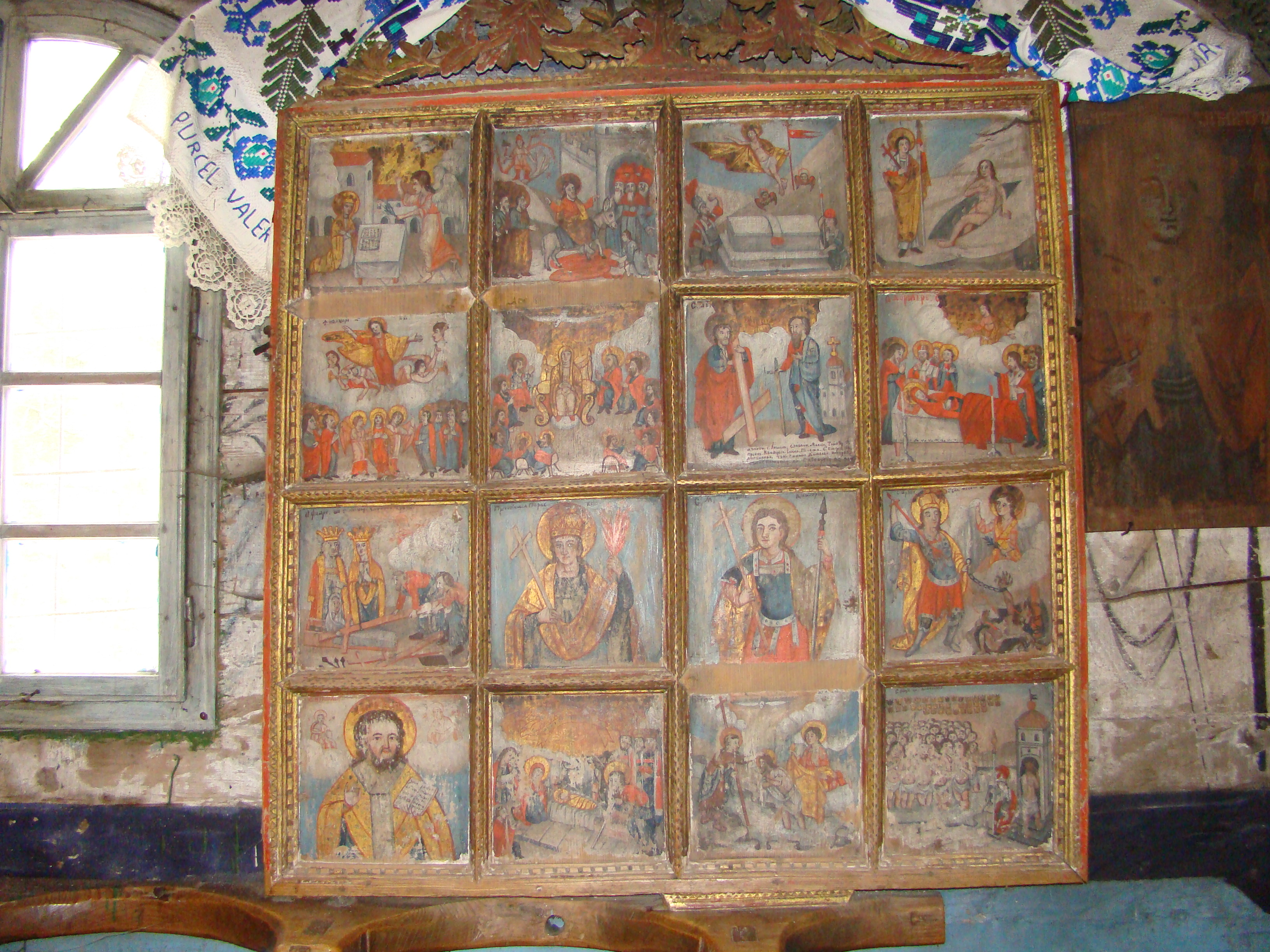
Icoana prăsnicar

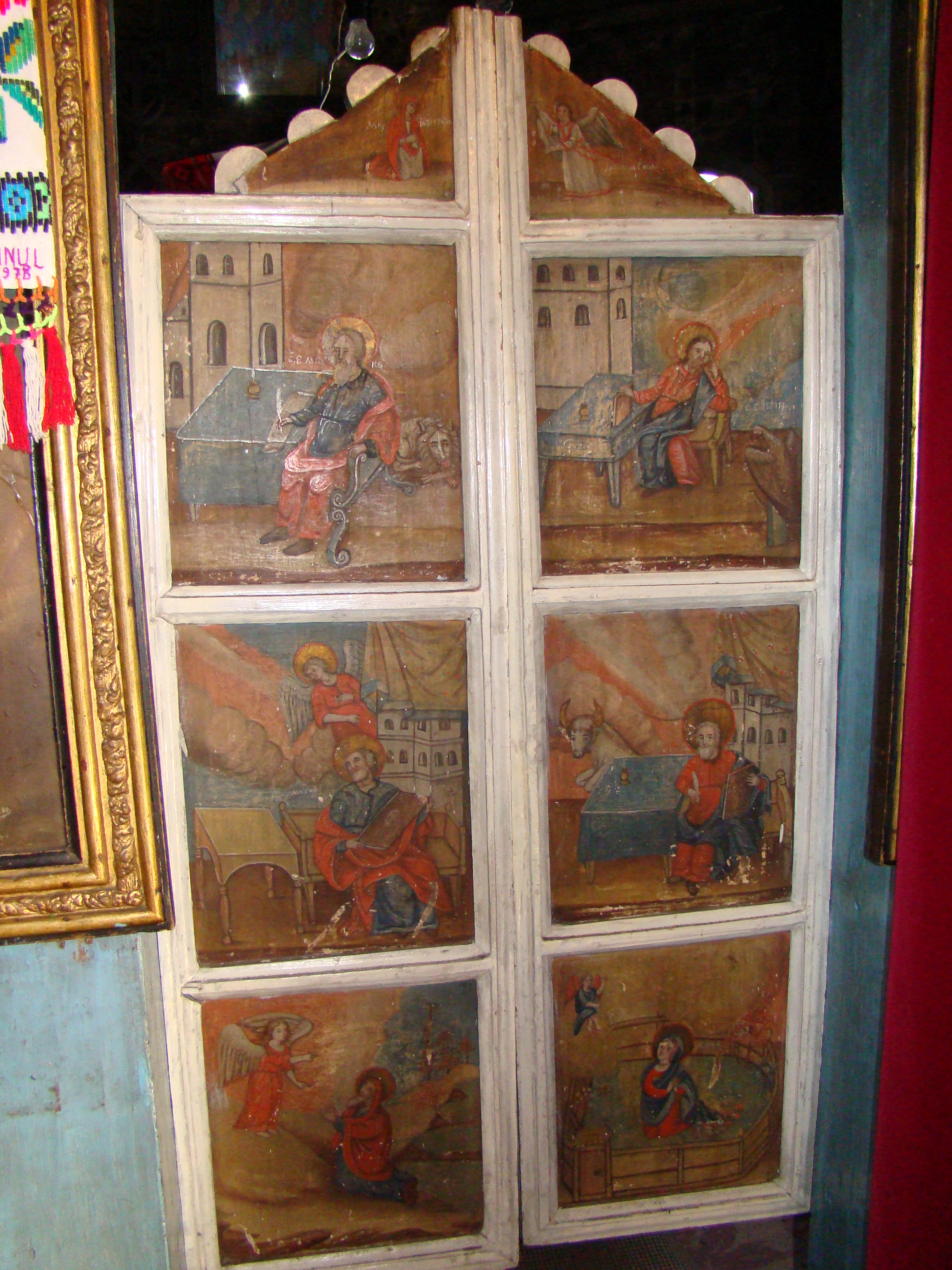
Uşile împărăteşti

Biserica de lemn din Arieșeni, județul Alba, datează din anul 1791 . Are hramul „Înălțarea Domnului”. Biserica se află pe noua listă a monumentelor istorice sub codul LMI: AB-II-a-A-00177.

## Istoric și trăsături
Conscripția lui Bucow, din 1760-1762, nu înregistrează așezarea, ea fiind amintită abia în 1909 sub numele de Lăpuș sau Lepuș, drept cătun al Scărișoarei. Mărturii istorice și artistice indică însă că Arieșeni, astăzi comună cu sate și crînguri, era deja, în secolul al XVIII-lea, un centru bine definit. Biserica de lemn, a fost ridicată în 1791, dar tradiția că ea a fost precedată de un lăcaș anterior, are motive de temei. În harta corespunzătoare acestei zone, realizată în cadrul Ridicării topografice iozefine (între 1764-1785), este deja figurată aici o biserică. După 1863, din dorința înnoirilor, bârnele lăcașului au fost tencuite, răpindu-i-se astfel înfățișarea originară. Se poate remarca însă aici singurul exemplu de decor țărănesc realizat în tencuială. Rozete și flori, soare cu chip omenesc, cruci, reprezentări datate: 1873, 1871, 1878, sunt închipuite în stuc pe fațadele edificiului. Uși și ferestre, perete despărțitor, au fost suprimate prin lucrările de renovare. Tencuită și învelită cu tablă, construcția permite însă aprecierea înfățișării anterioare. O siluetă zveltă, la care concură acoperișul cu pante abrupte, mai coborât la absidă și din care răzbate, pe vest, clopotnița cu foișor și coif frînt. Perechile de console, spre o ușoară atingere, sugerează aripile vulturului. Torul median din stuc se suprapune pe brâul în frânghie sculptată, după modelul apropiat de la Lăzești. Deschiderile de la altar, cioplite în trepte, ca la Albac, Dealul Geoagiului, Brăzești, indică dispariția de aici a unor ancadramente similare celor de la monumentele enumerate. Un rest de troiță , adăpostit lângă peretele de sud, cu un neîntrecut decor sculptat, poate fi luat ca martor pentru măiestria cu care fuseseră împodobite unele elemente de arhitectură ale edificiului.
De plan dreptunghiular, cu absida decroșată poligonală, monumentul comportă, în acoperirea interioară: tavanul drept peste pronaos; boltă semicilindrică, închisă vest și est prin timpane, și având o meștergrindă profilată, în naos; iar peste altar, o boltă de aceeași formă, racordată cu conturul pereților prin trei fâșii curbe.
Decorul pictat, distrus în pronaos, unde se mai observă mironosițele, în arcade, ca și în altar, se deslușește clar bolta naosului (pereții sunt văruiți), unde se regăsește iconografia obișnuită în zonă. În axul bolții, cercurile mari ce înscriu chipurile de bază canonice; urmează registrul cu reprezentarea patimilor lui Hs., în scene dreptunghiulare; friza mucenicilor. În același spirit, al tradiției bizantine, este și pictura tâmplei, dispusă în frize: Răstignirea, Apostolii în arcade pe colonete; Proorocii, uneori pe două registre.
Dacă data executării picturii, 1829, se mai citește din pisania, în rest curățată, numele zugravului Mihai de la Abrud, este transmis prin informația locală.
Merită a semnala din podoabele rămase de la lăcașul anterior, remarcabila icoană prăsnicar, de factură cultă, cu o scenă centrală, înscrisă în partea superioară într-o arcadă polilobă, și altele marginale, cuprinse între chenarul în frînghie și profilele ramei.
Icoana, cu Maica Domnului și profeții (0,62 m/0,44 m), databilă către sfârșitul sec. al XVII-lea, începutul celui următor, își află analogii într-o icoană cu Iisus Hristos, de la Lăzești.

## Galerie de imagini

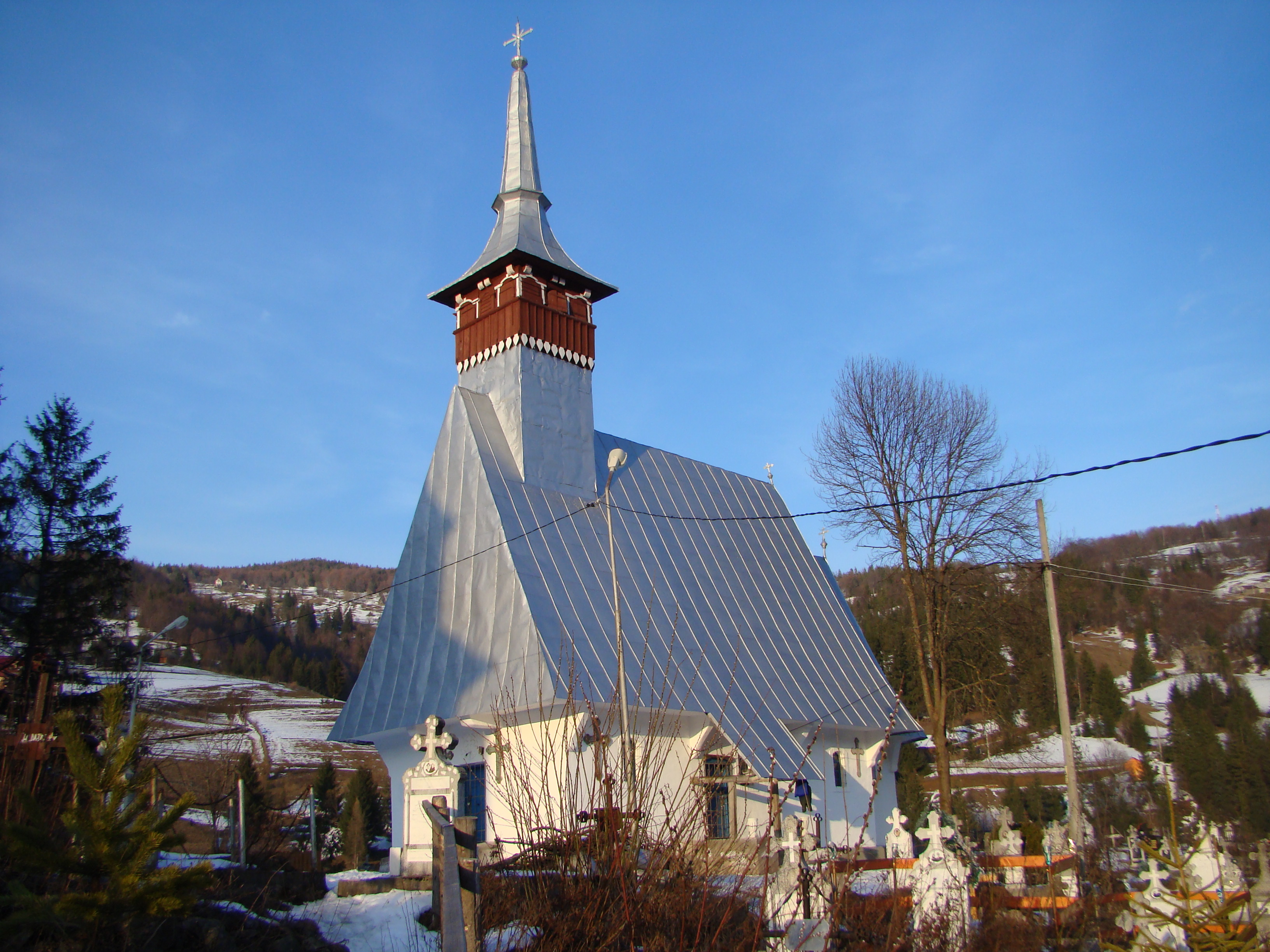
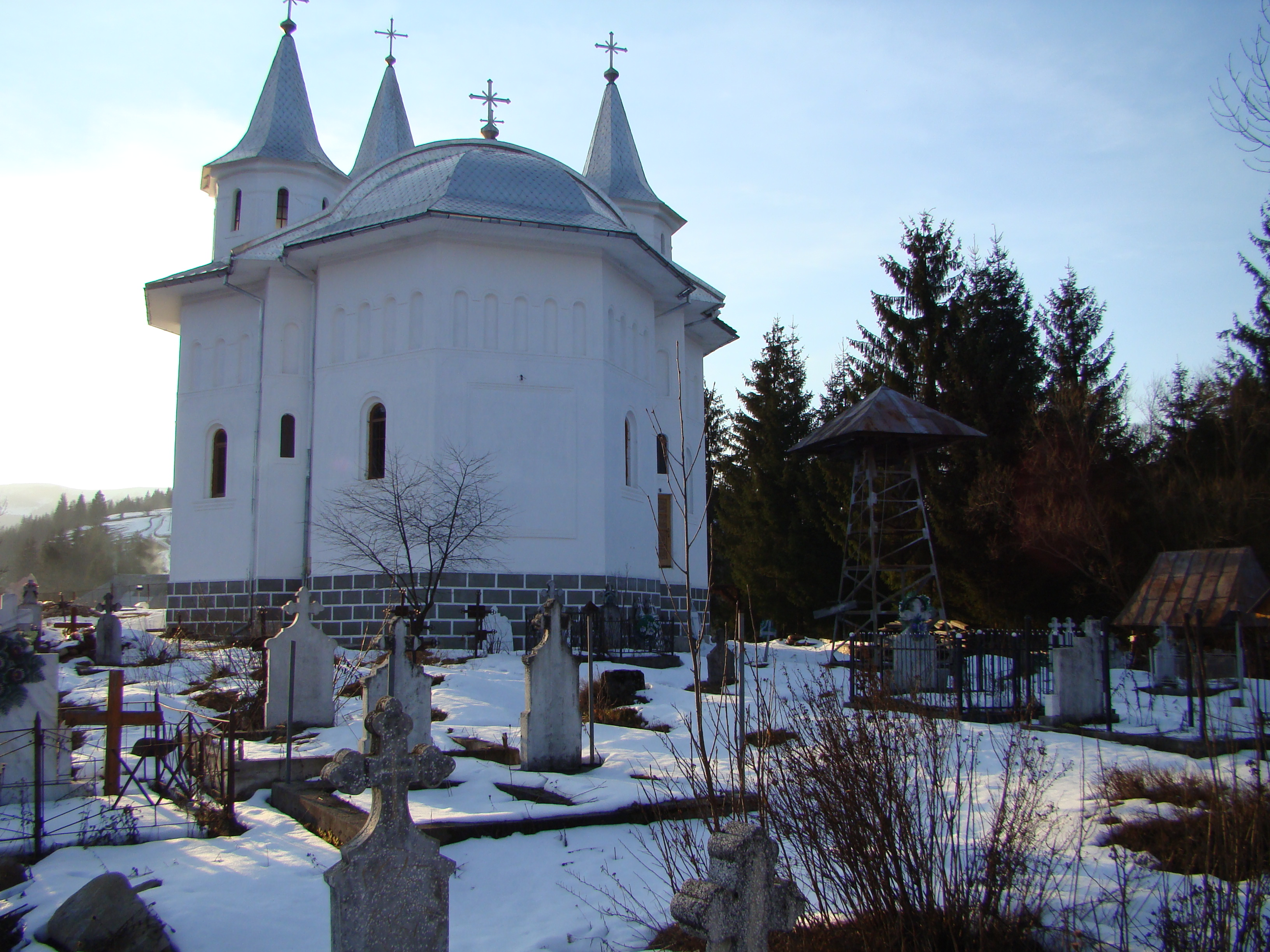
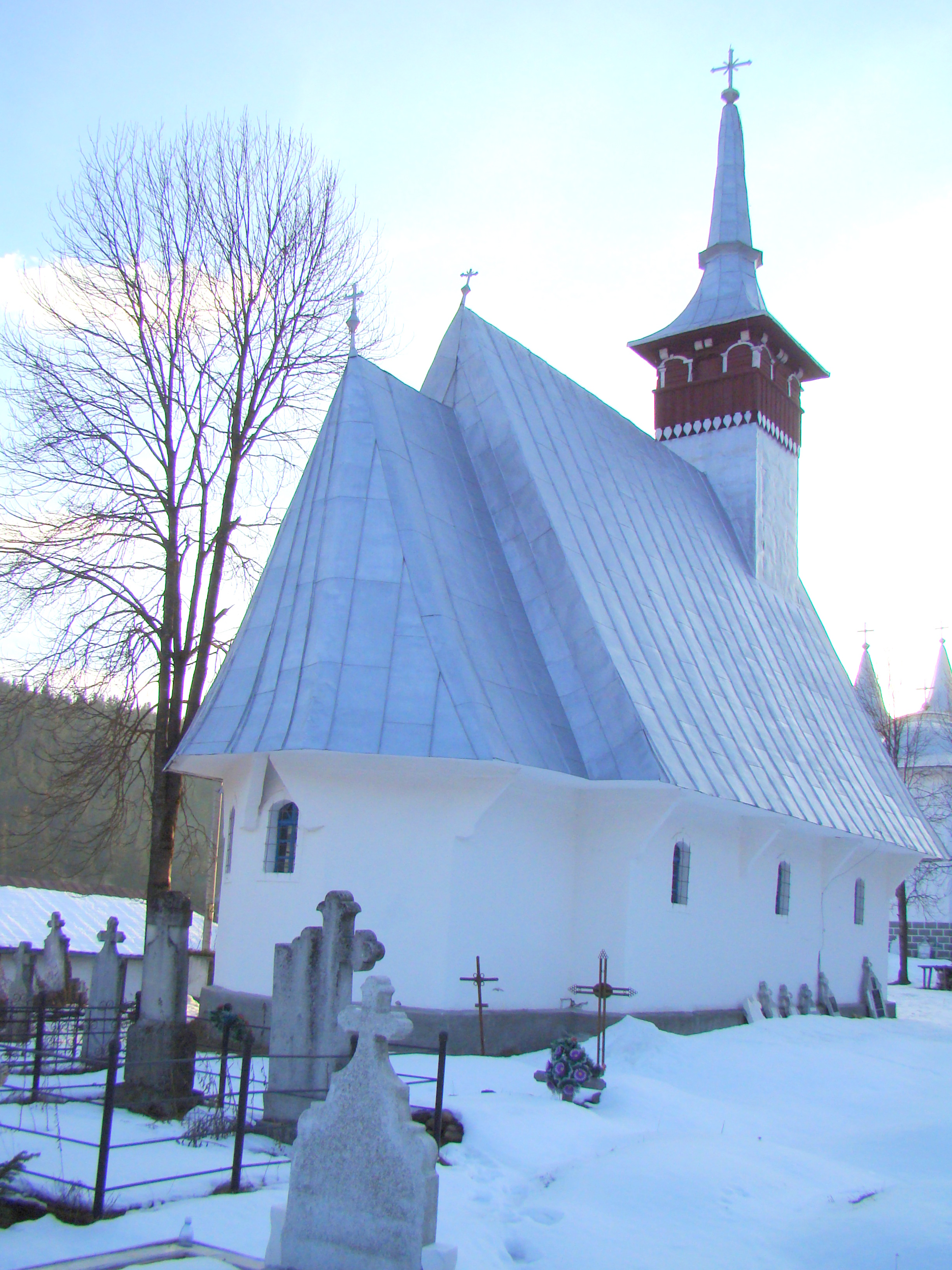
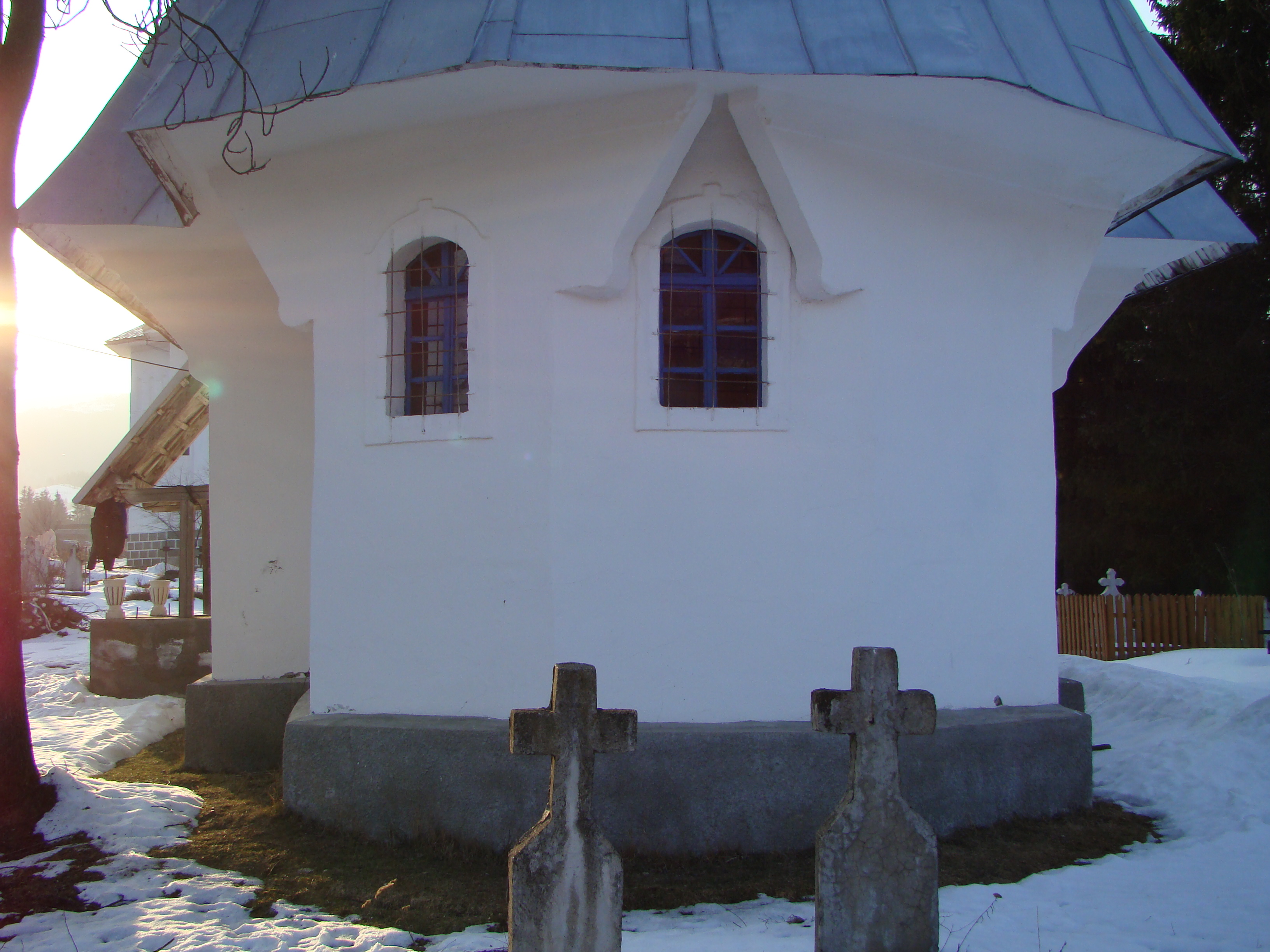
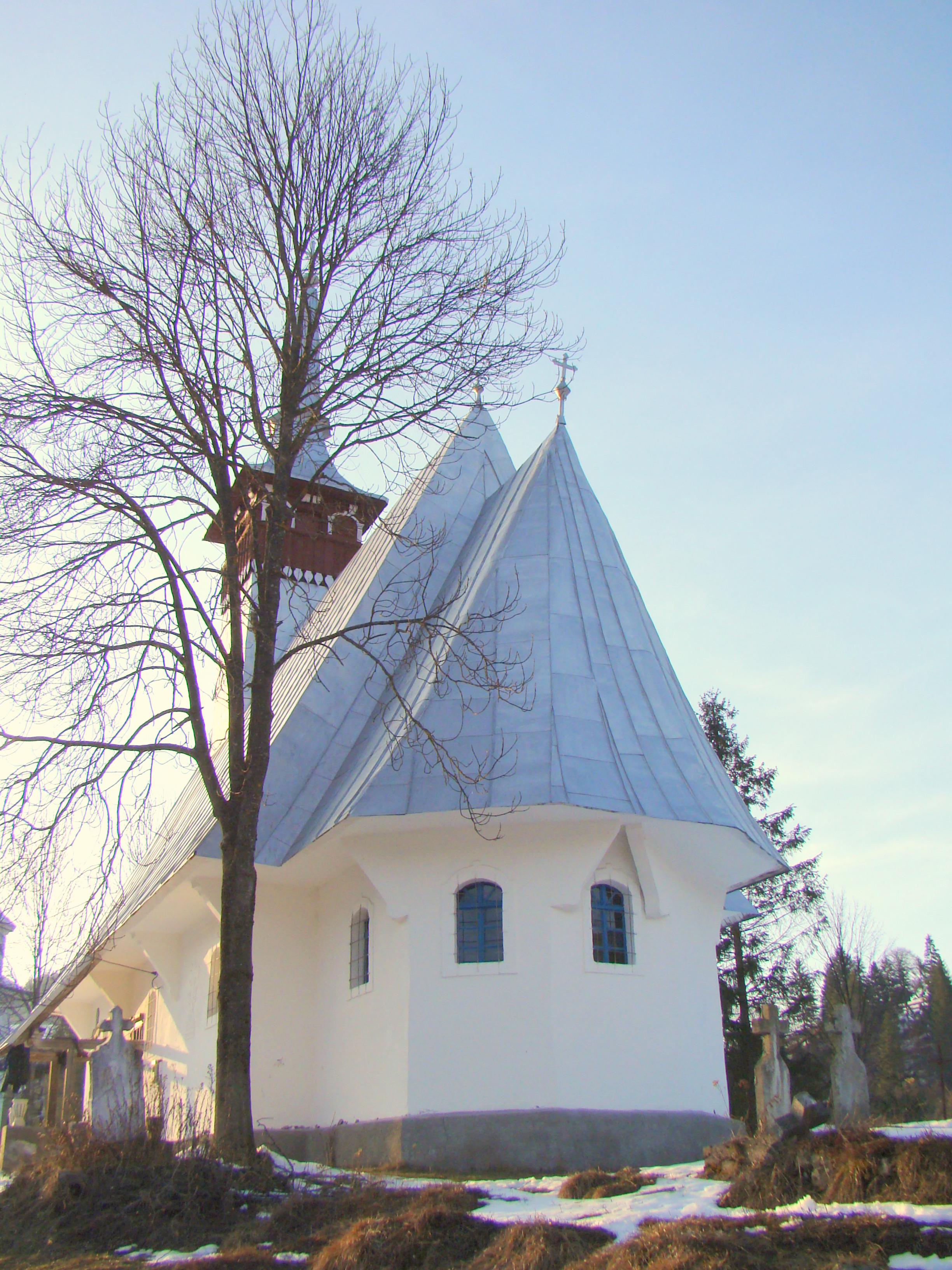
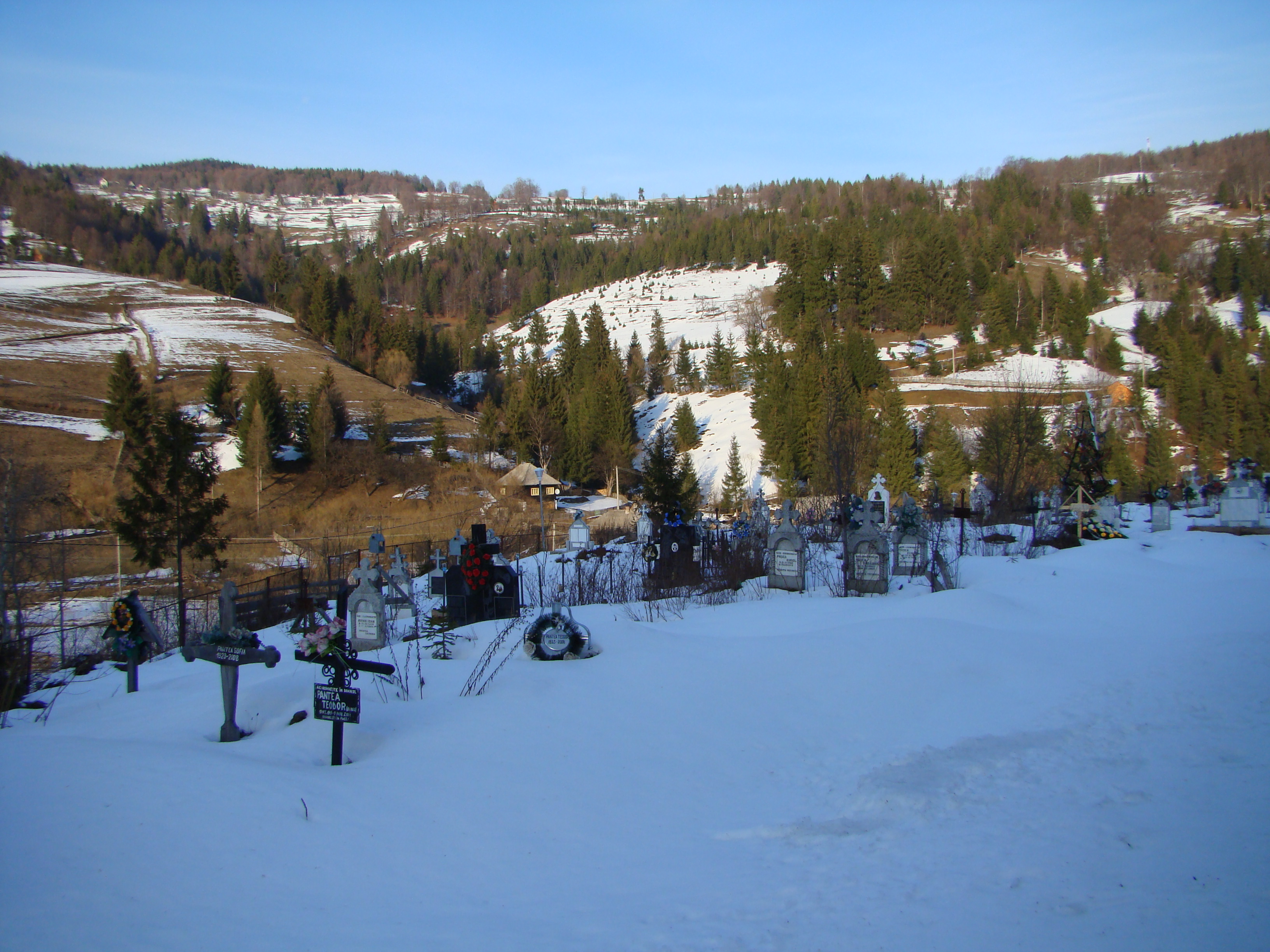
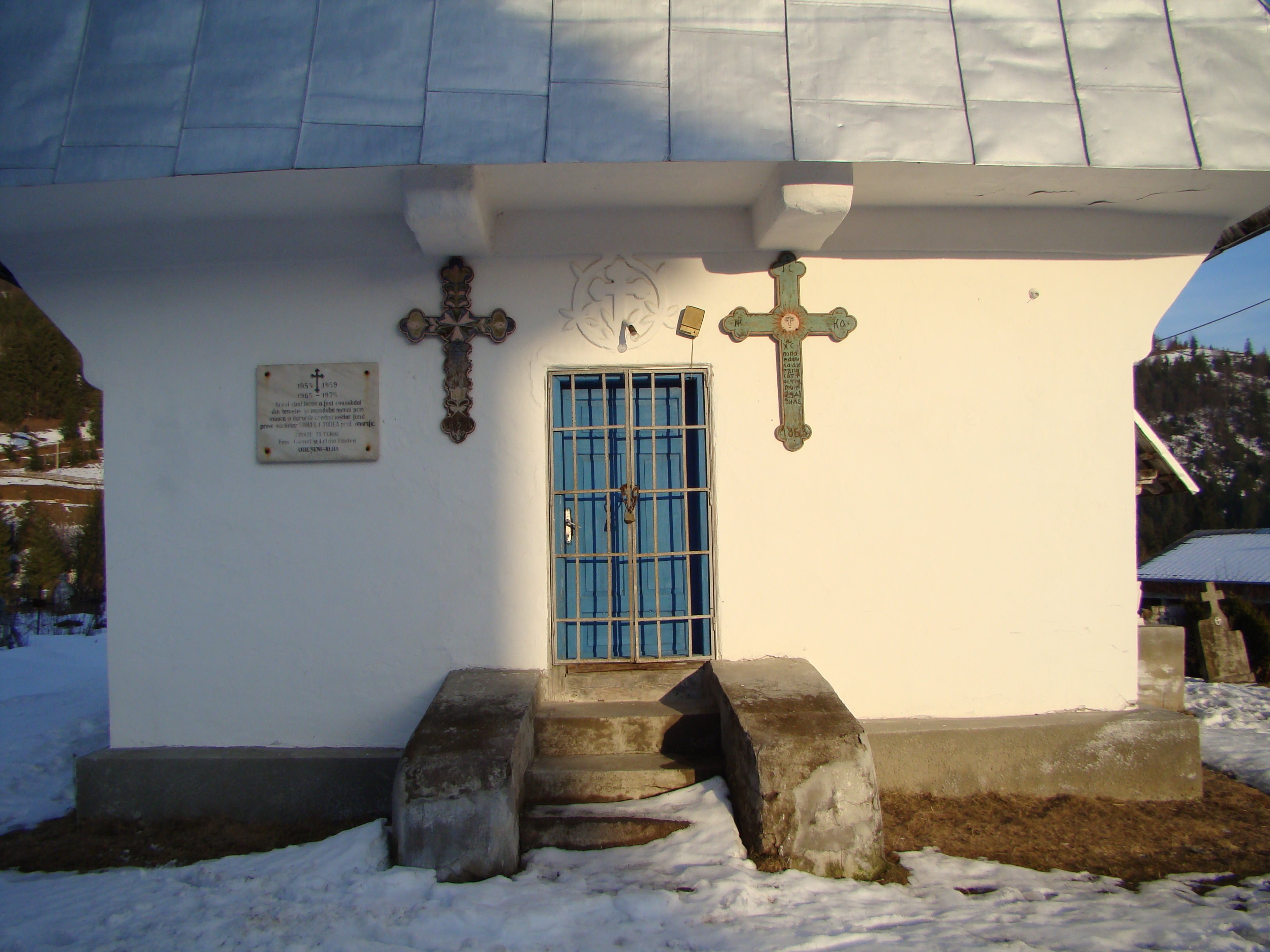
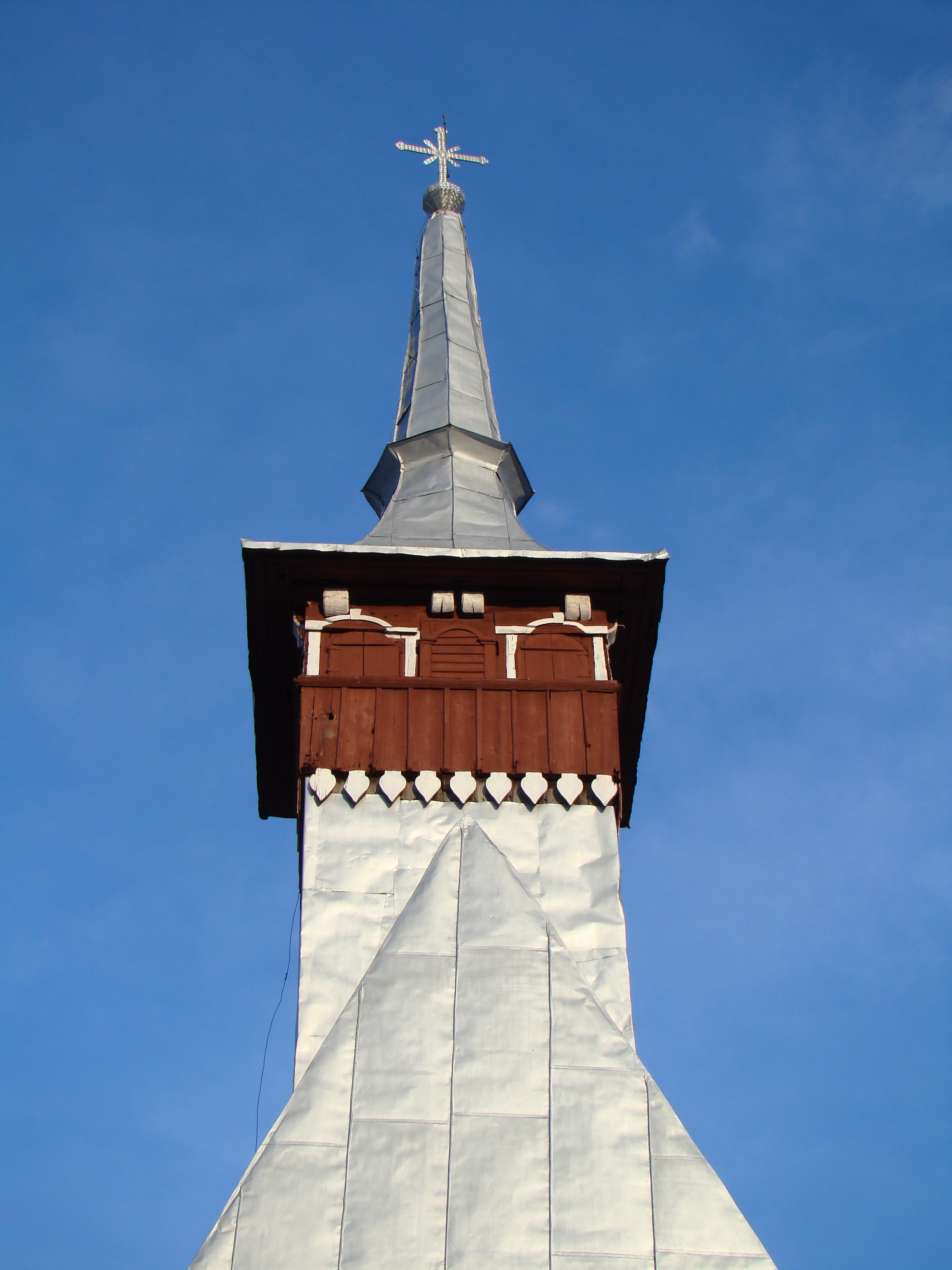
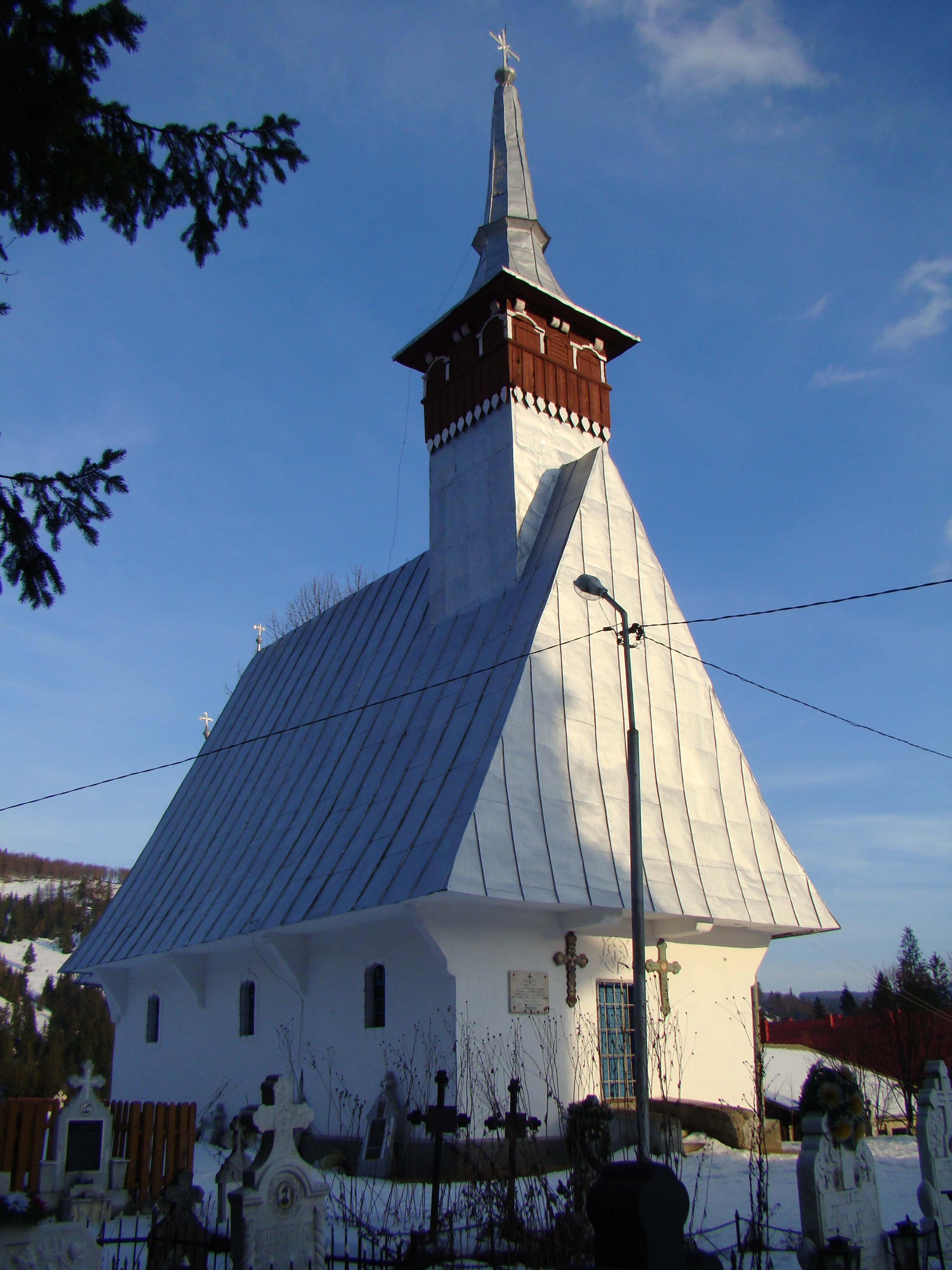
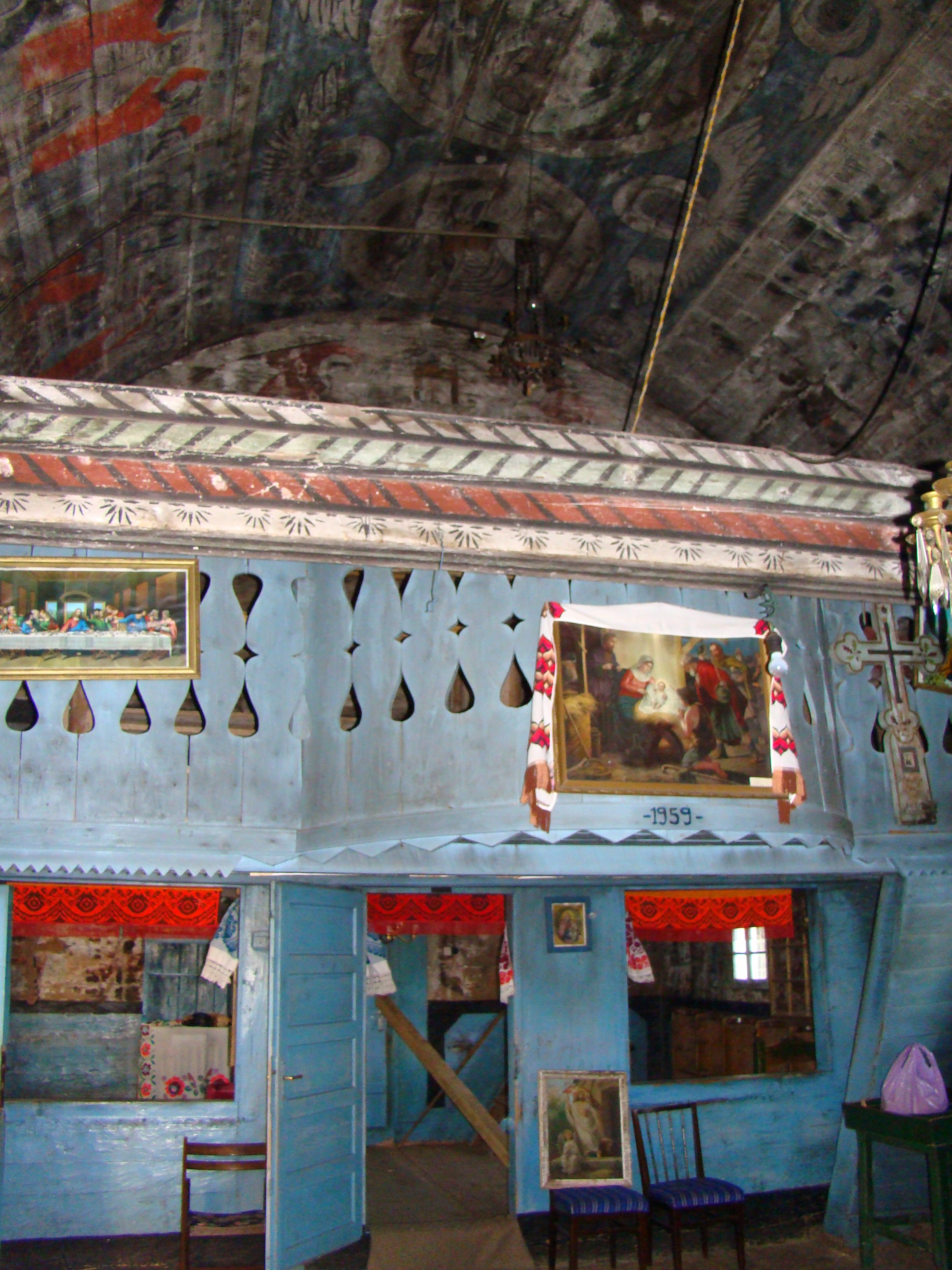
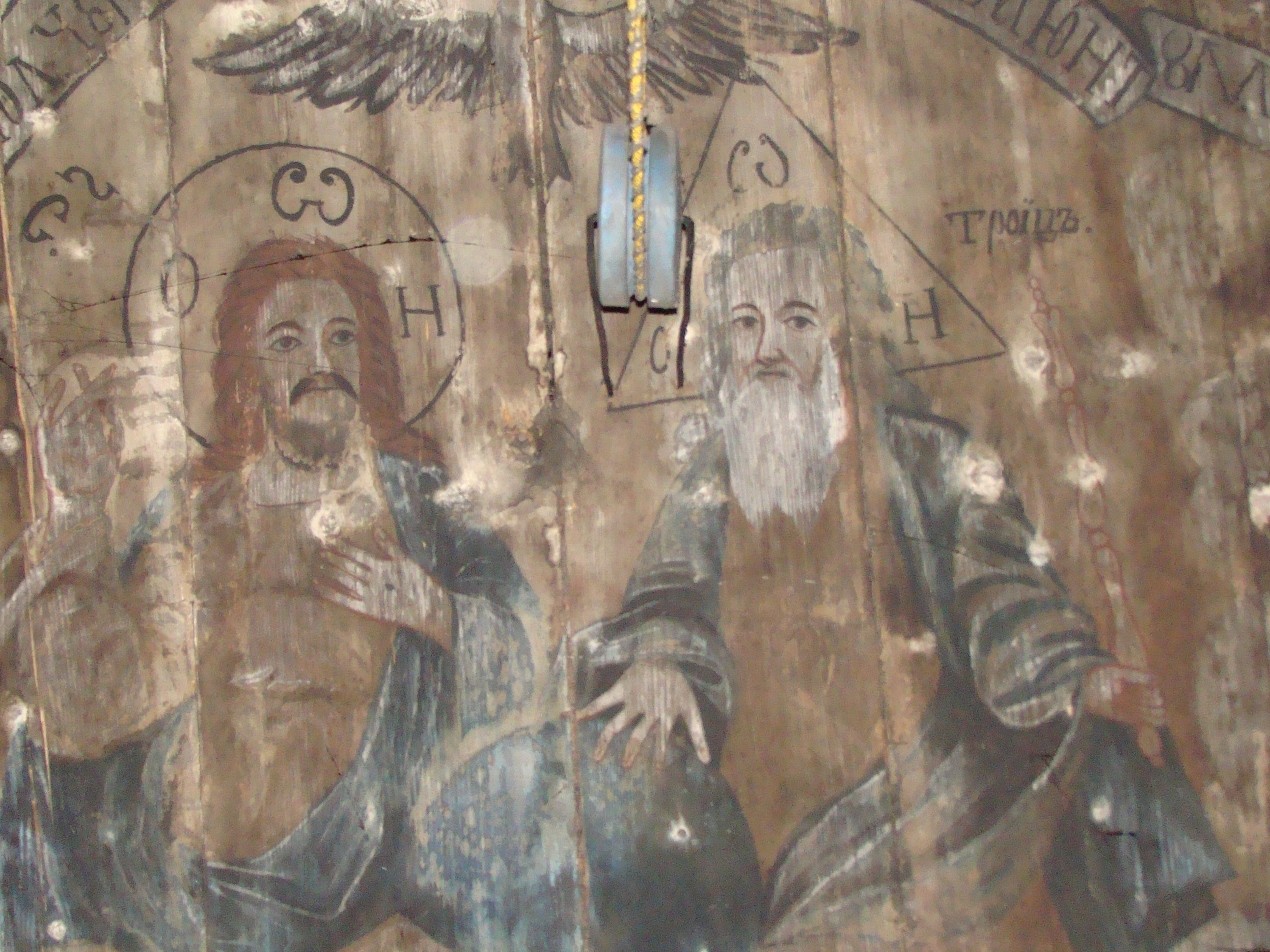
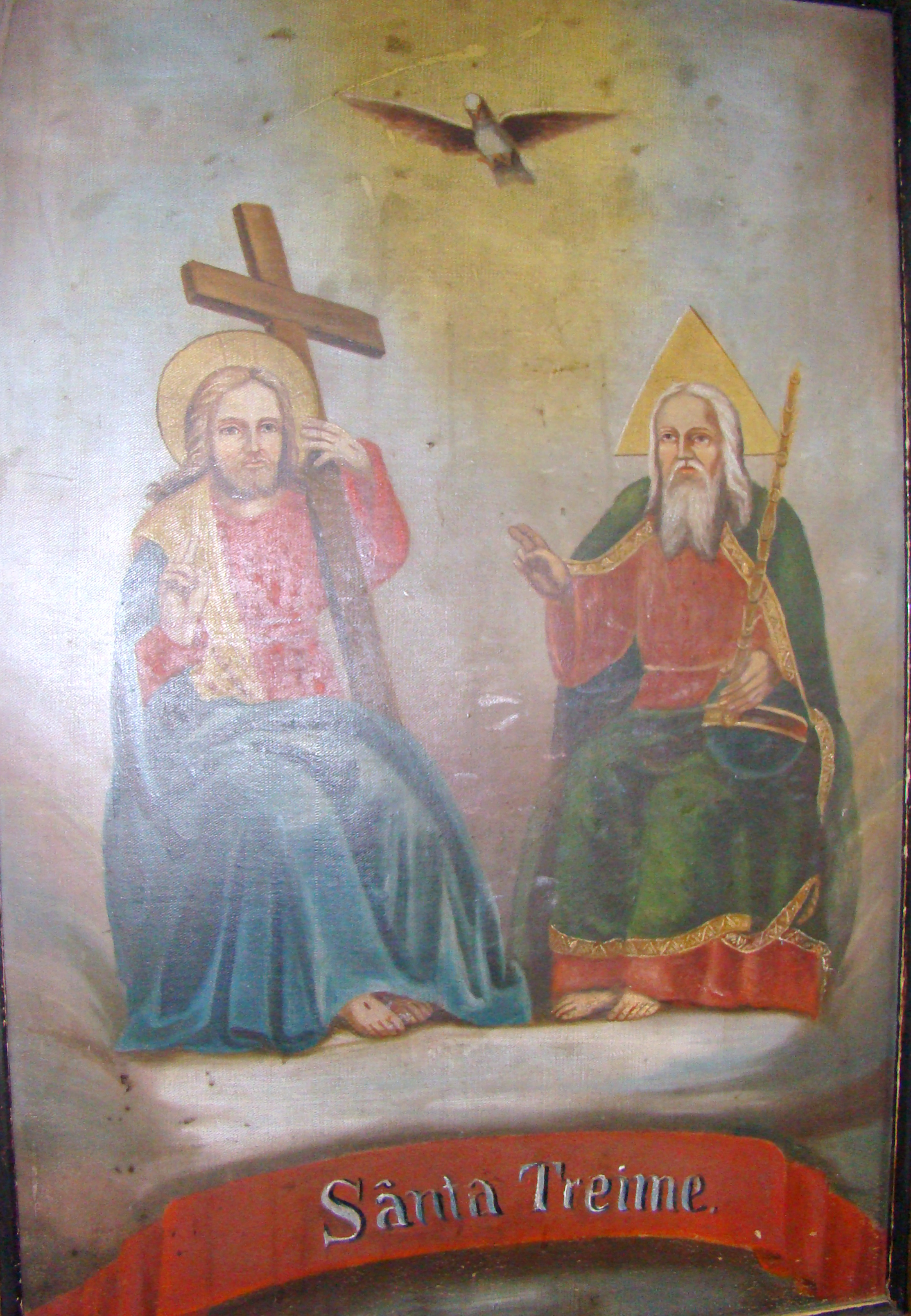
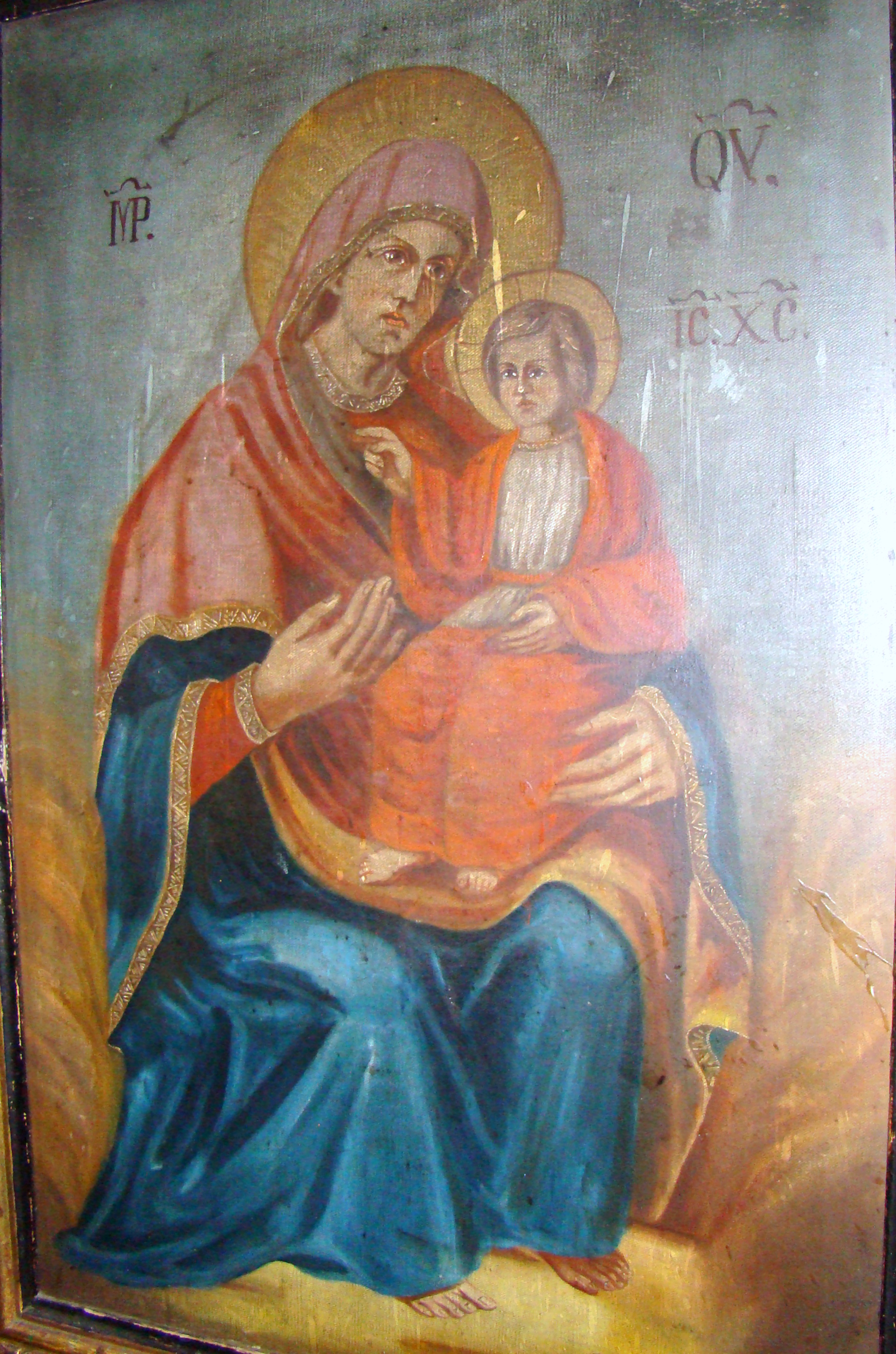
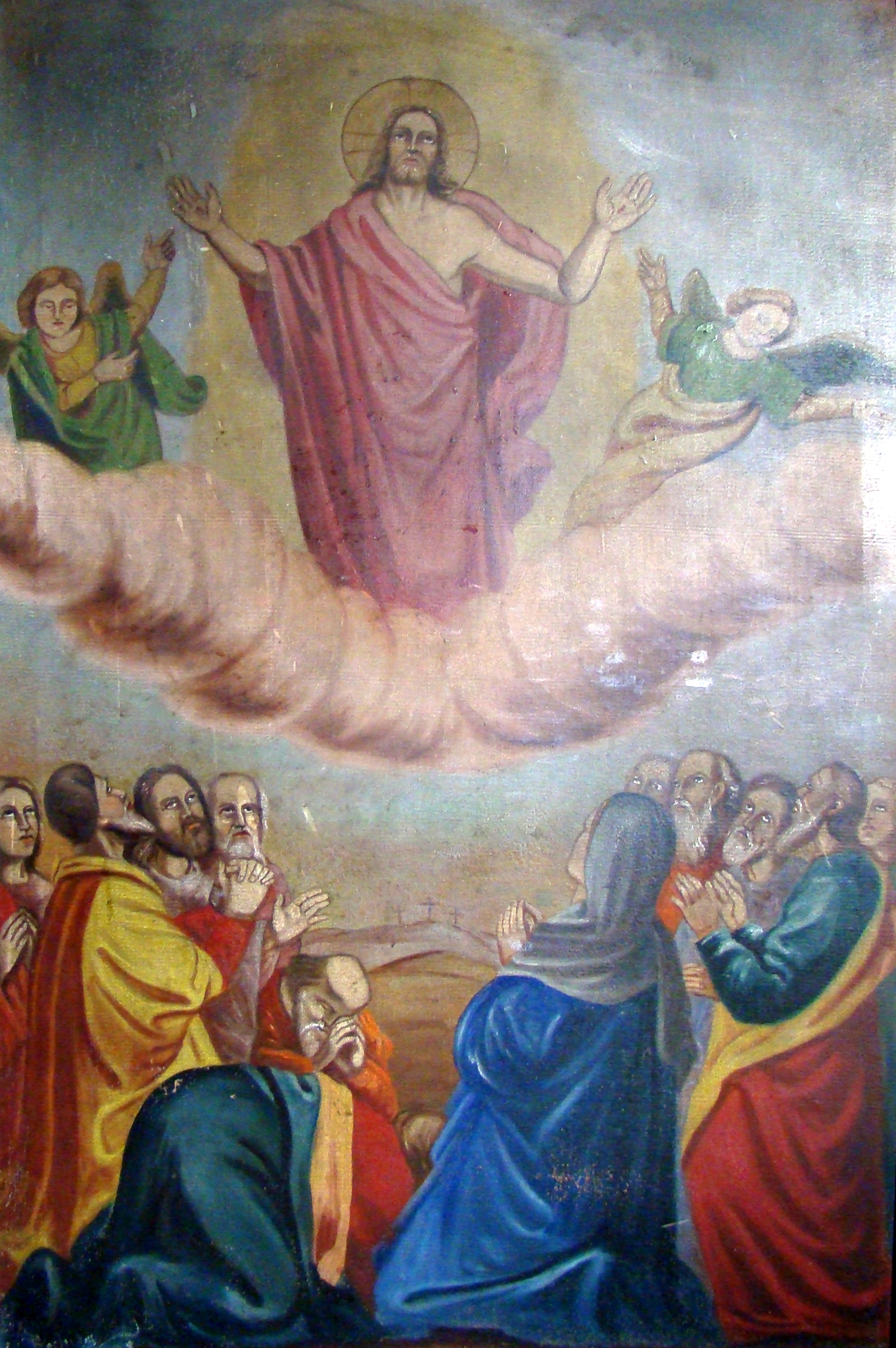
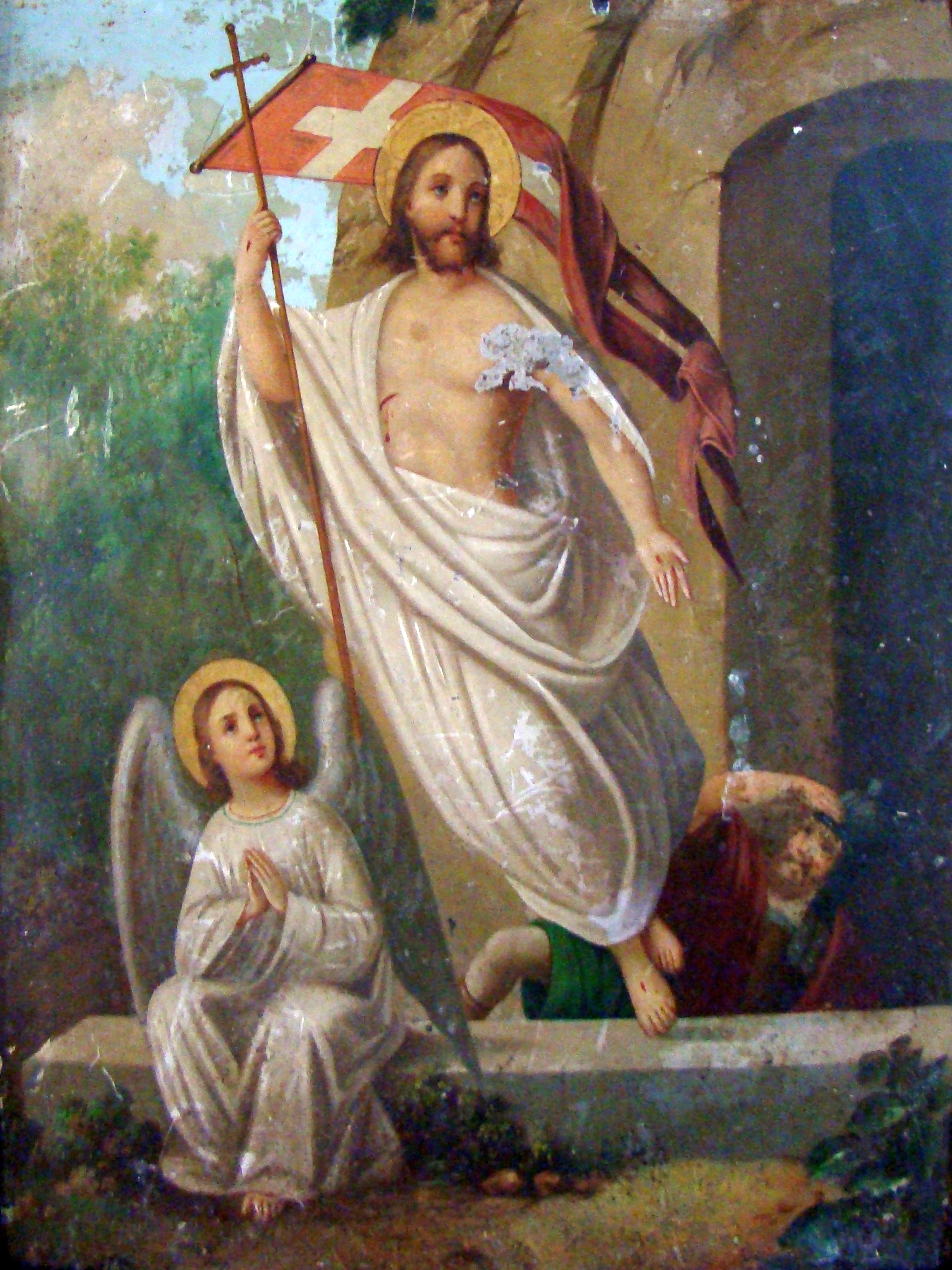
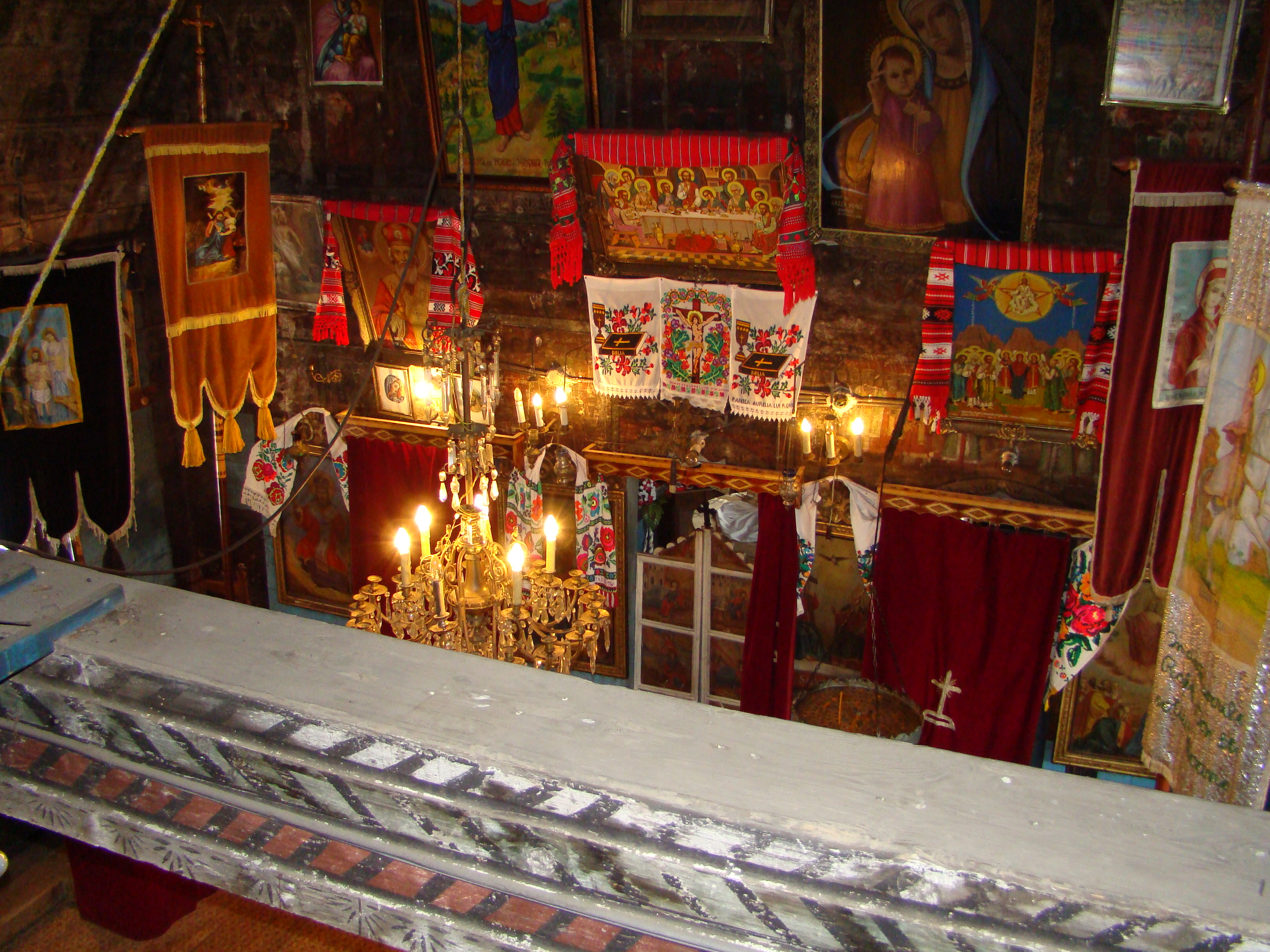
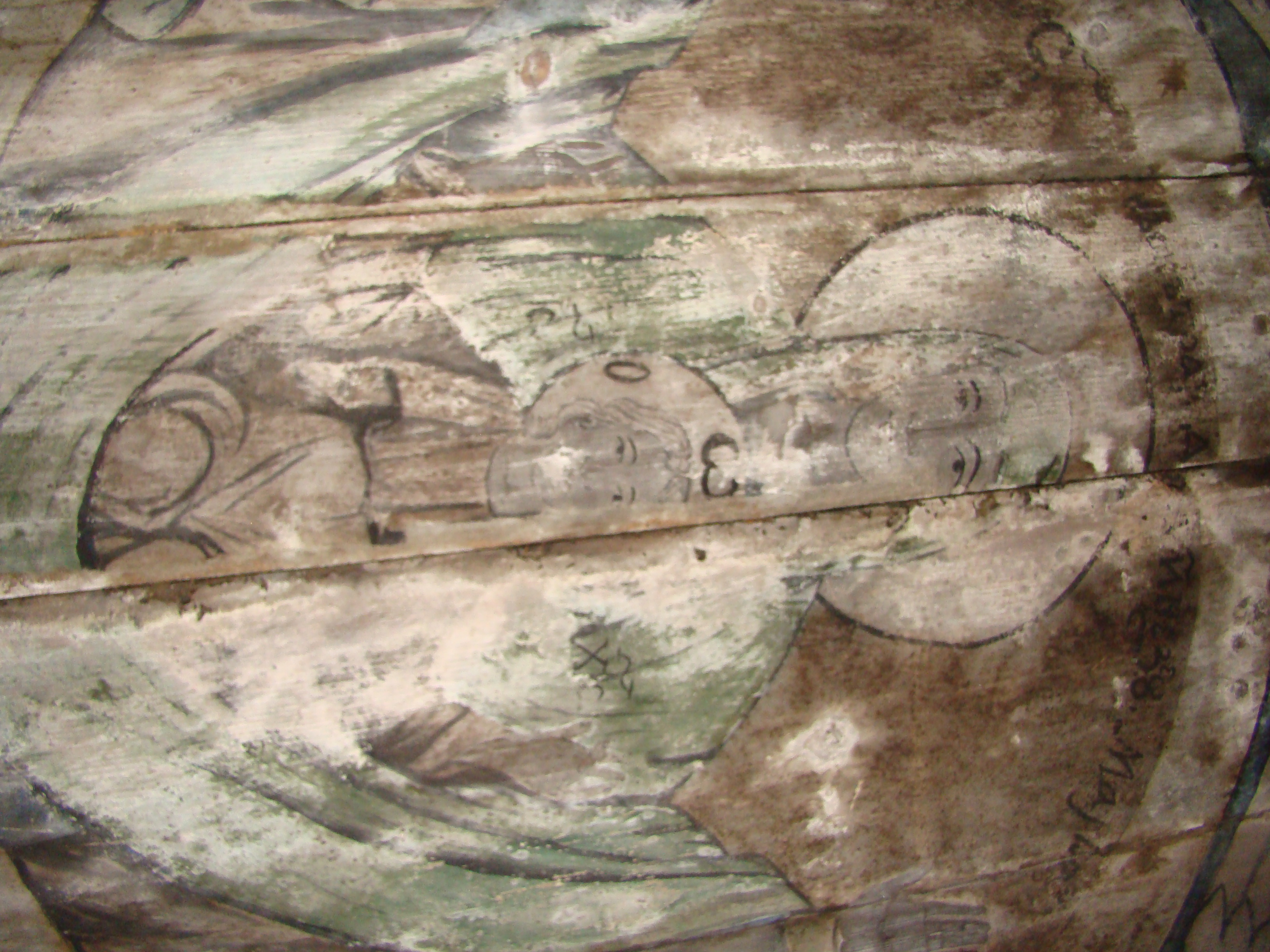
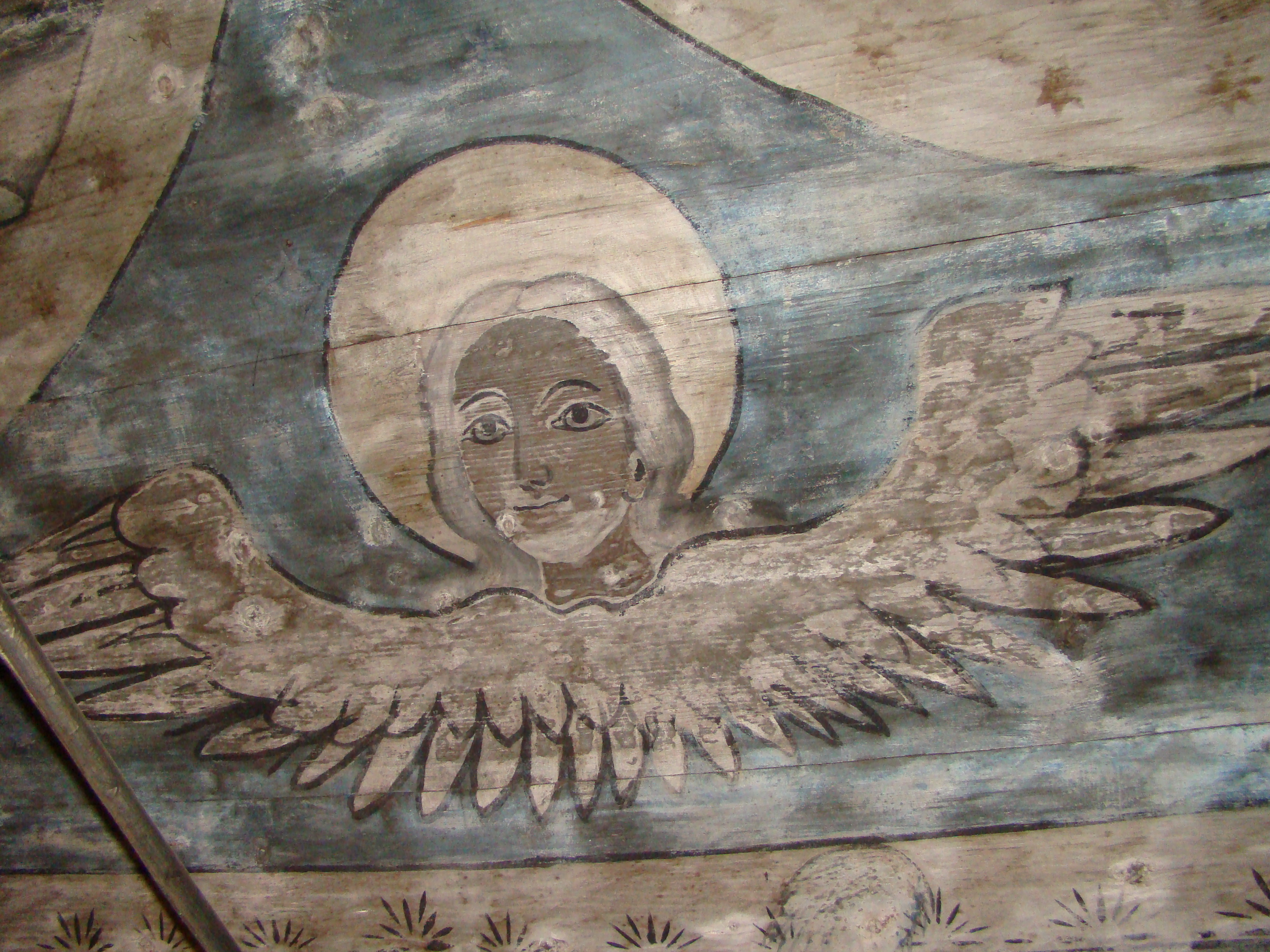
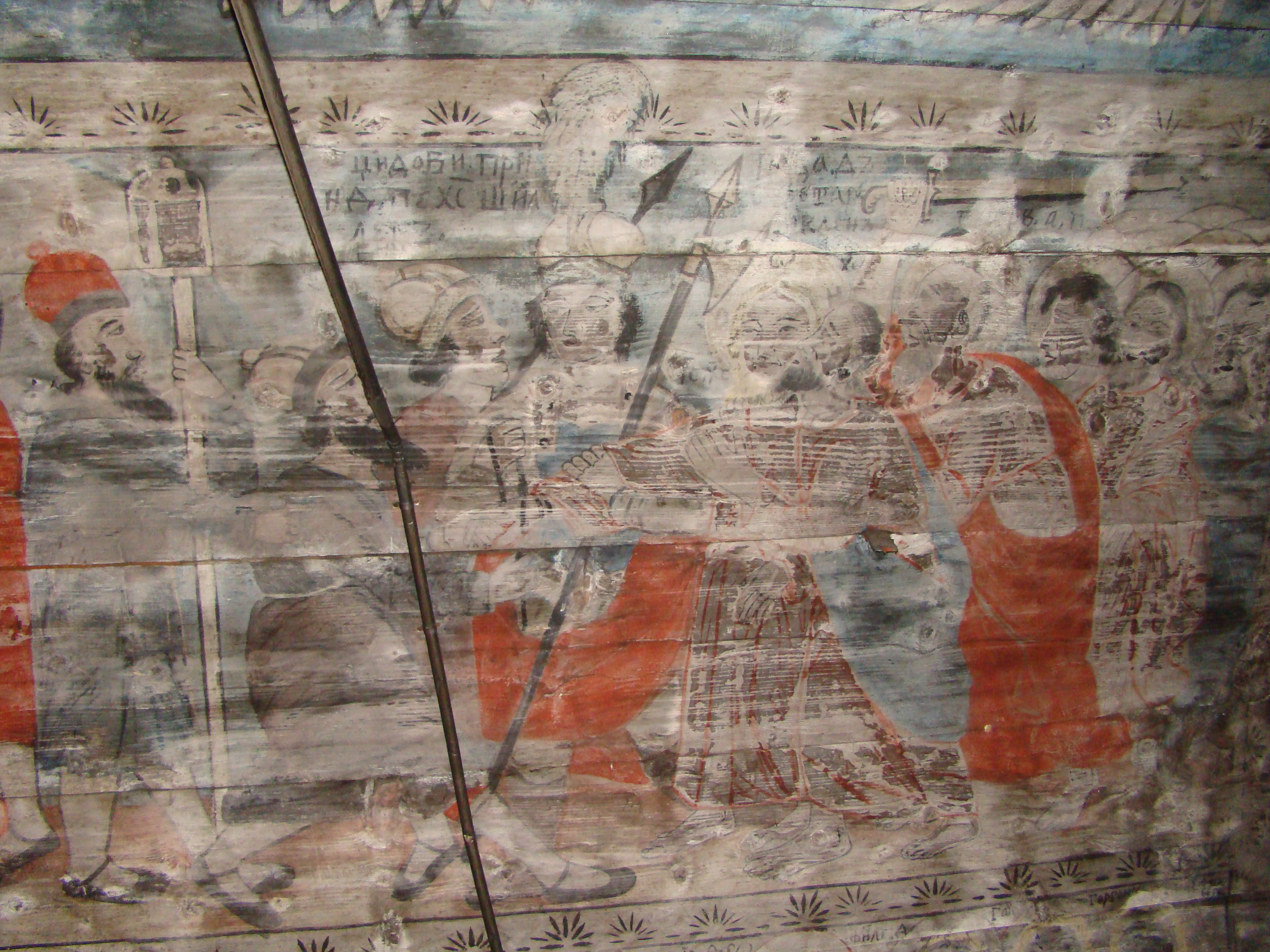
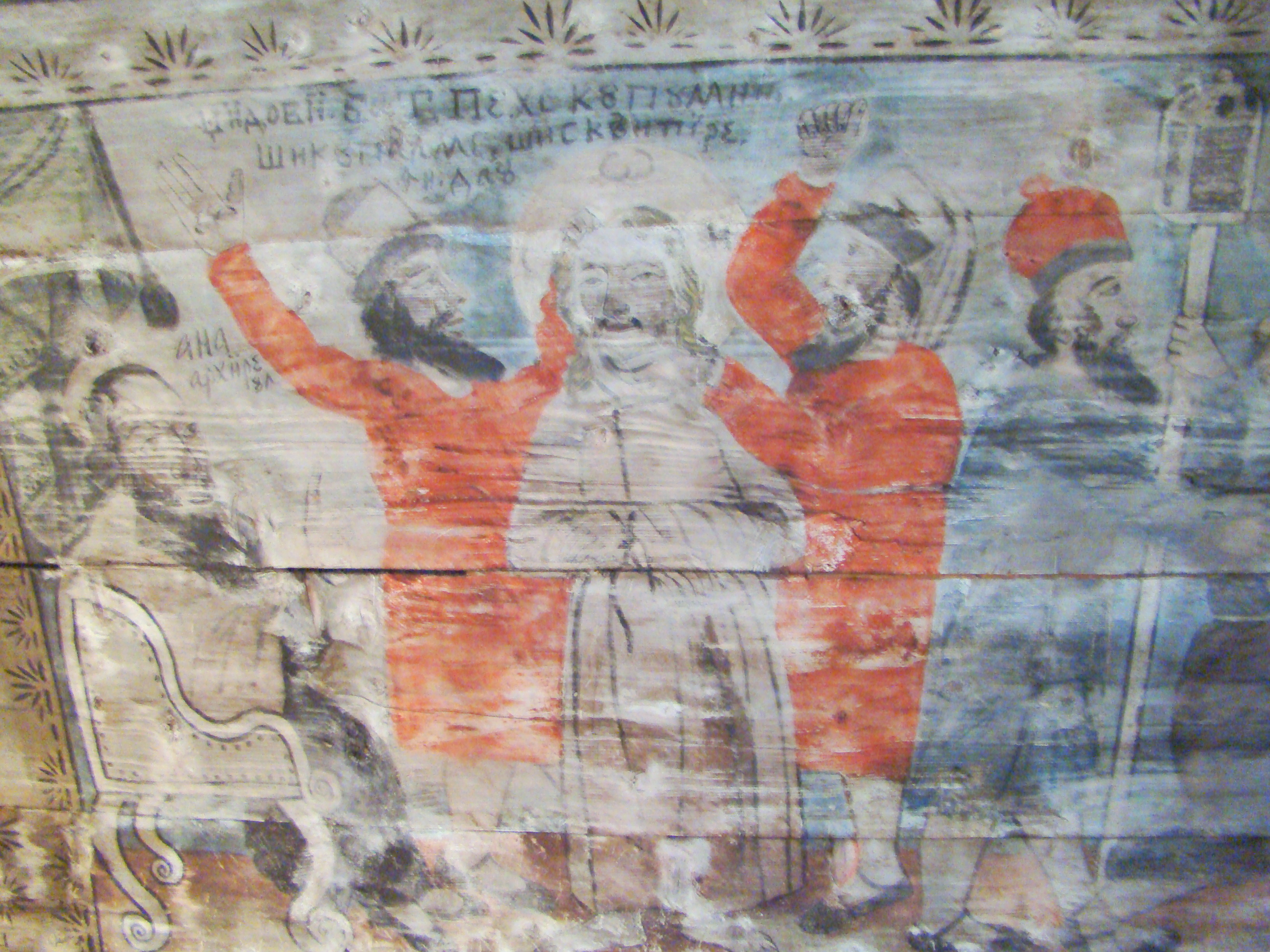
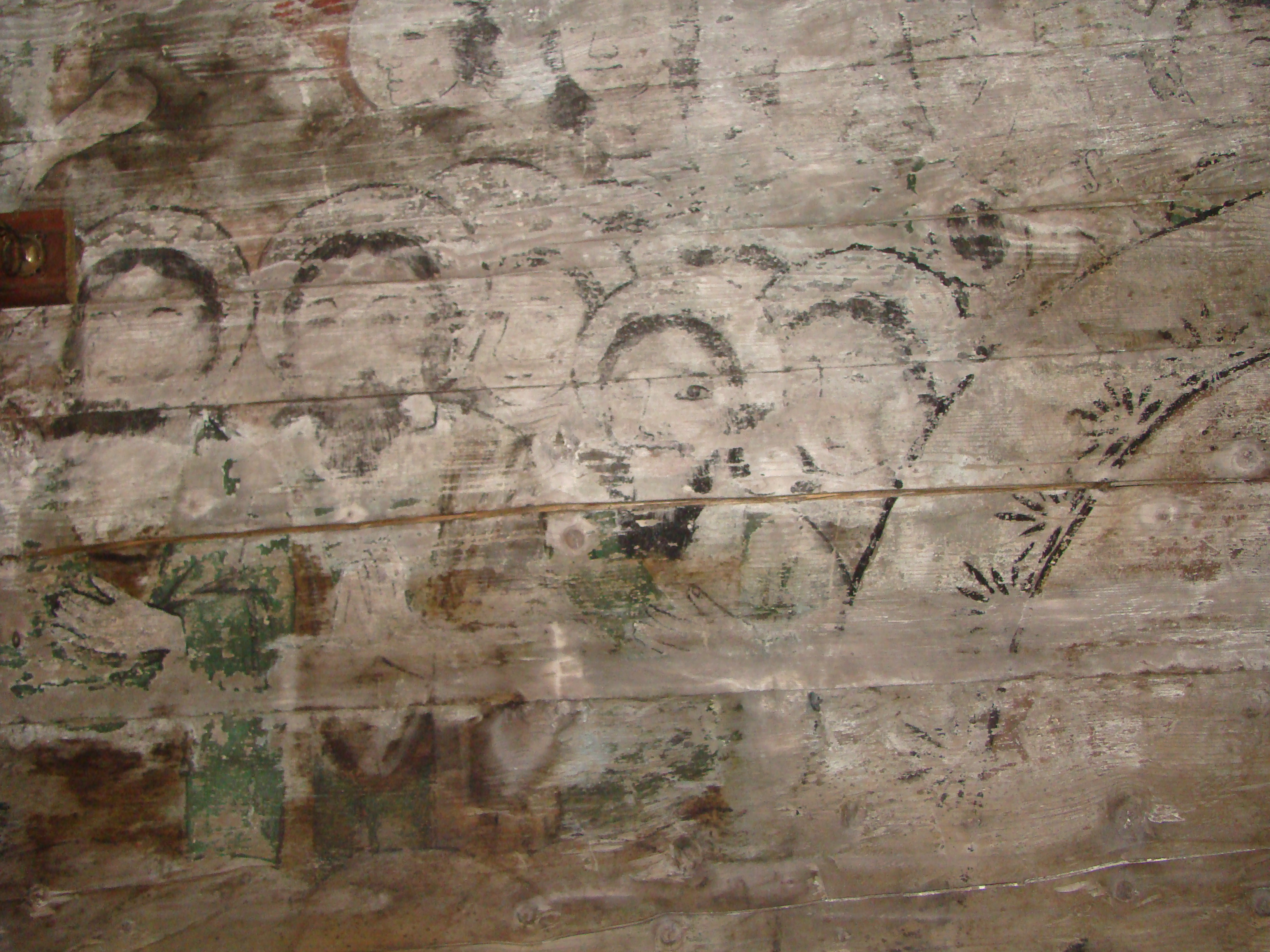
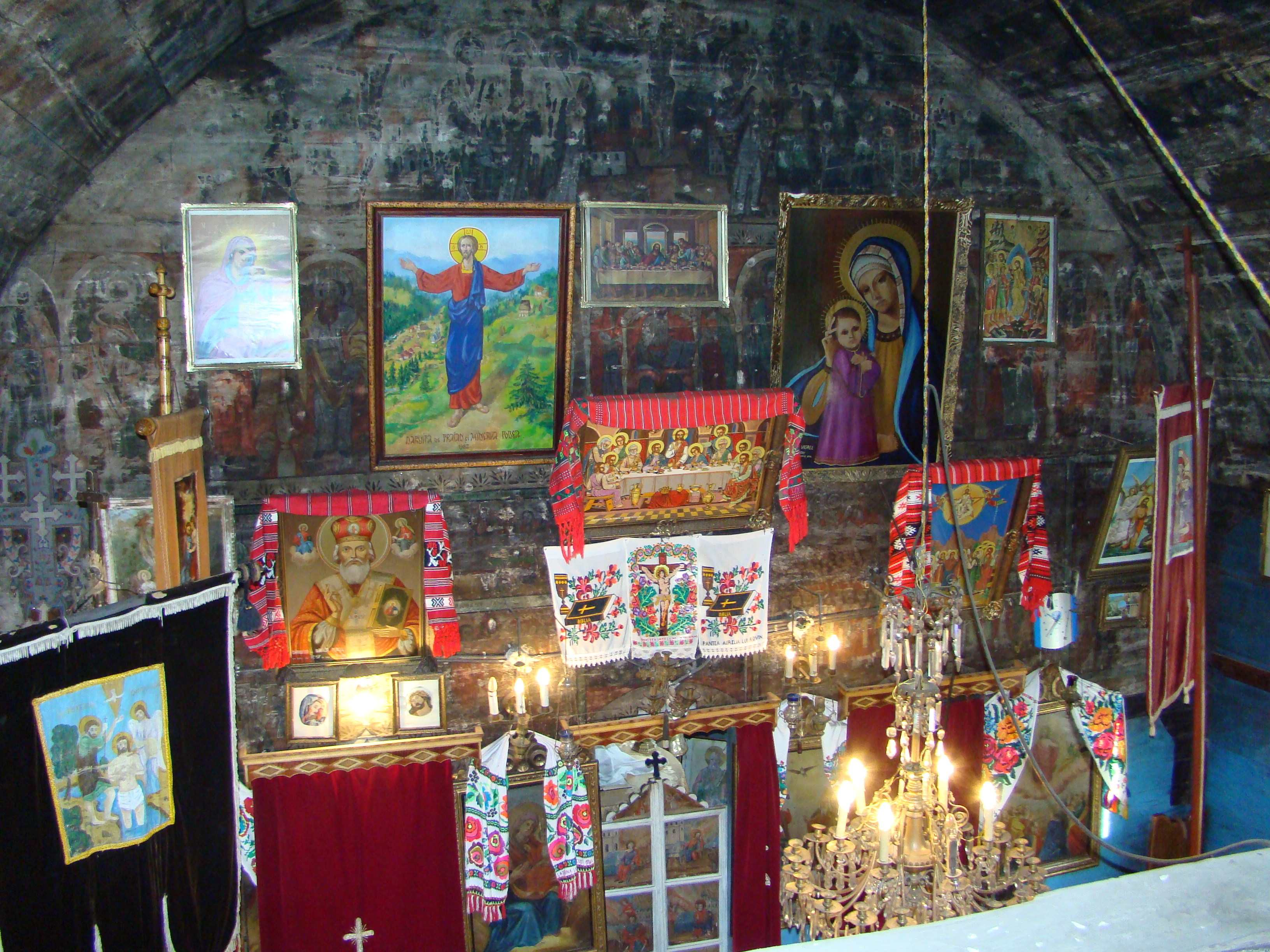
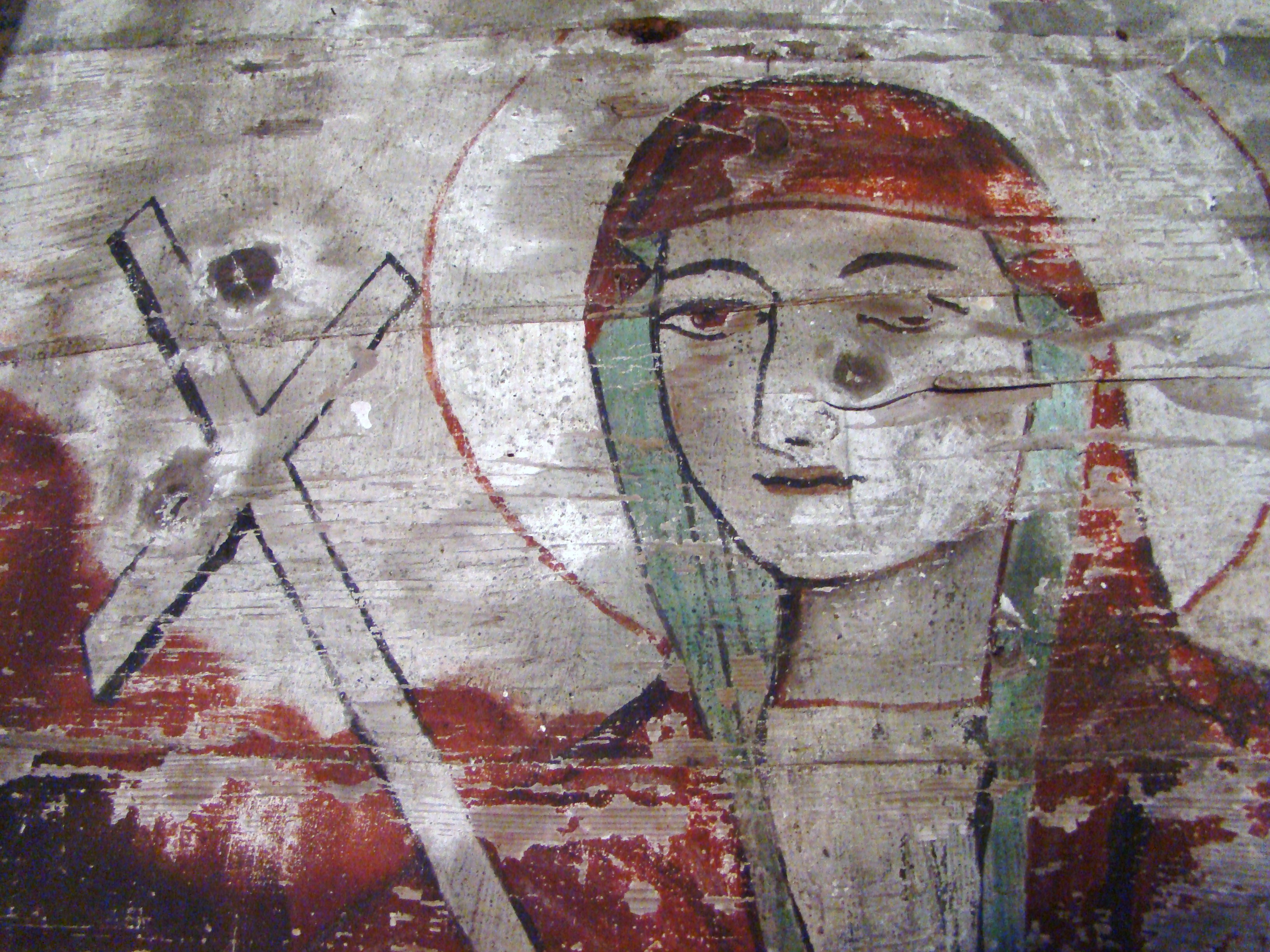
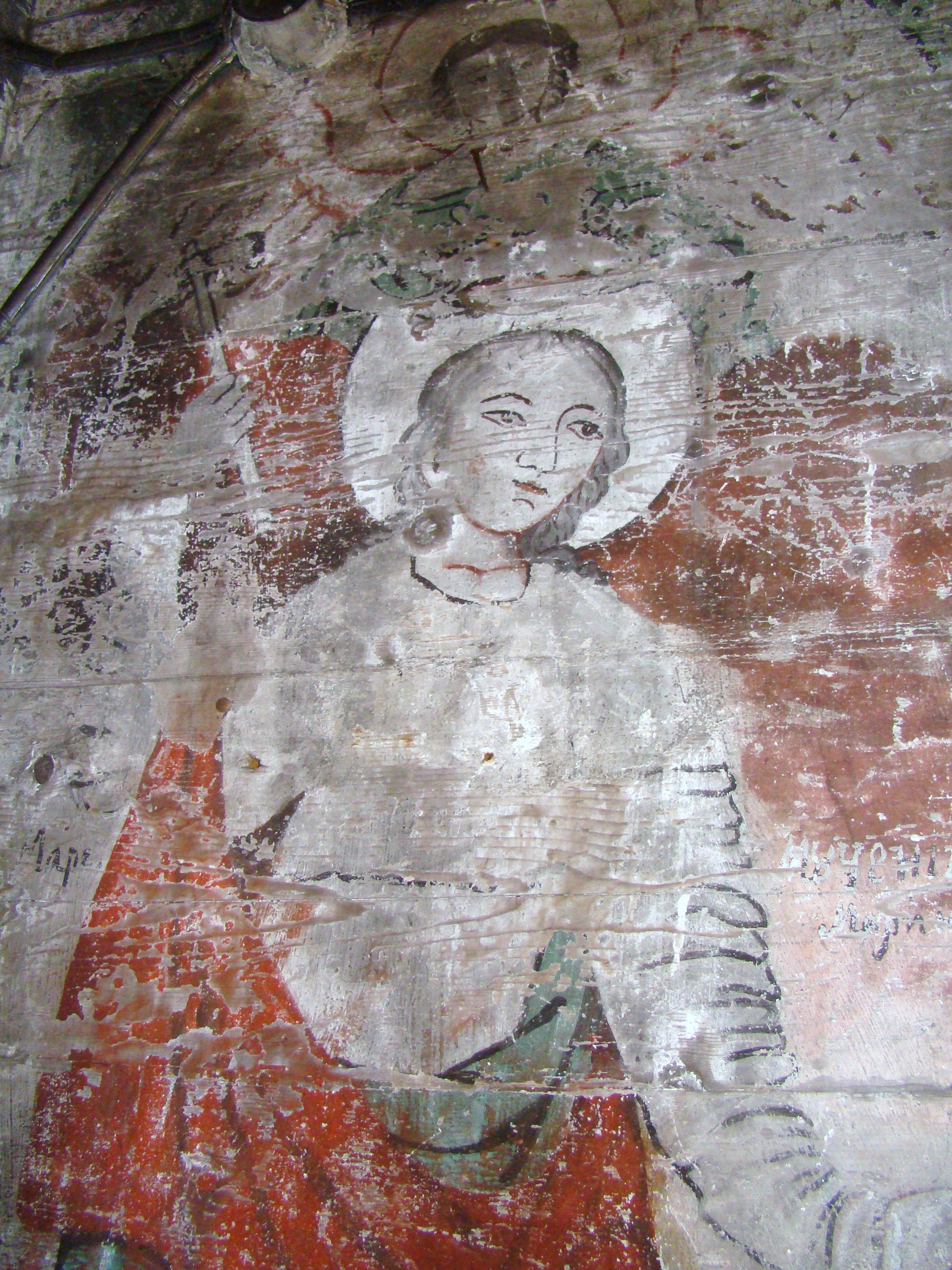
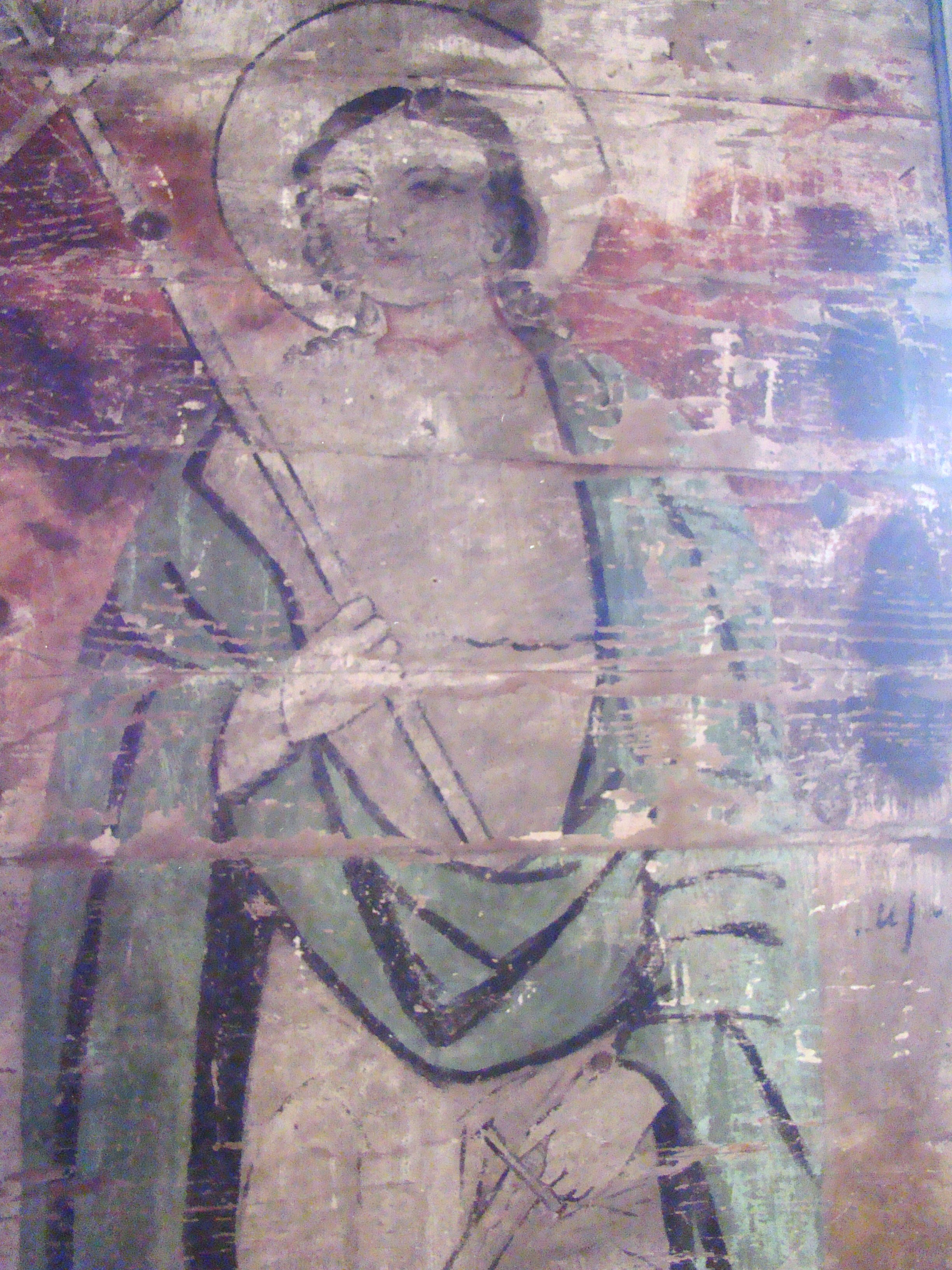
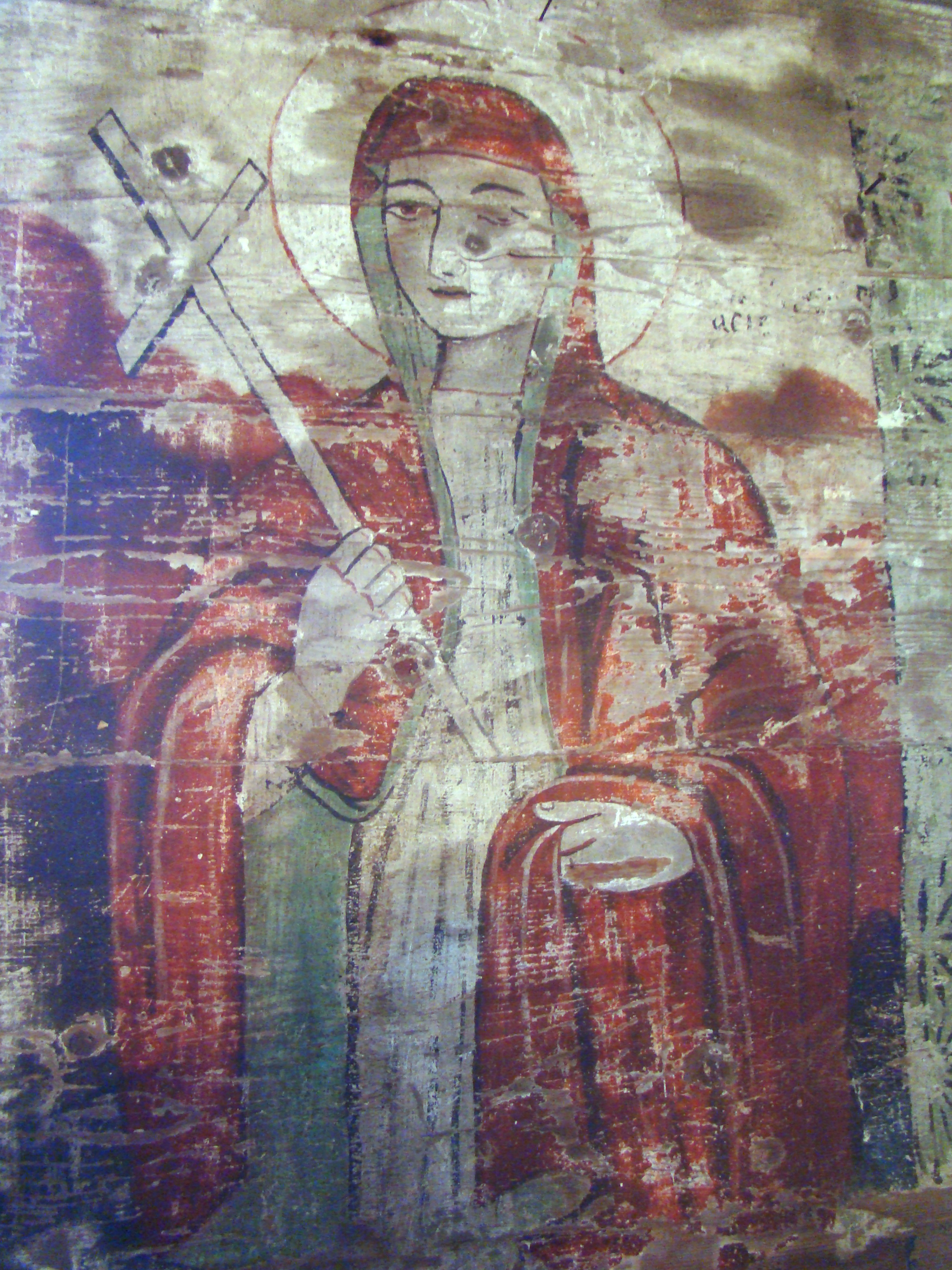
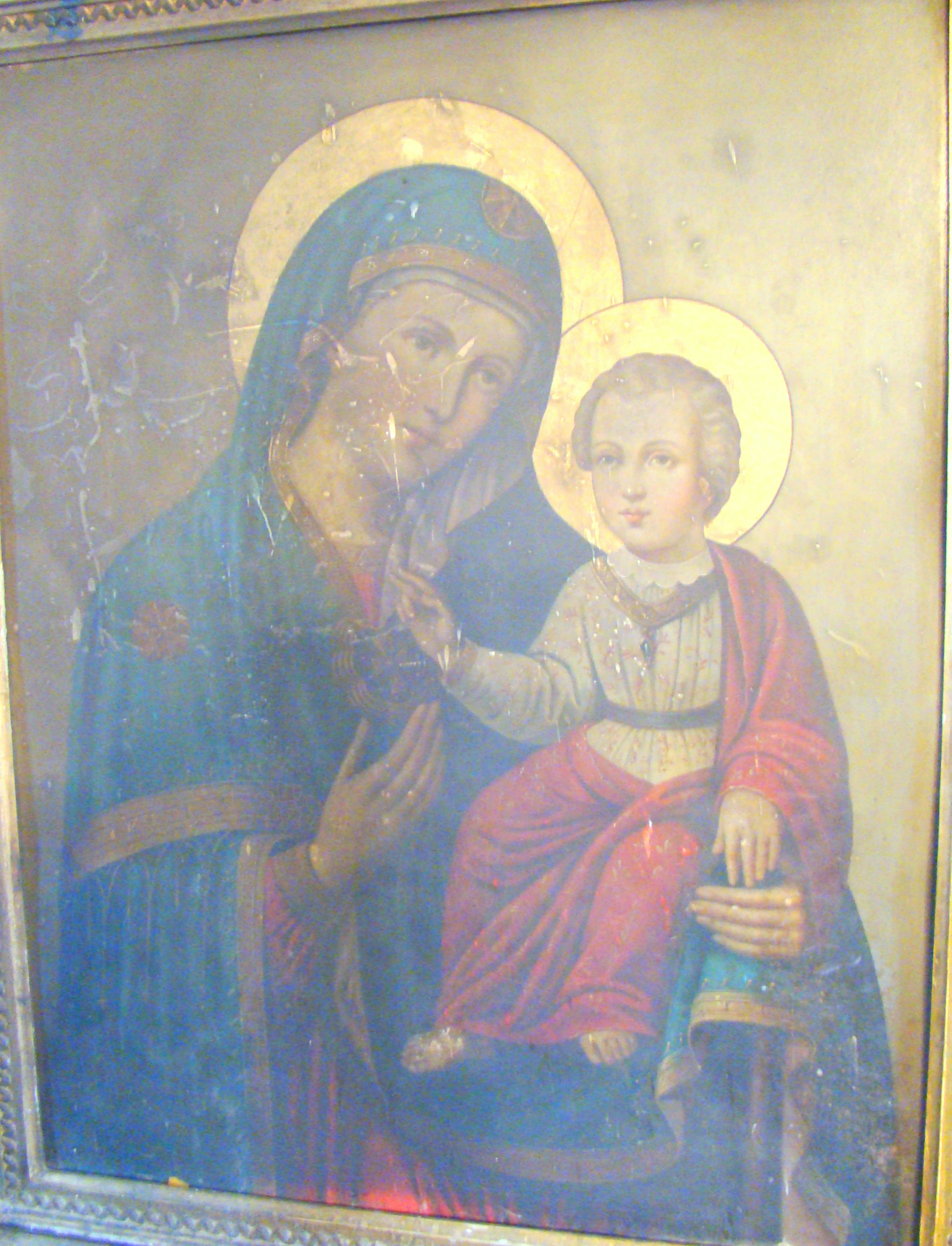
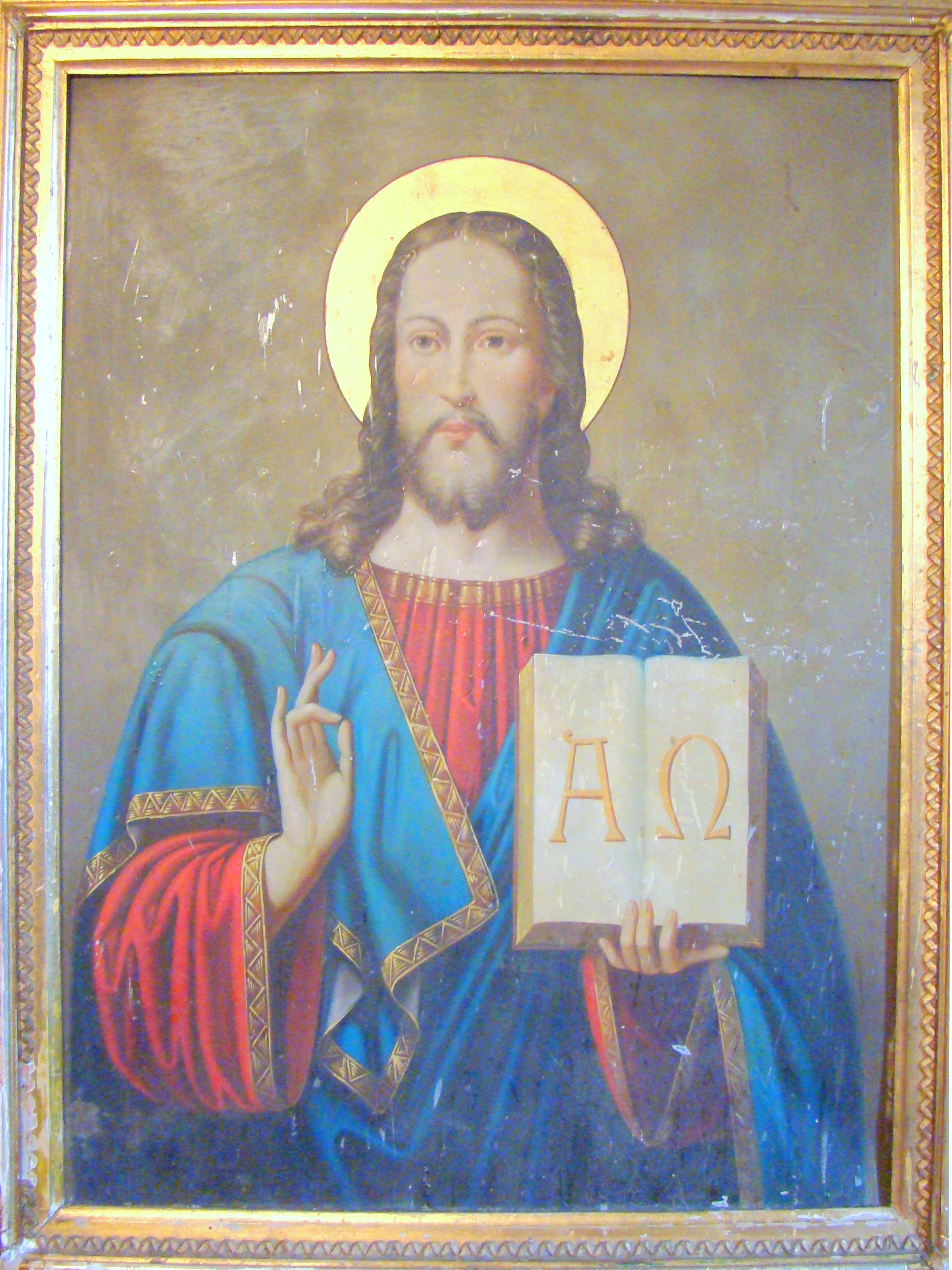
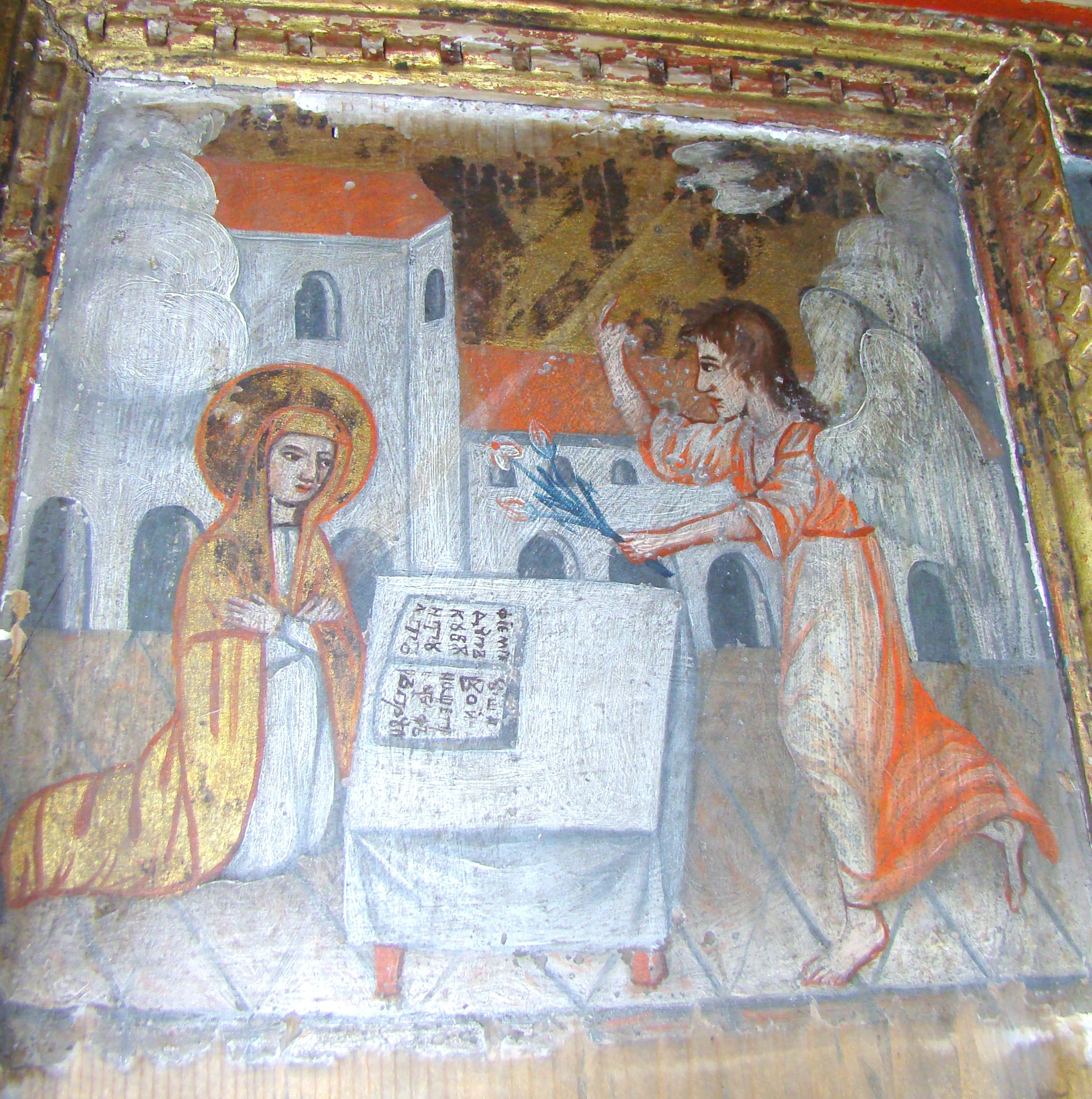
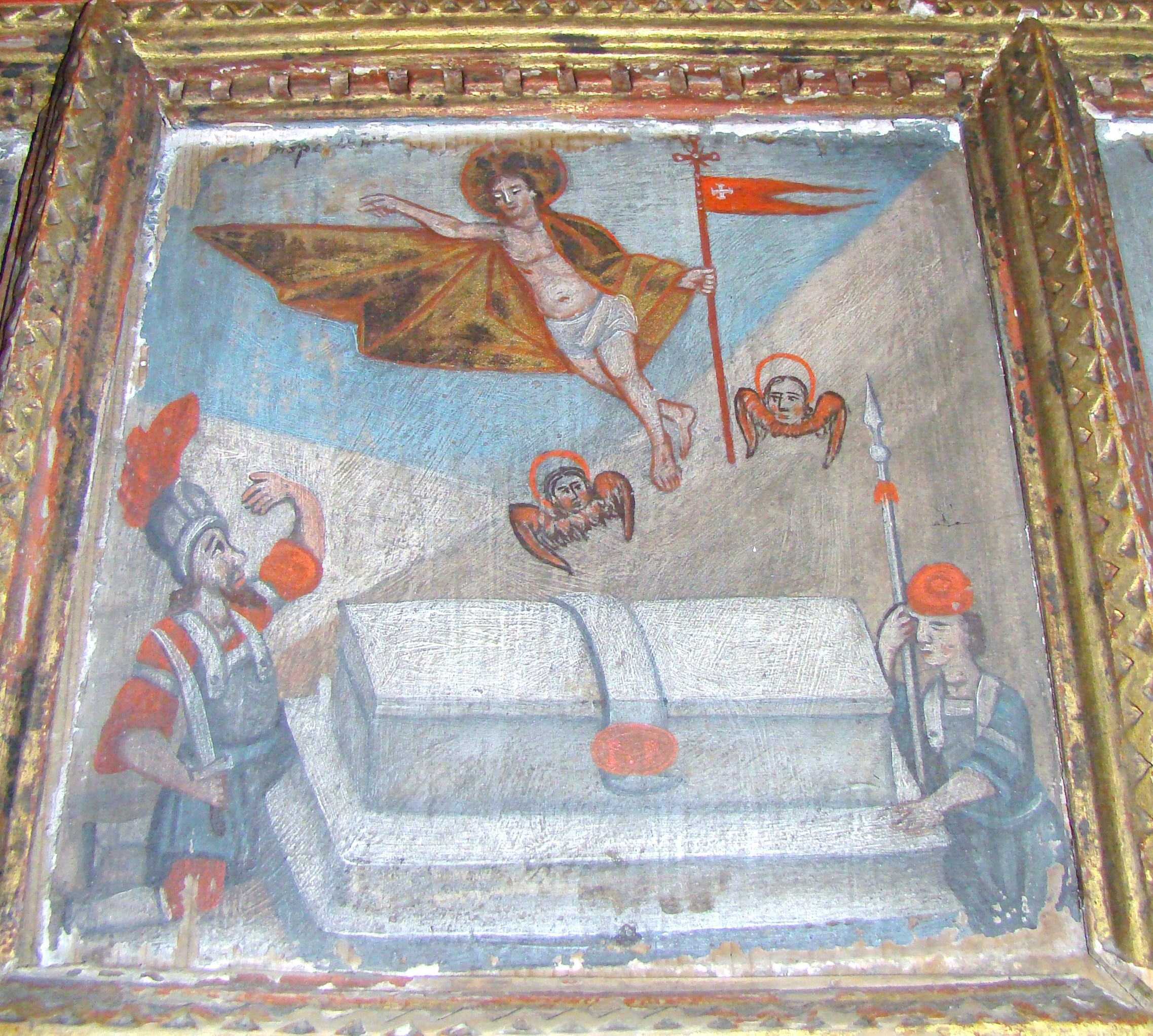
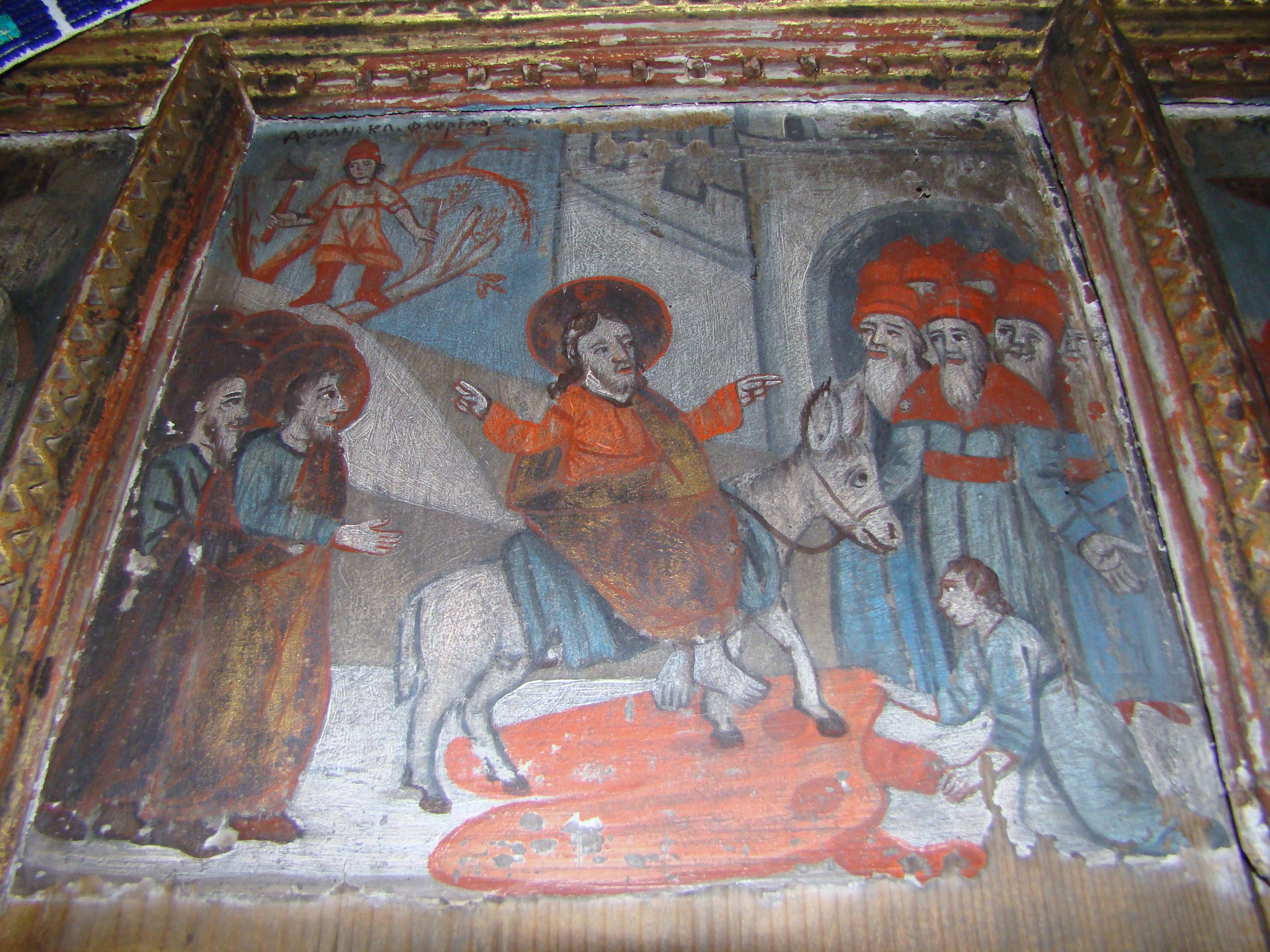
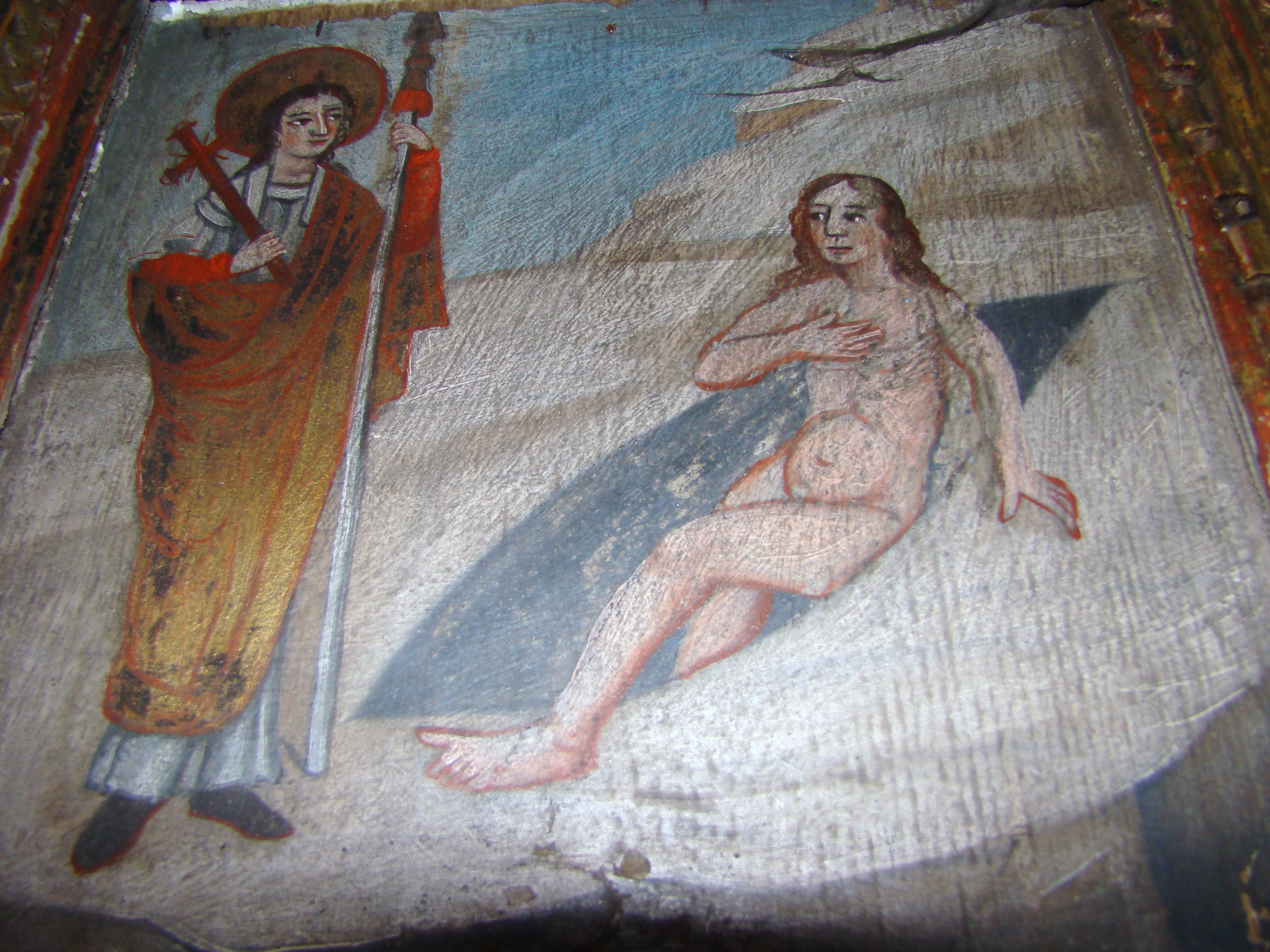
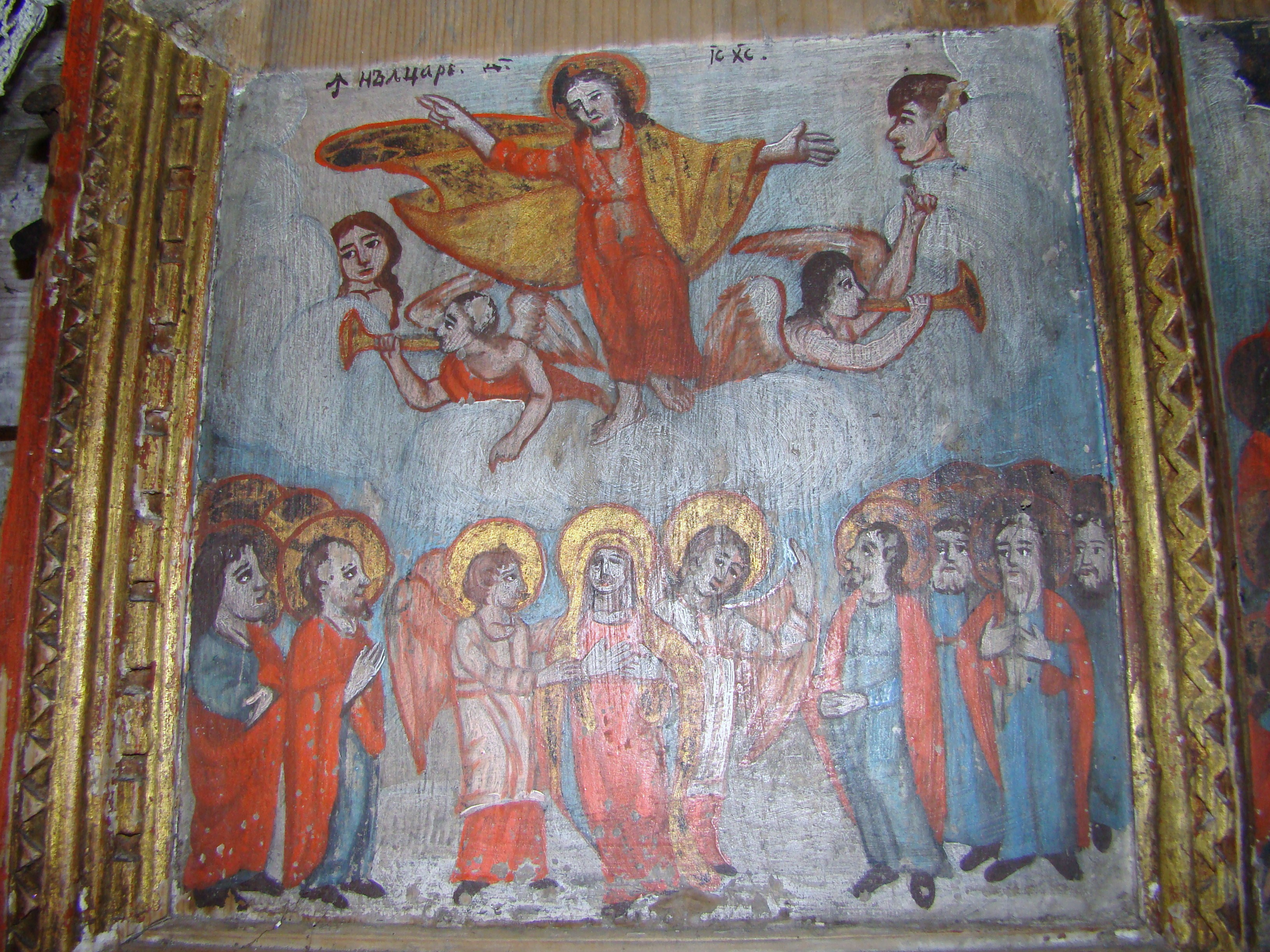
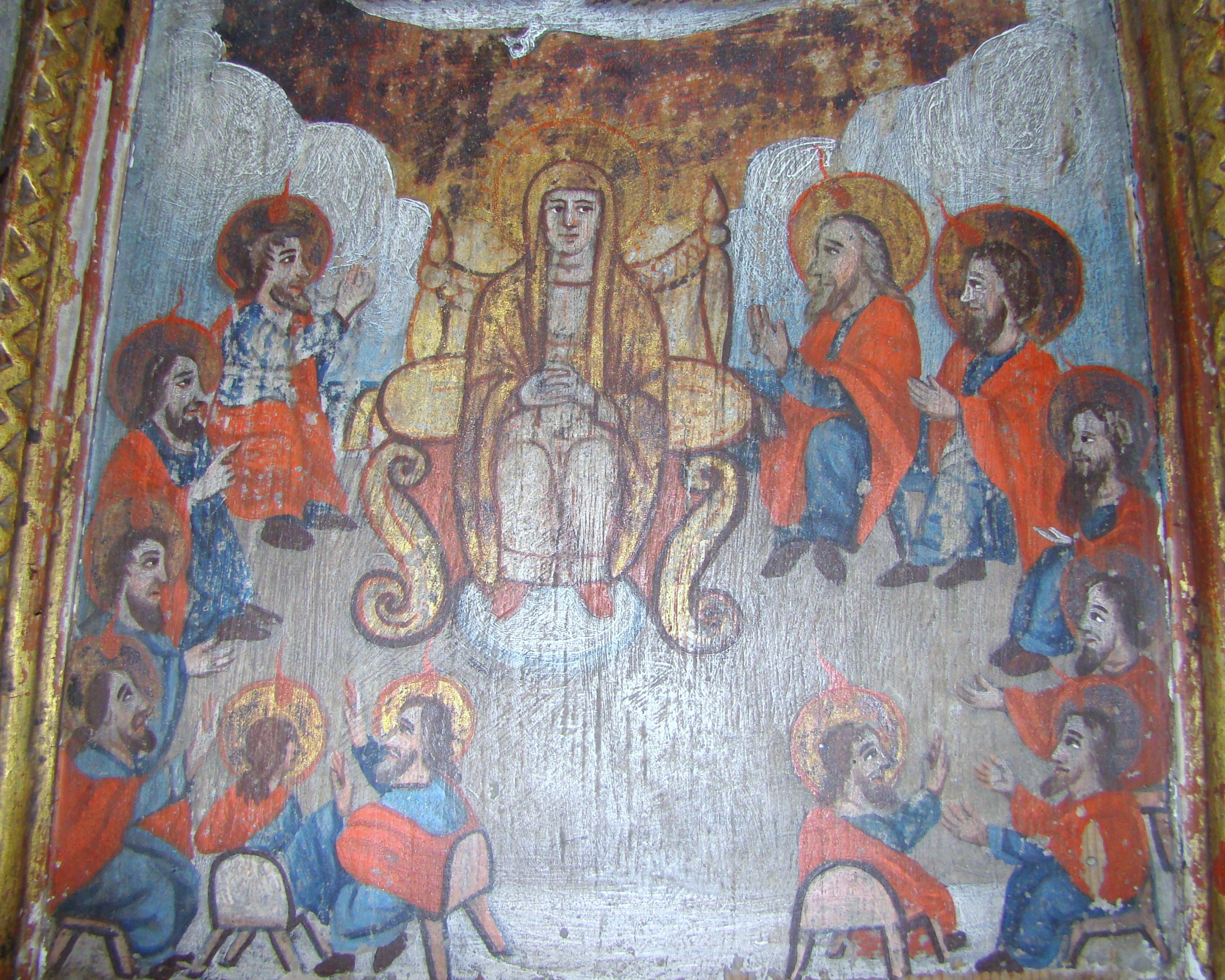
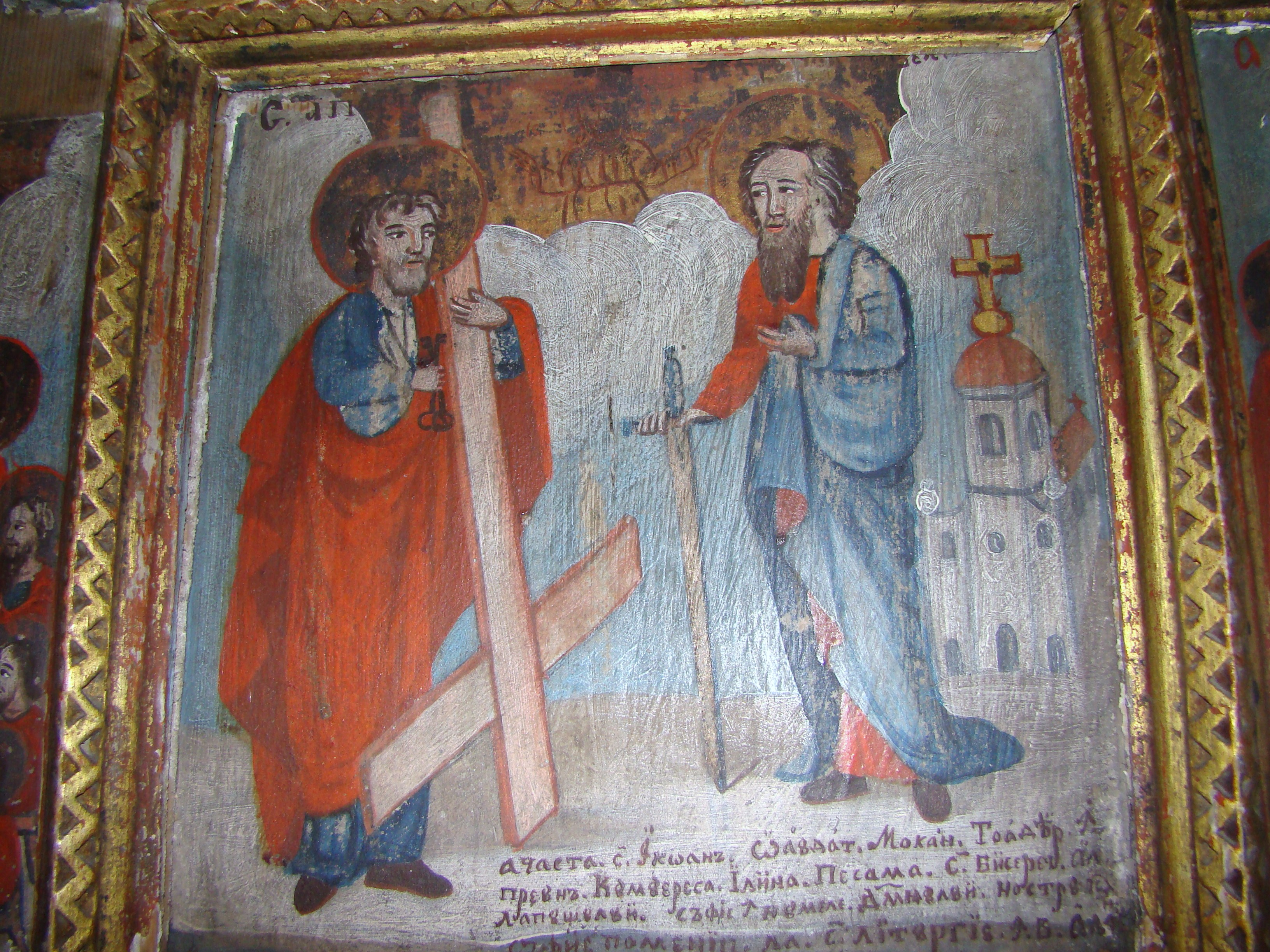
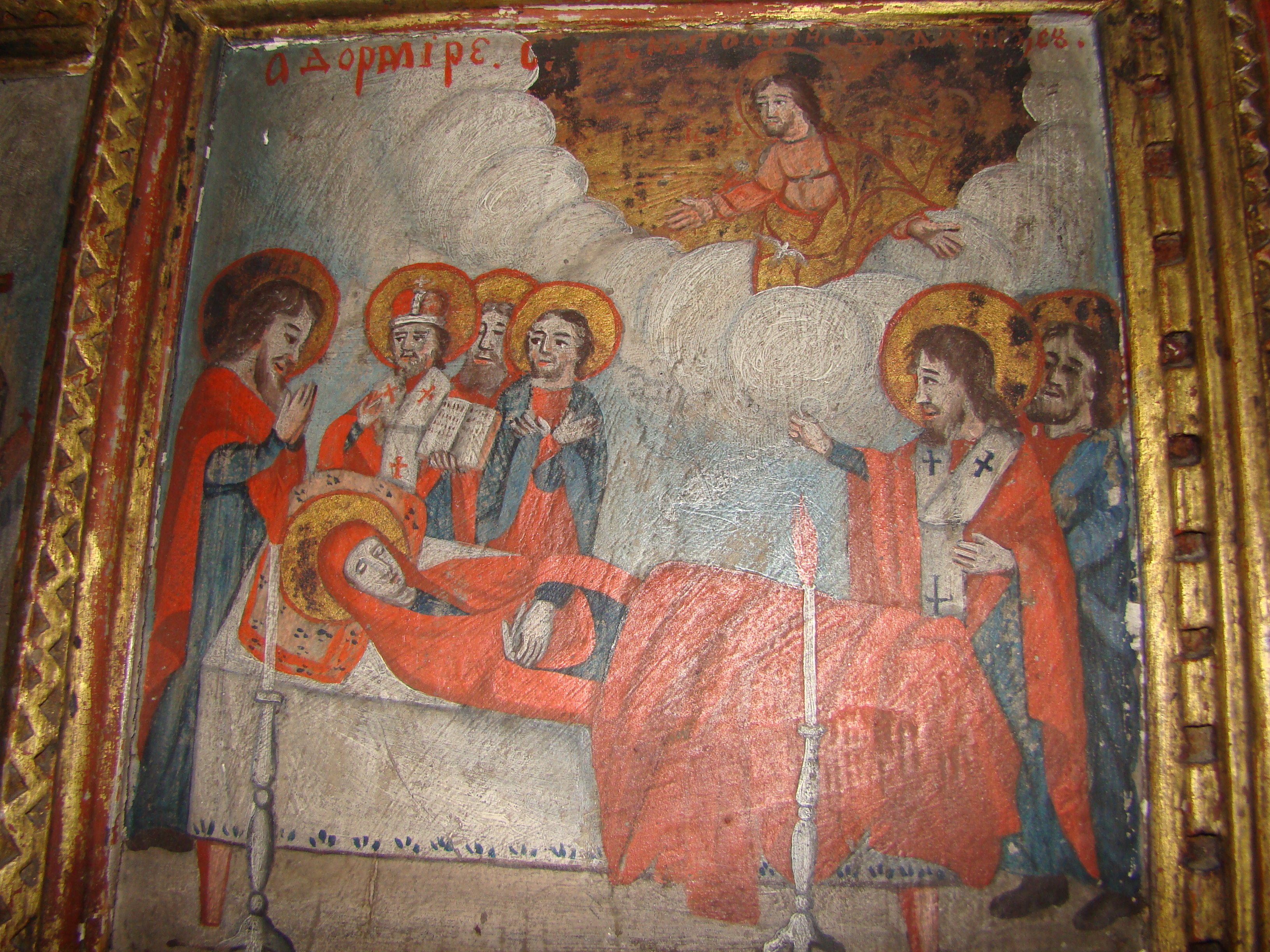
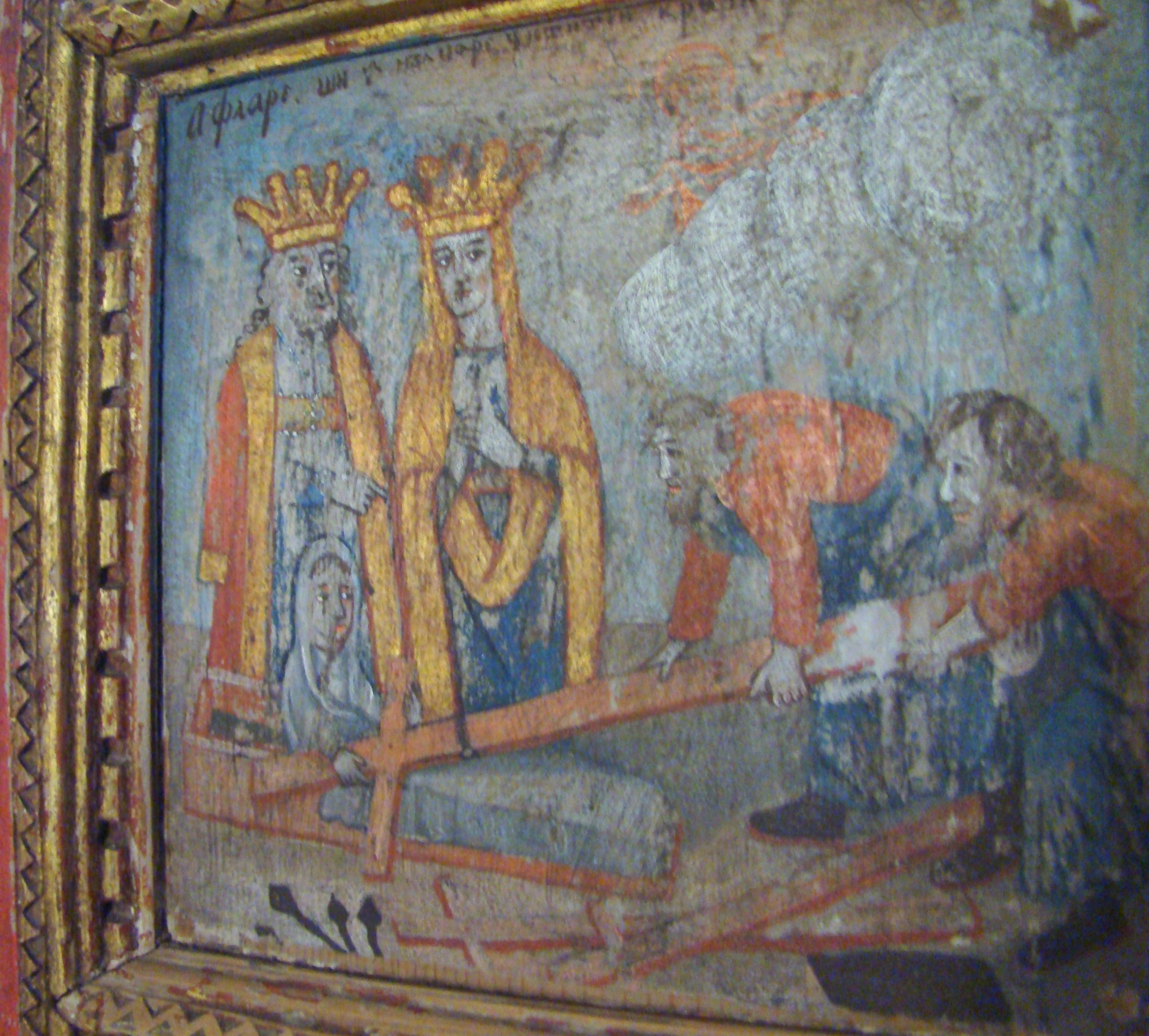
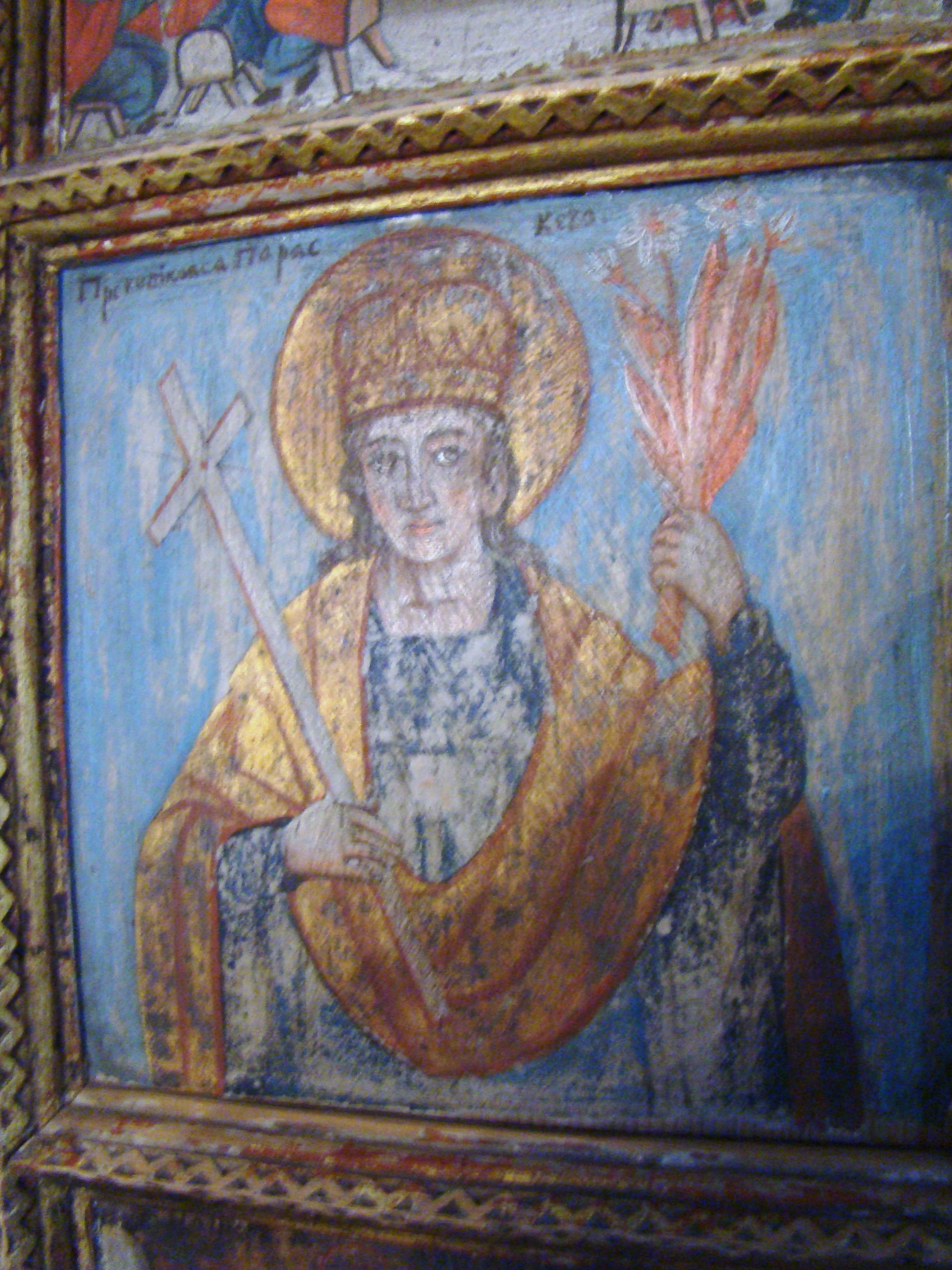
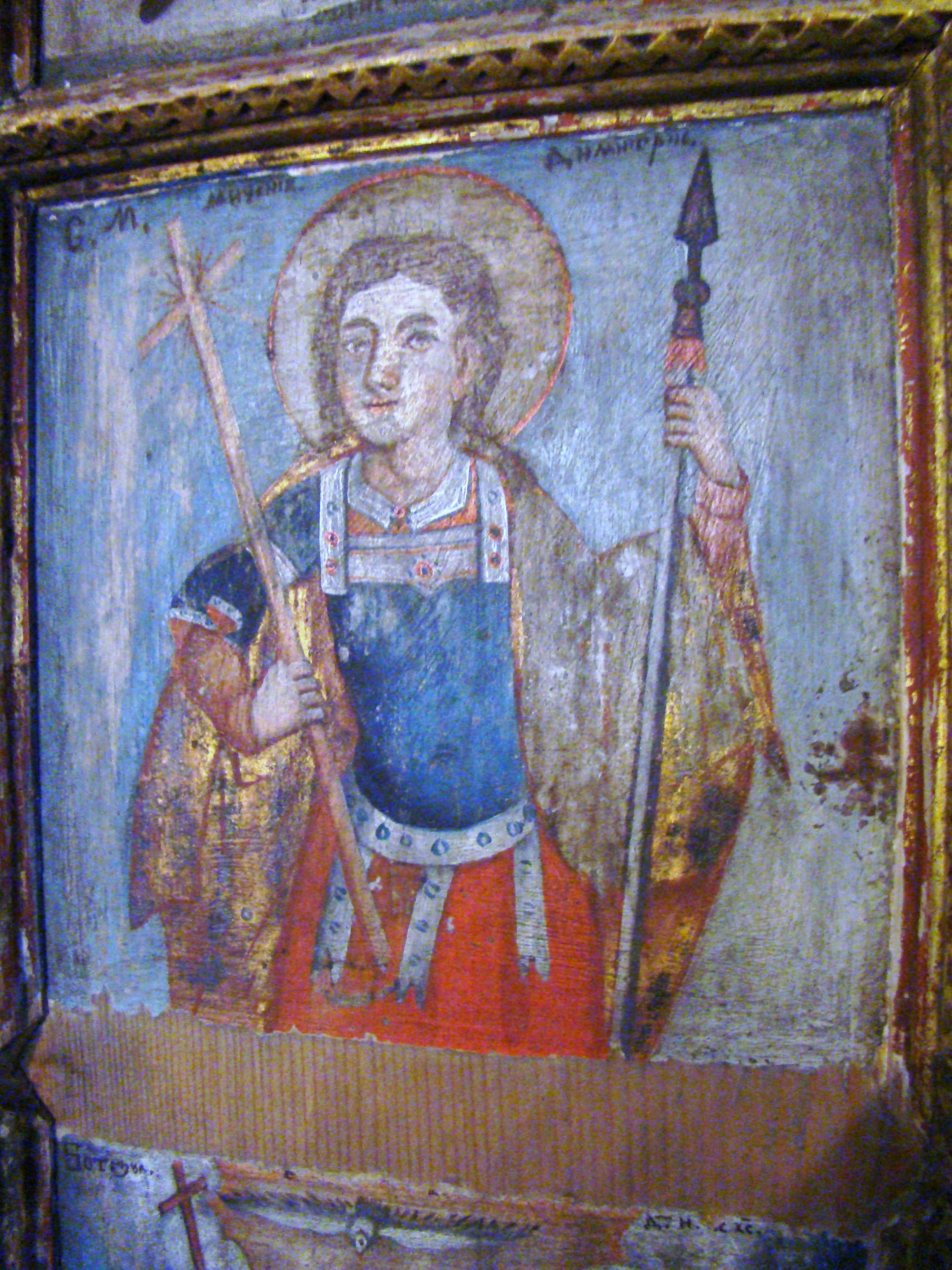
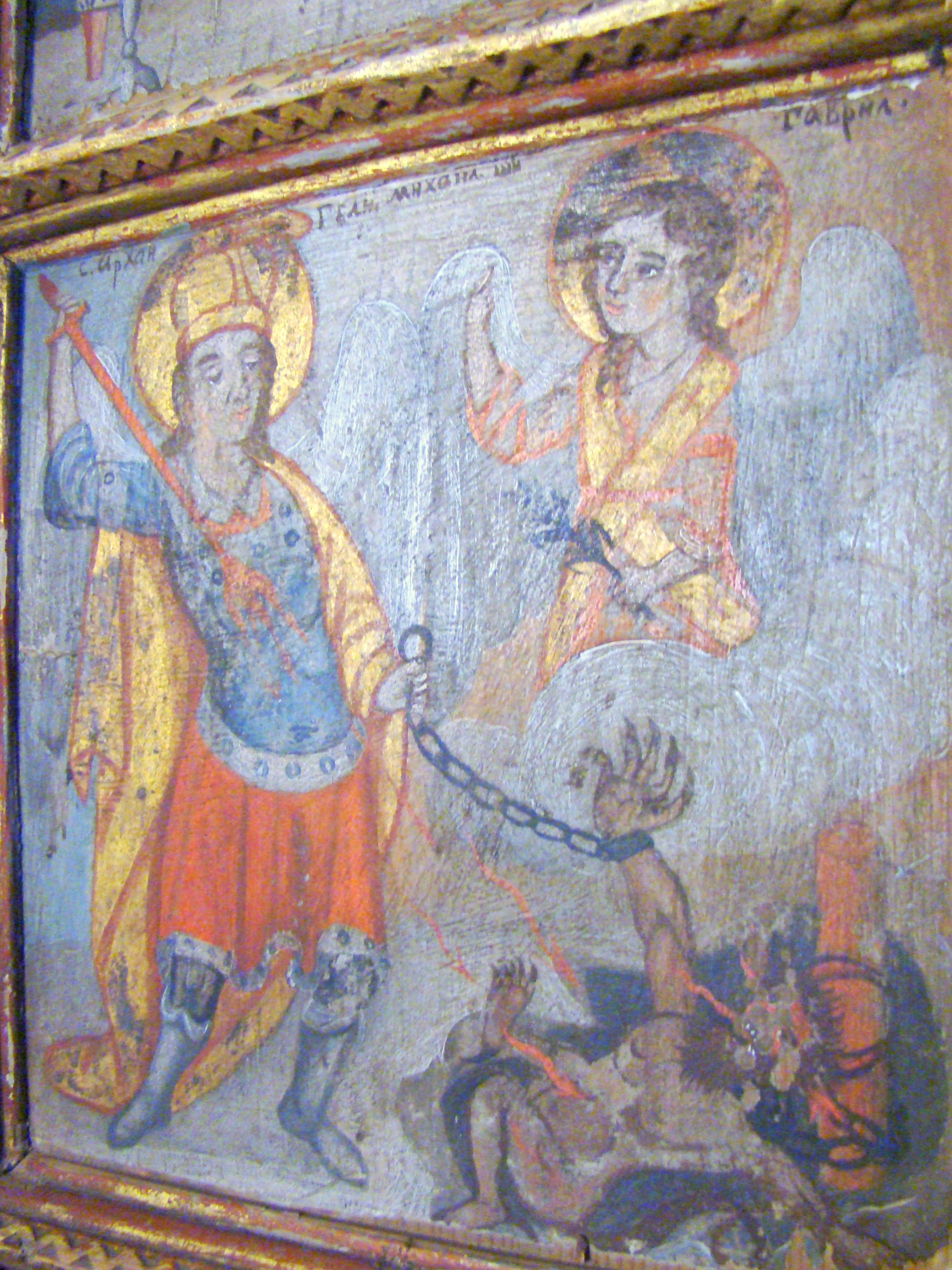
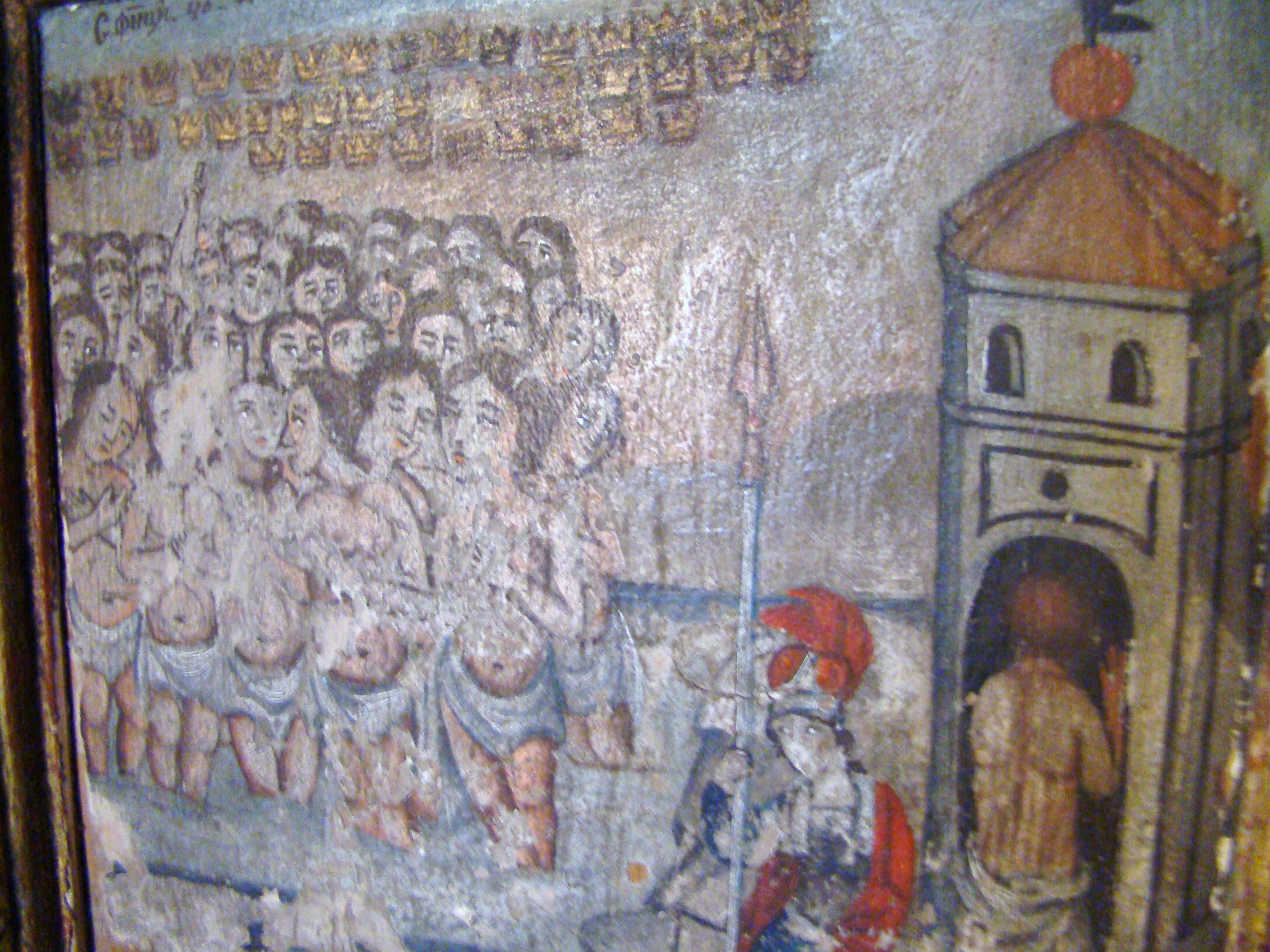
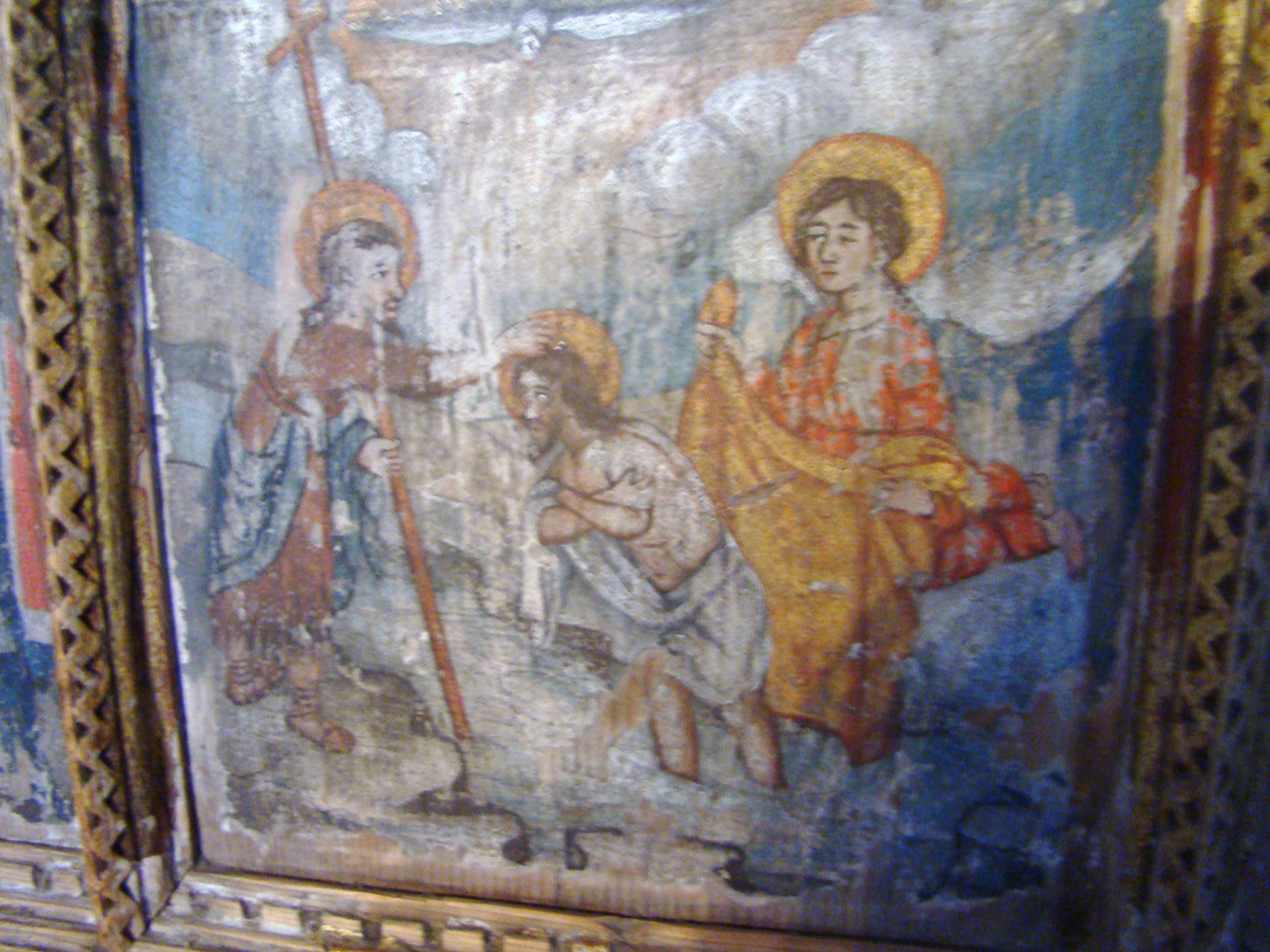
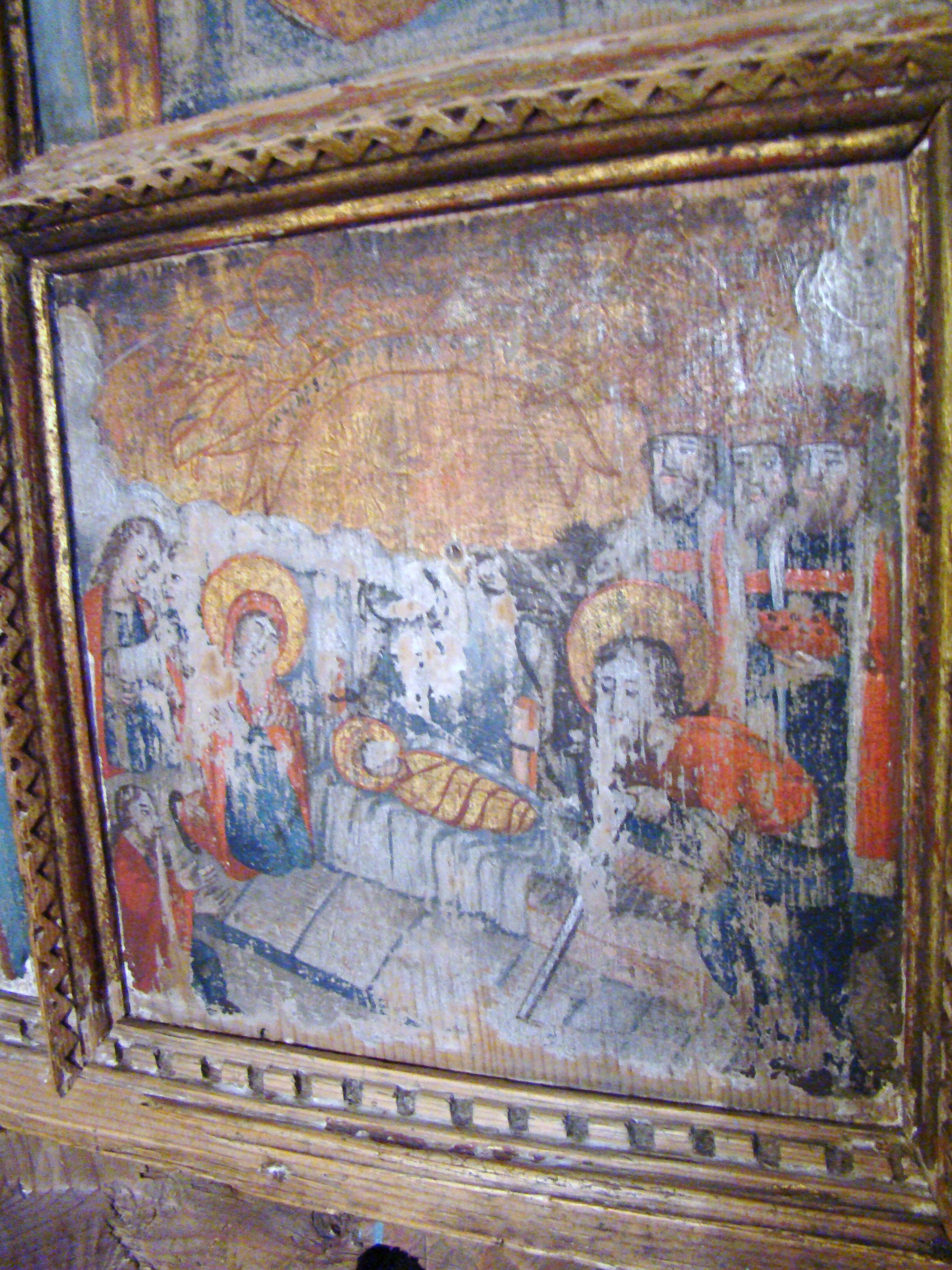
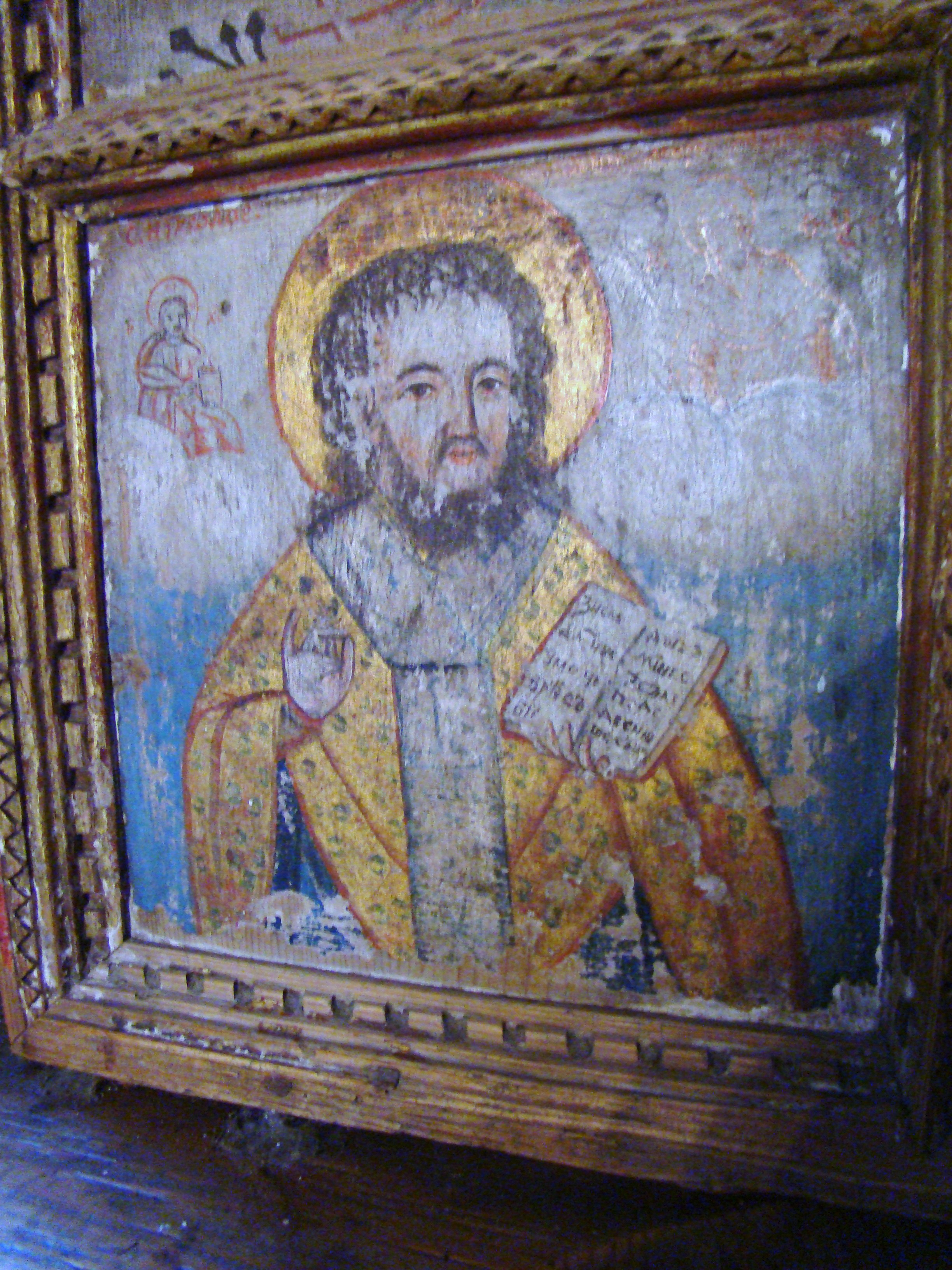
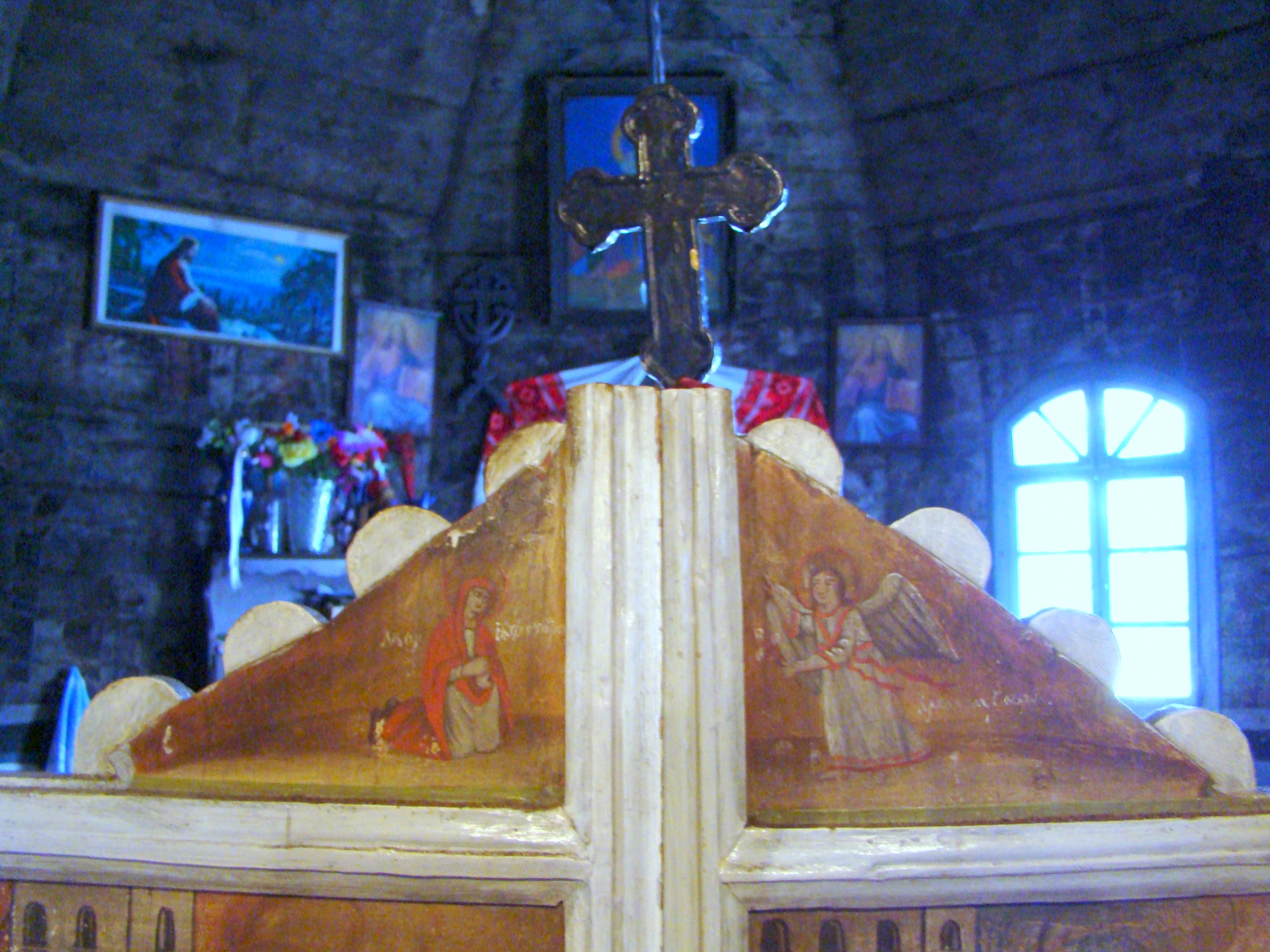
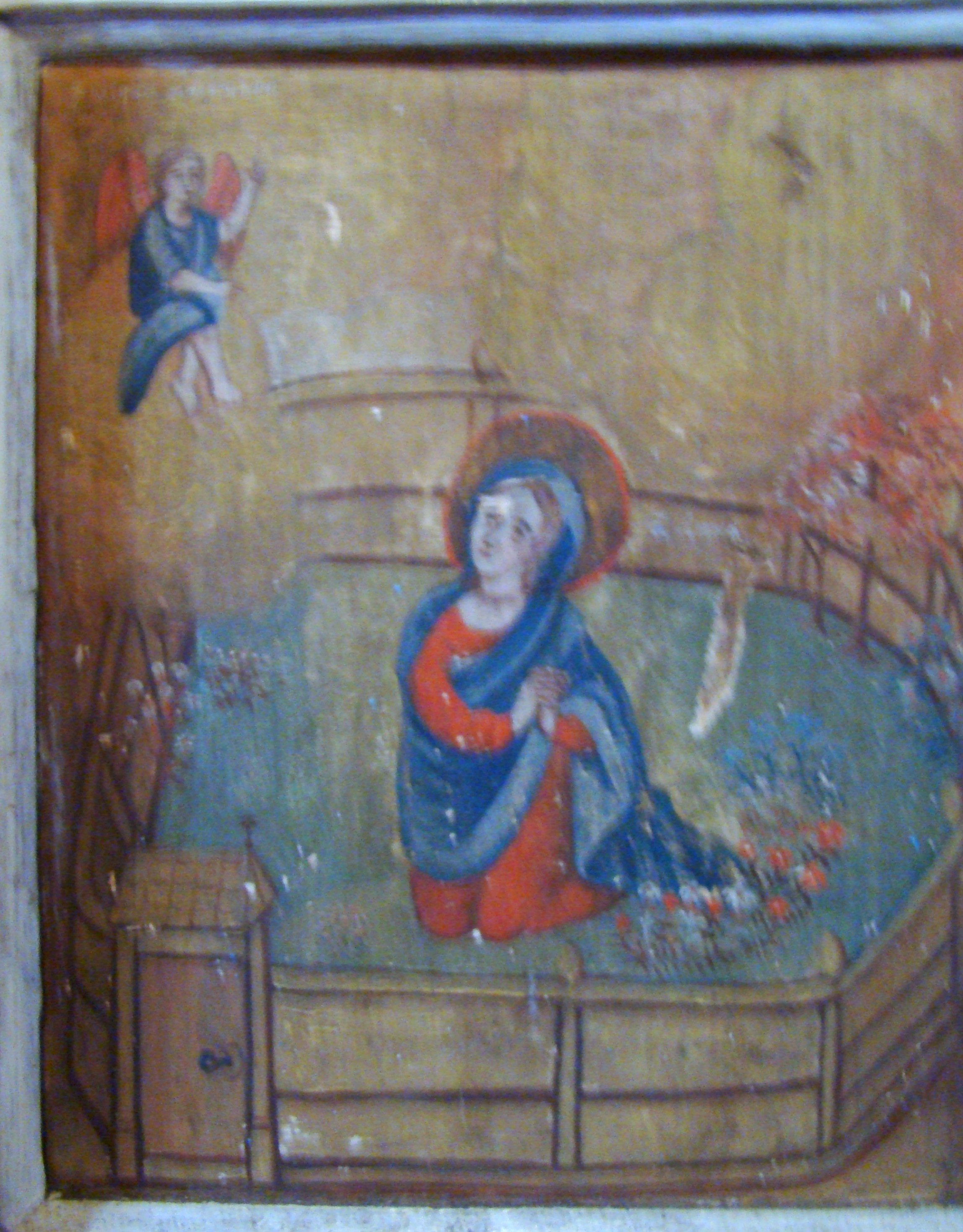
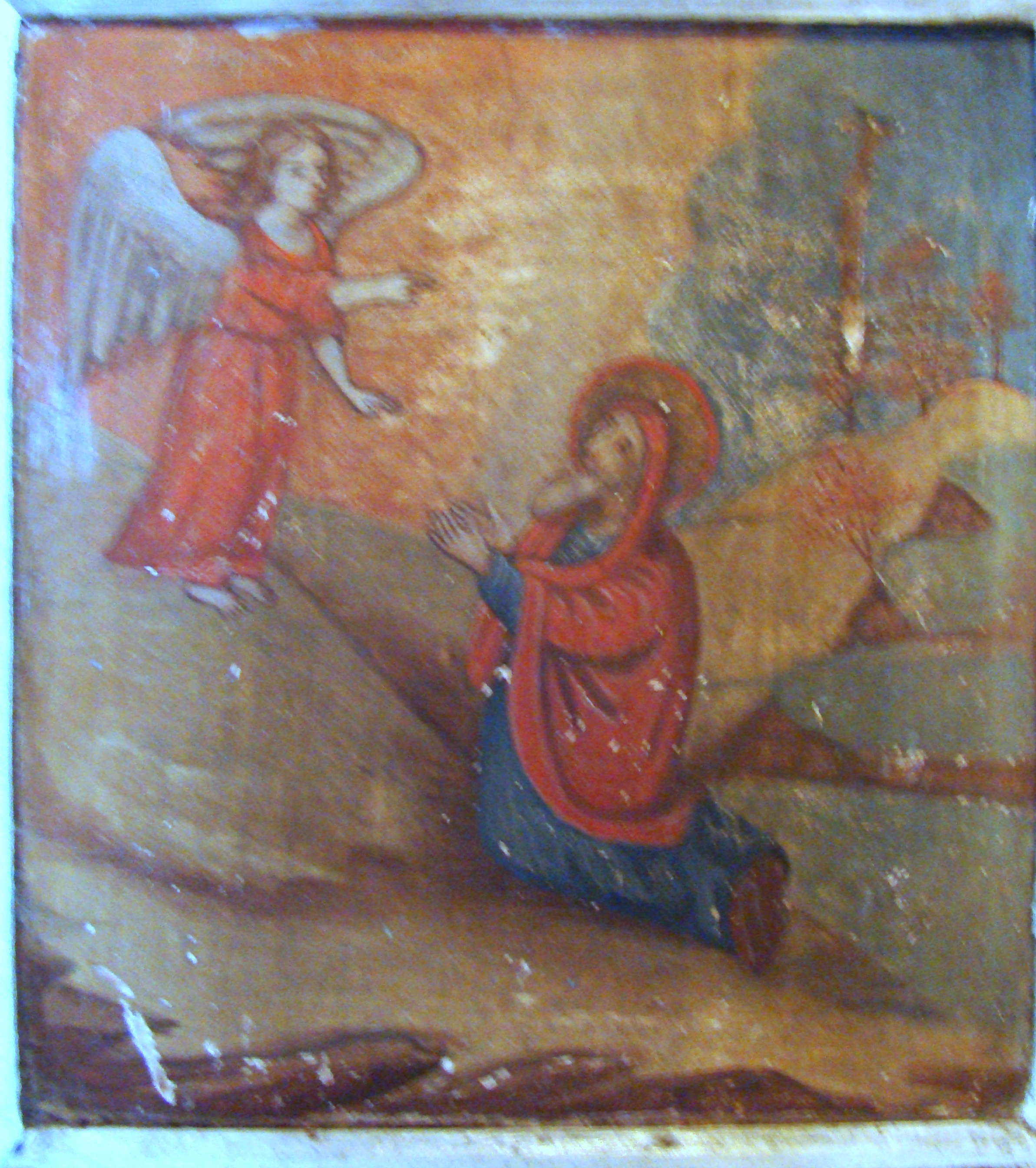
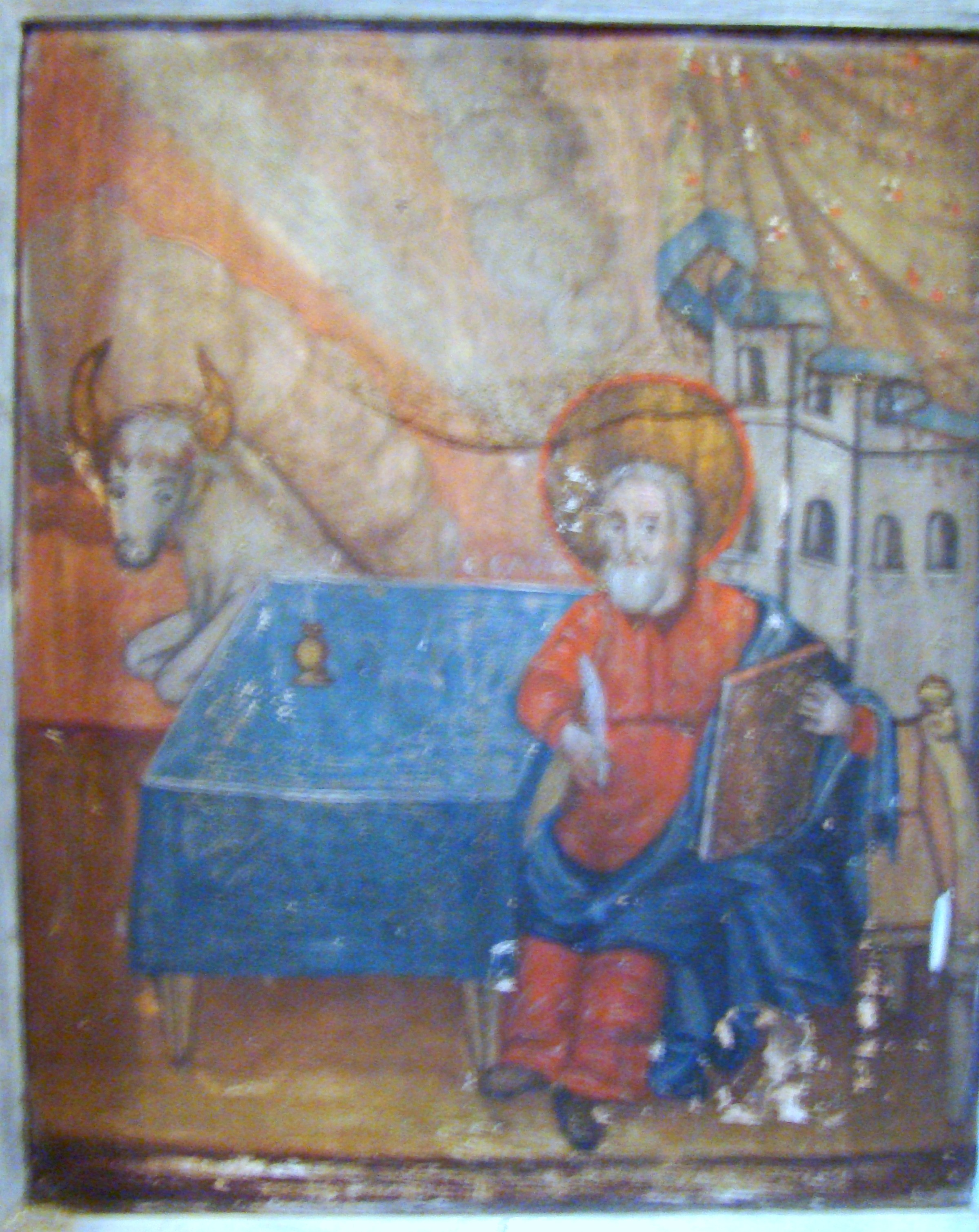
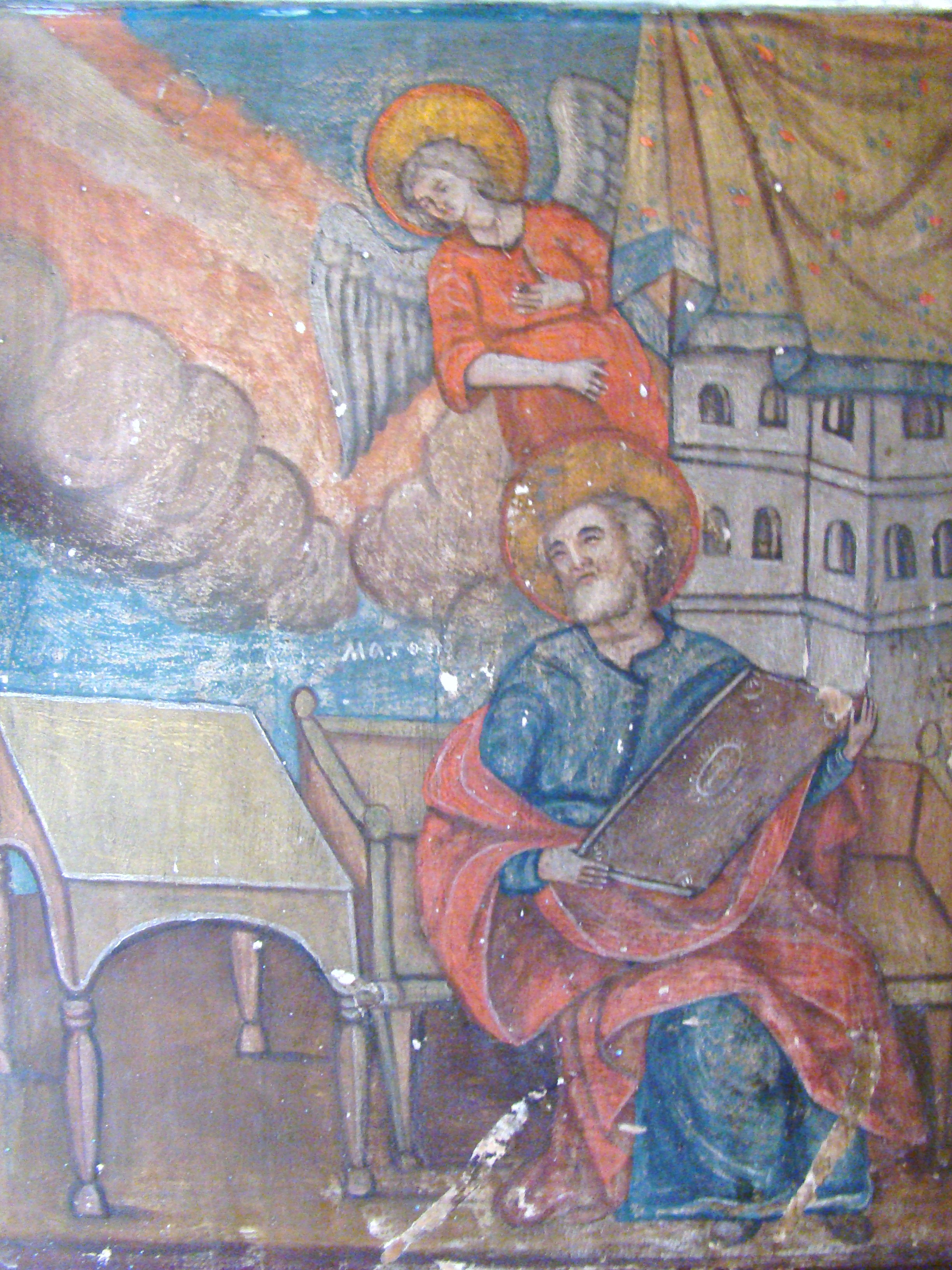
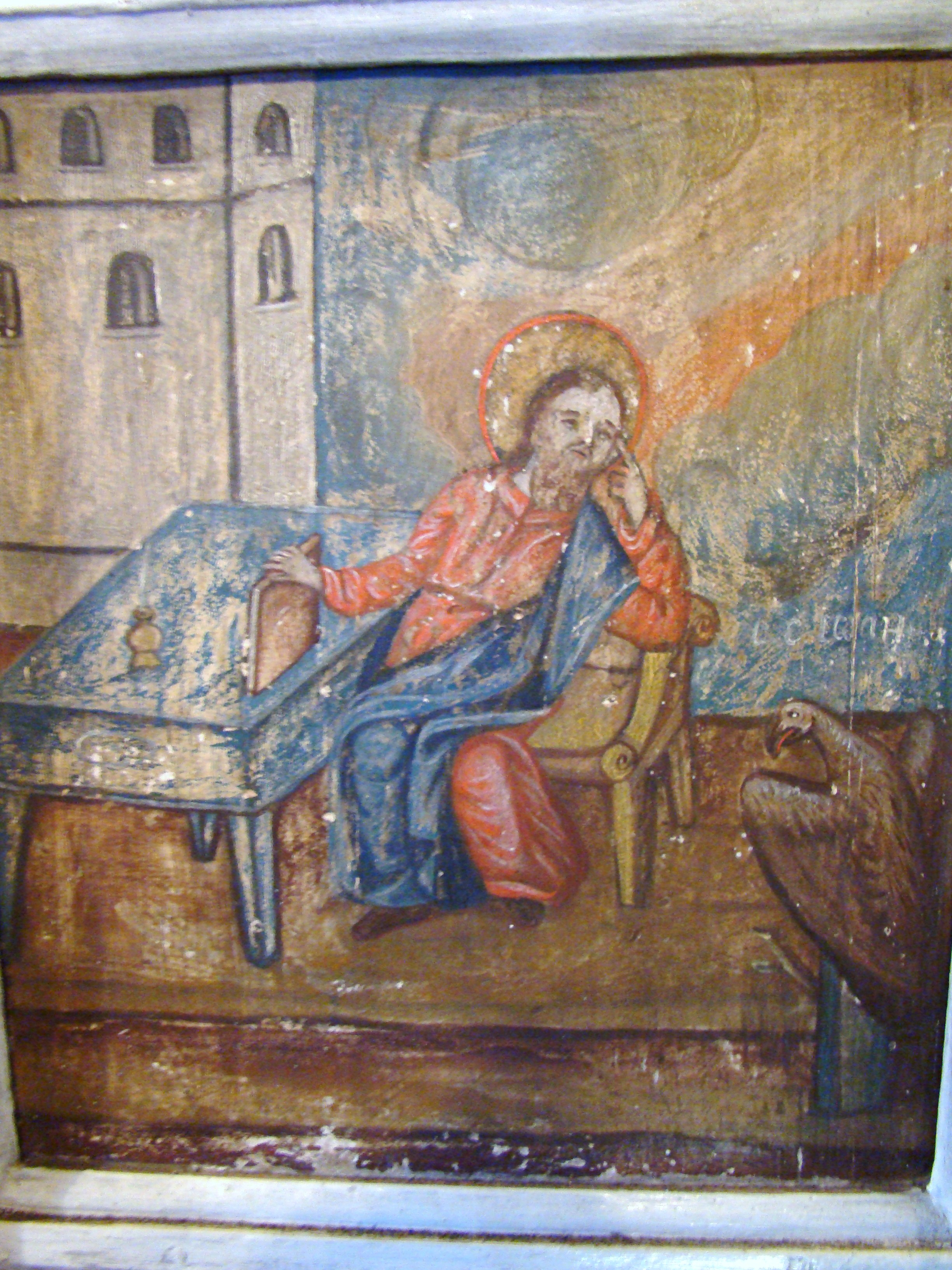
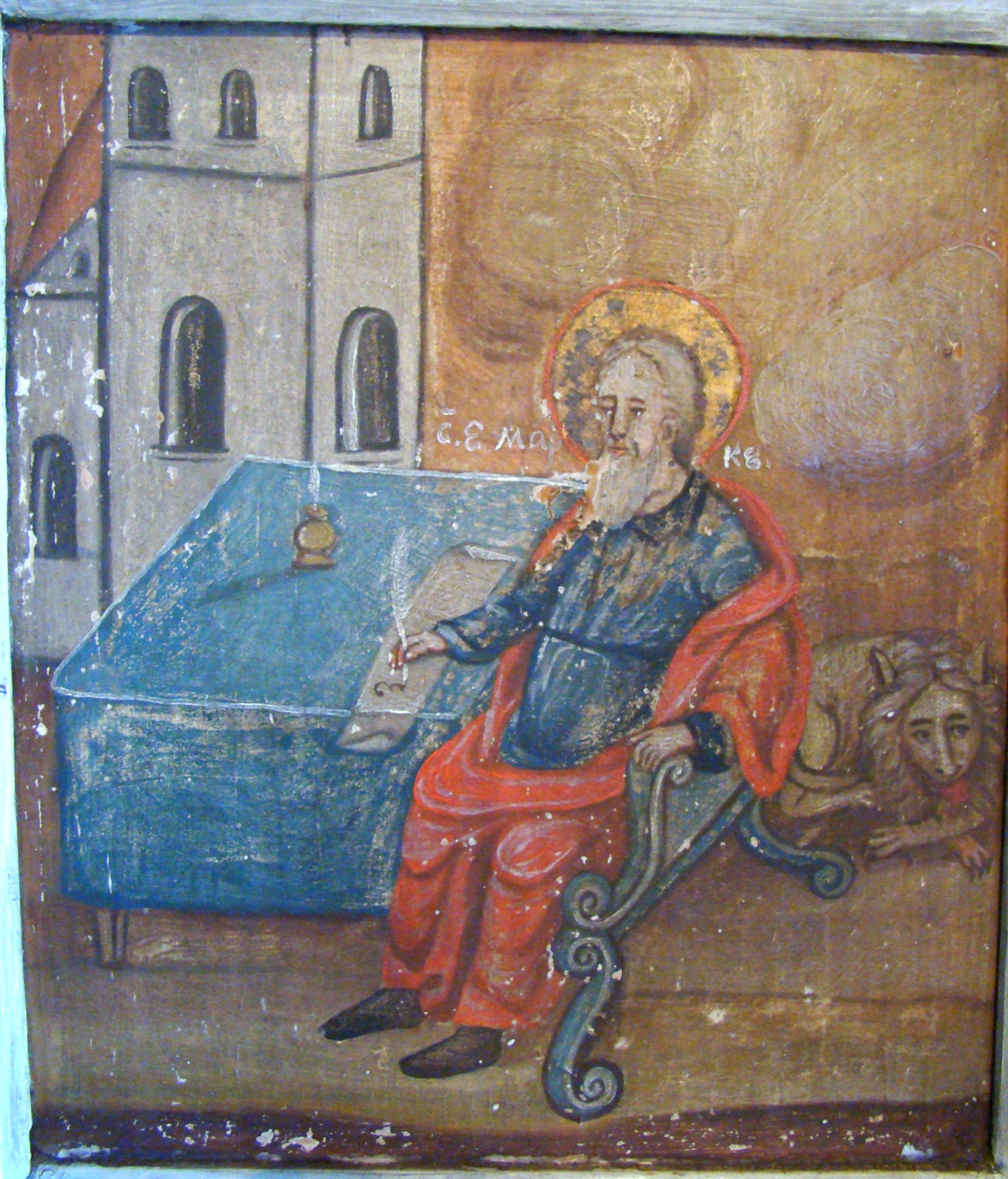
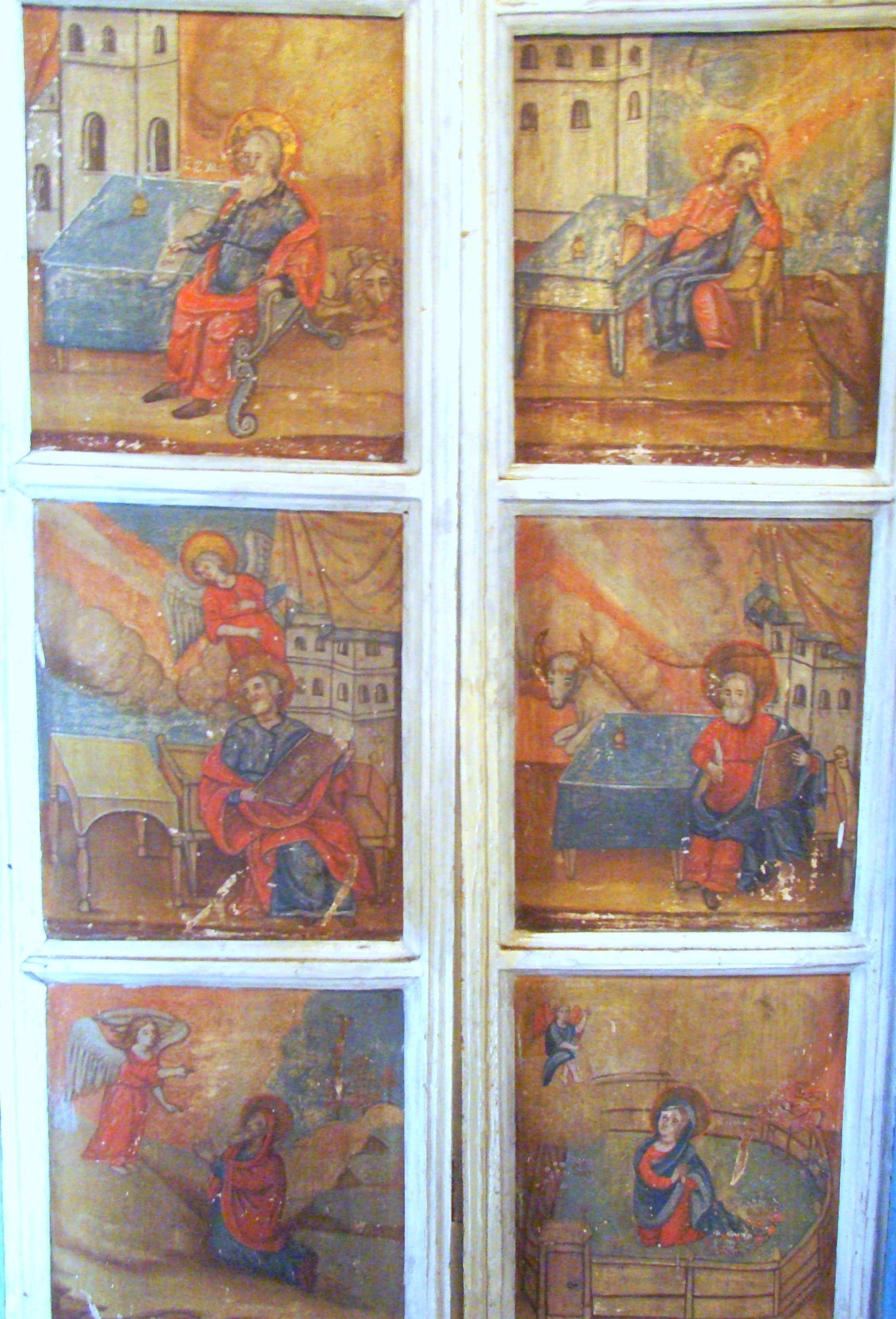
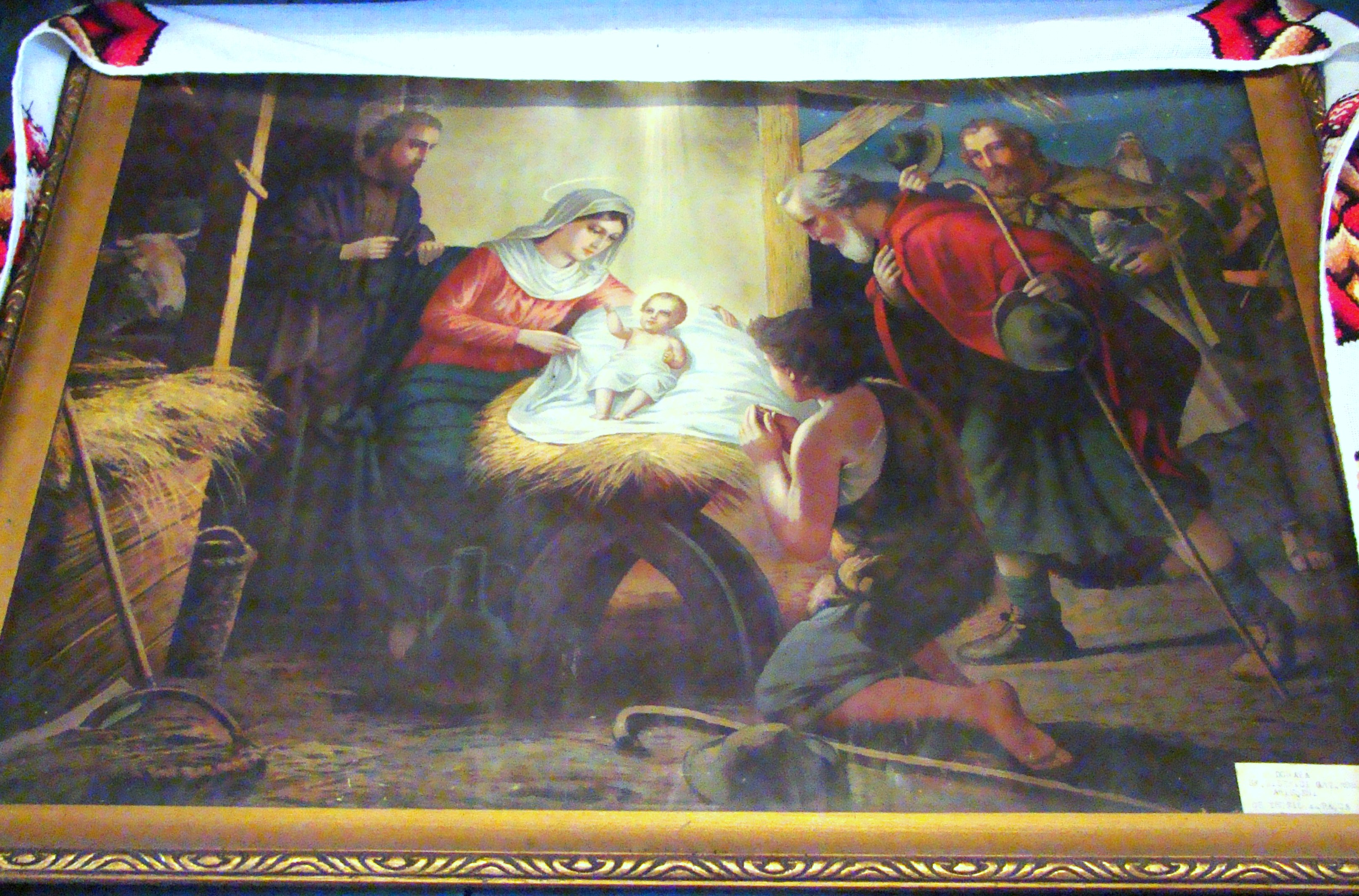
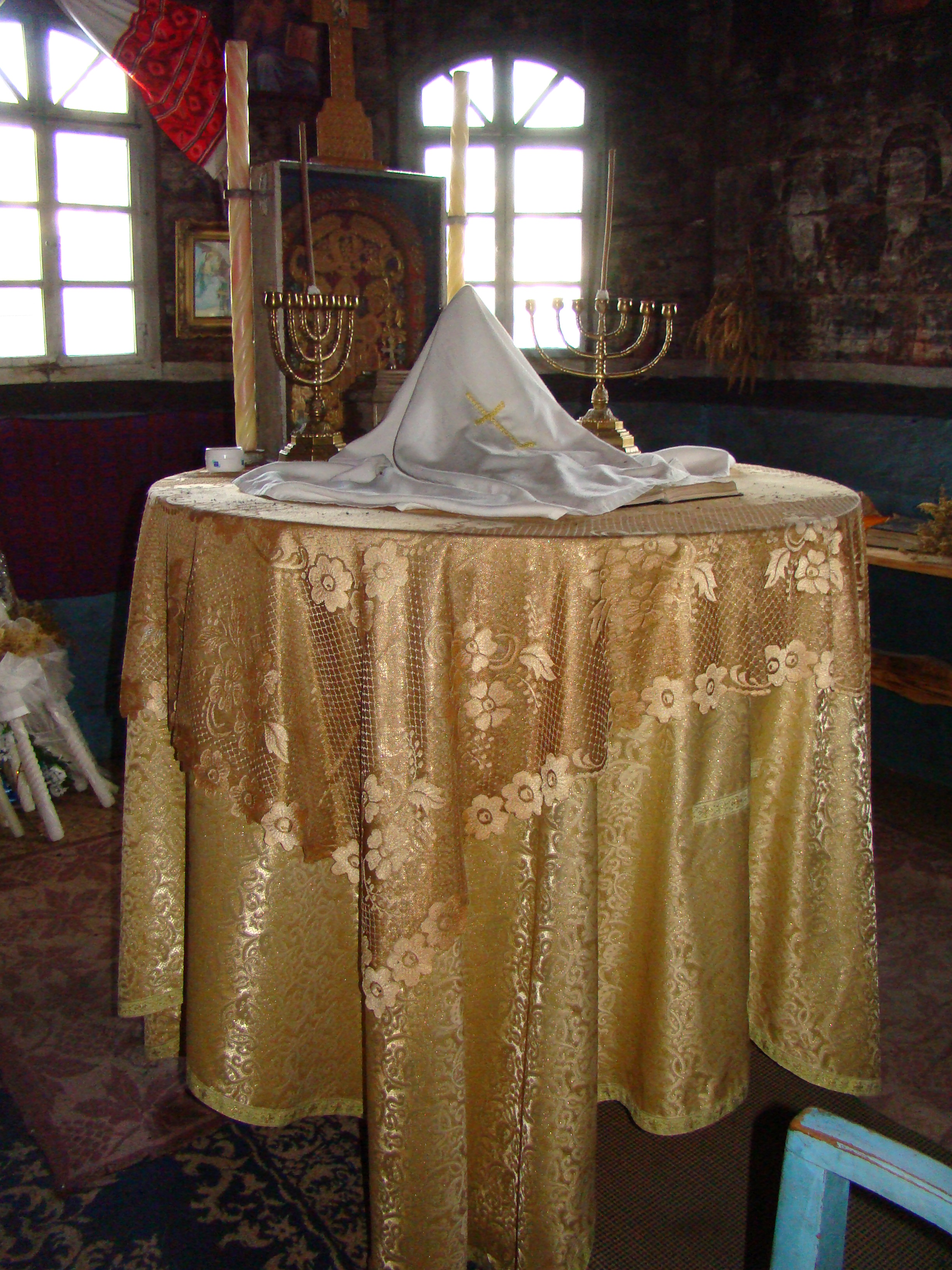
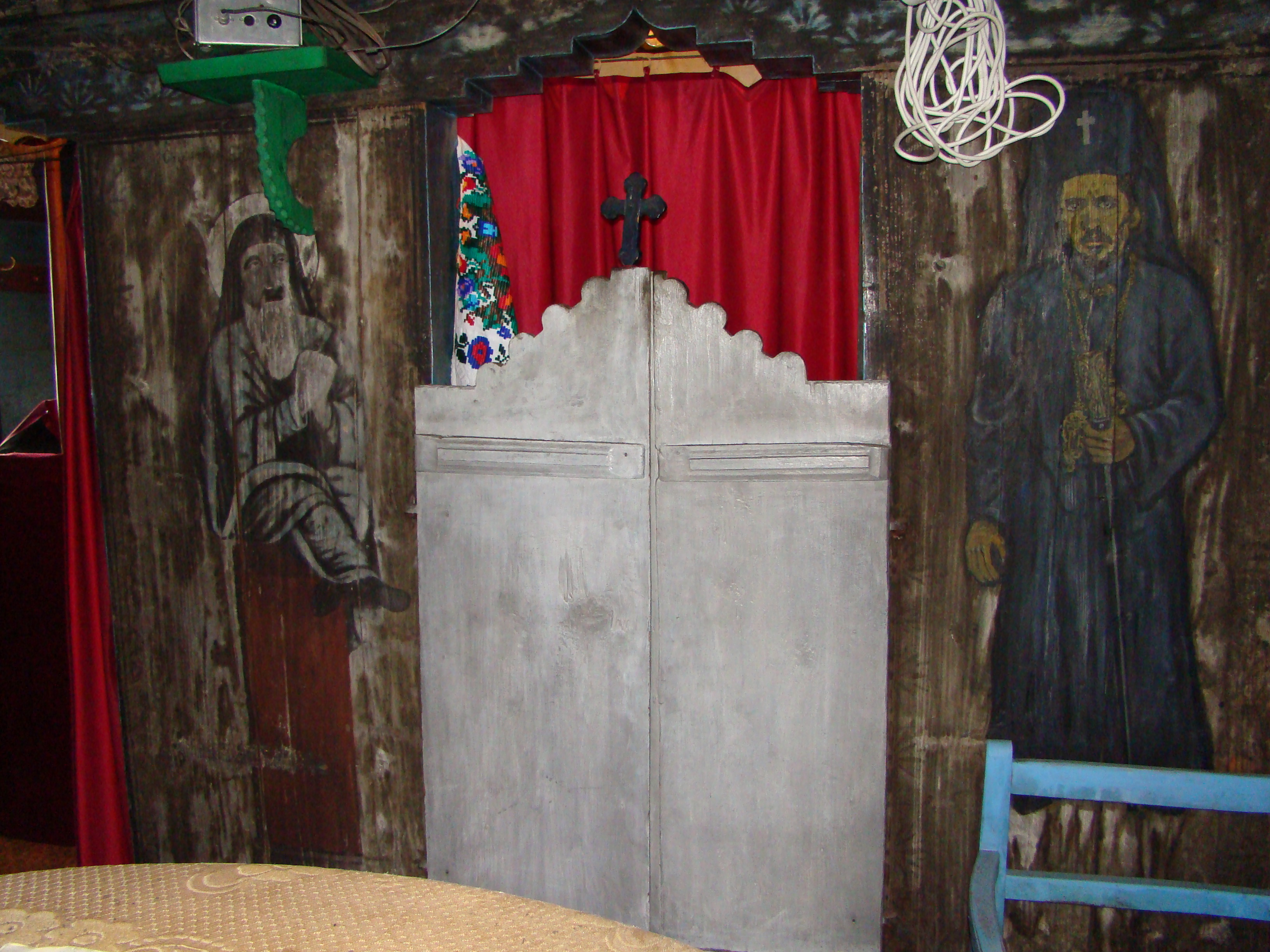
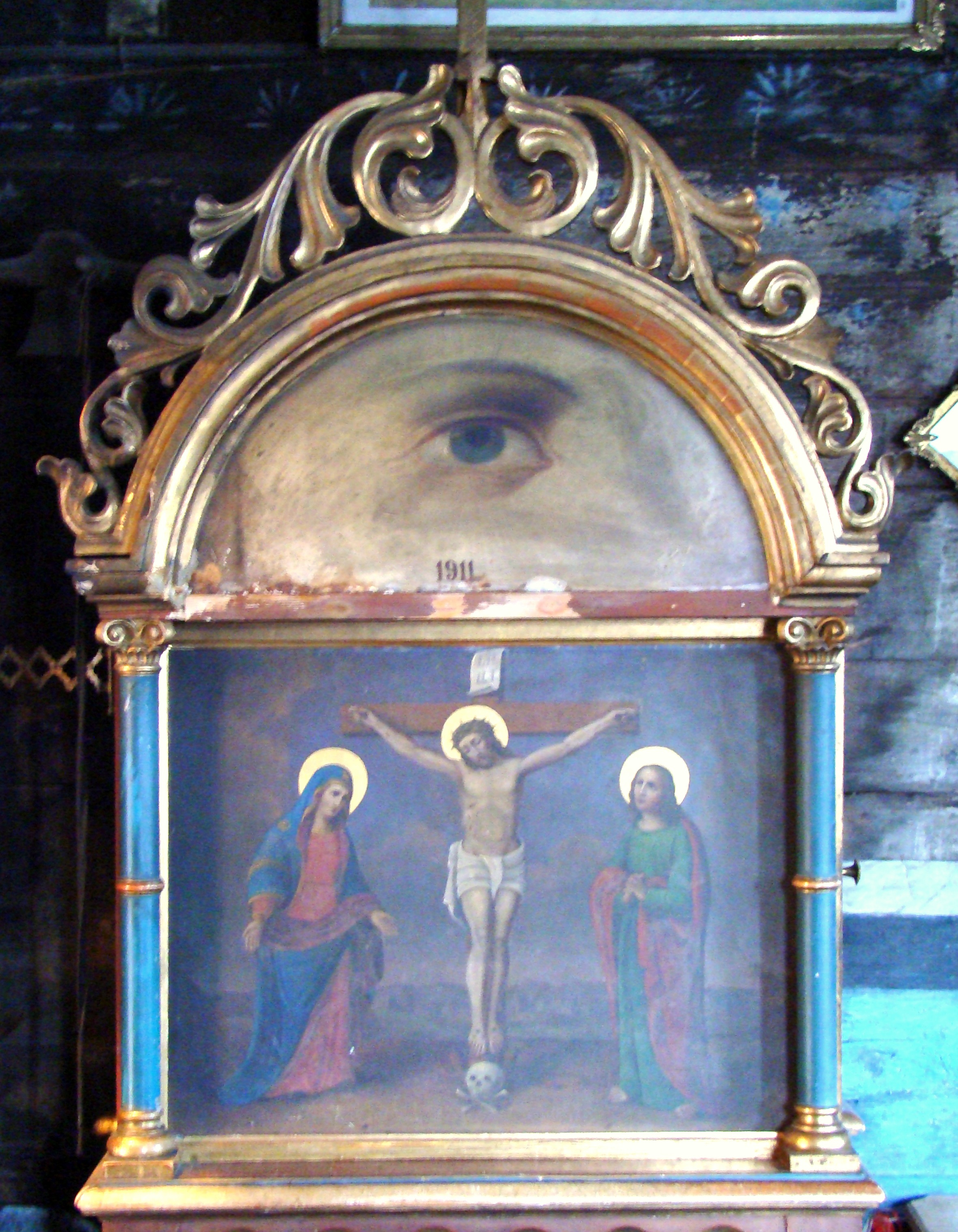
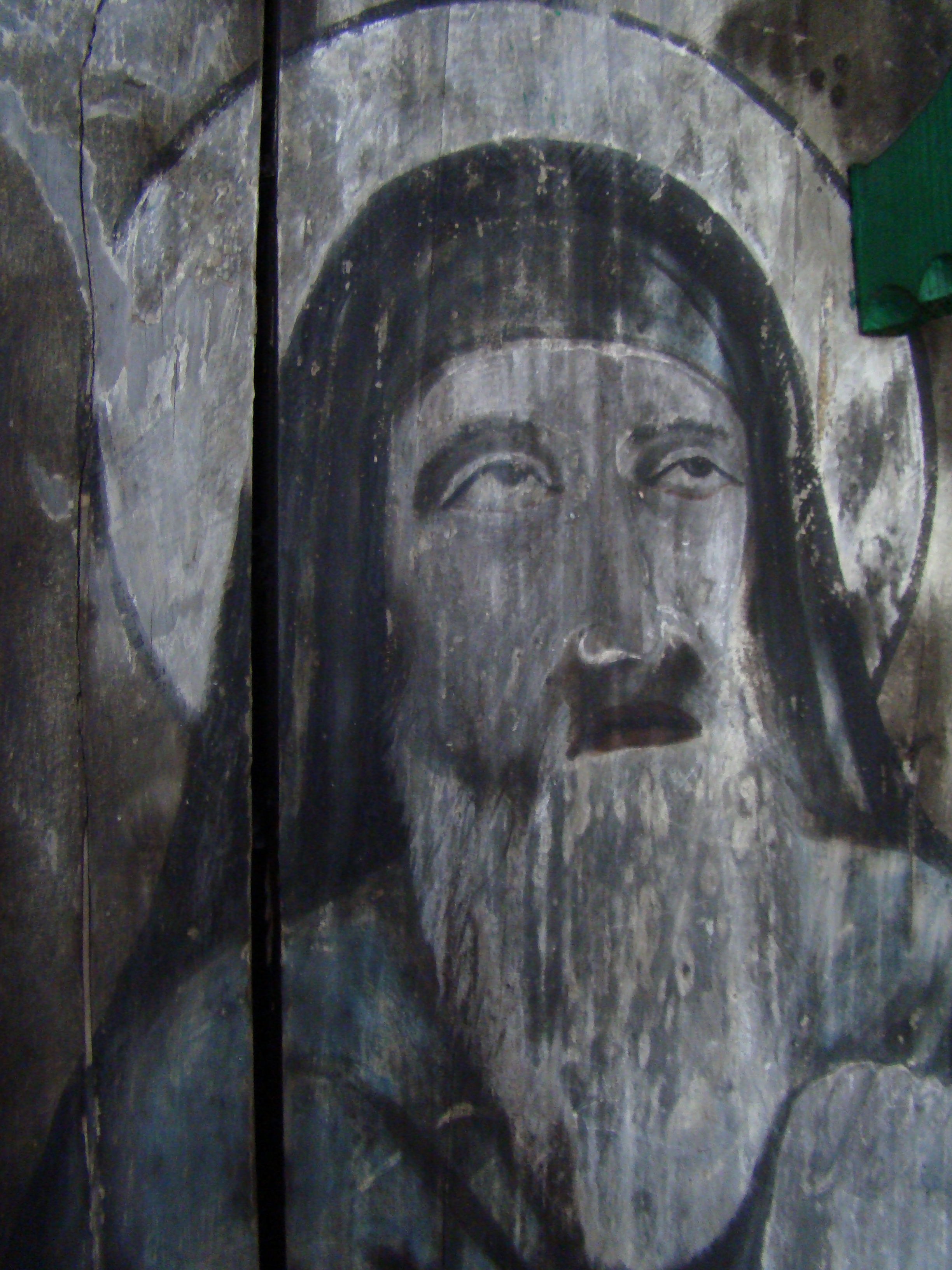
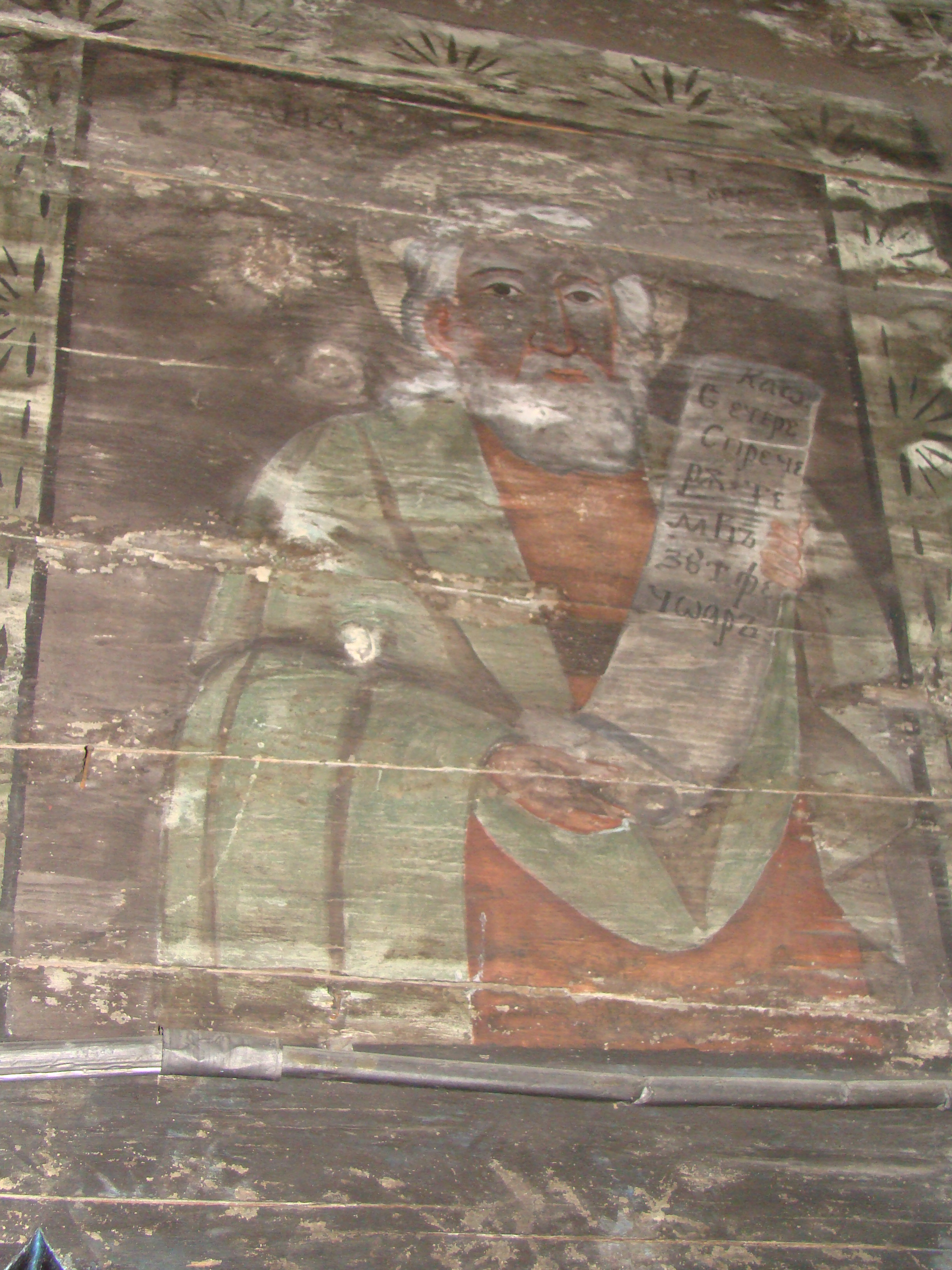
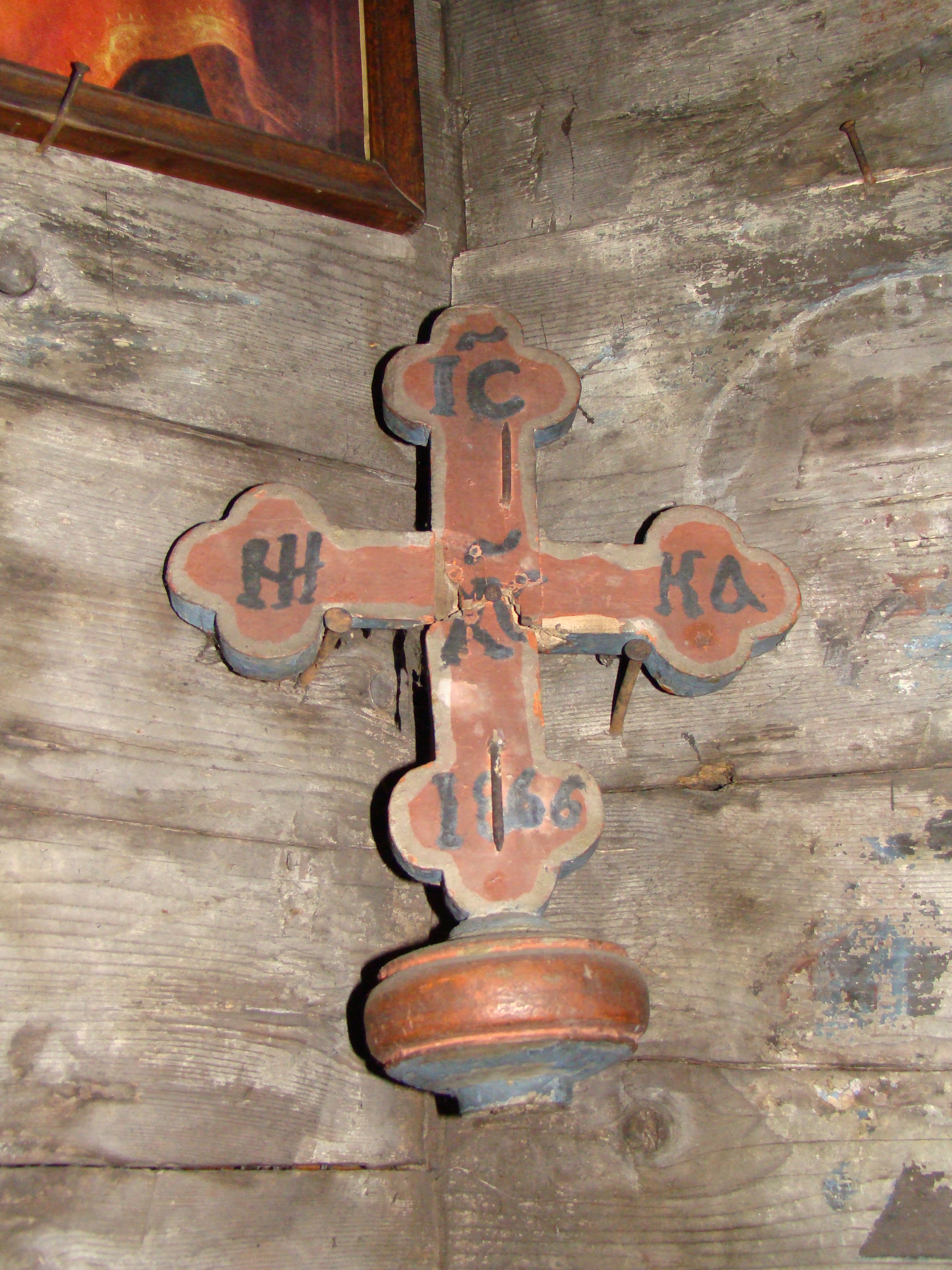
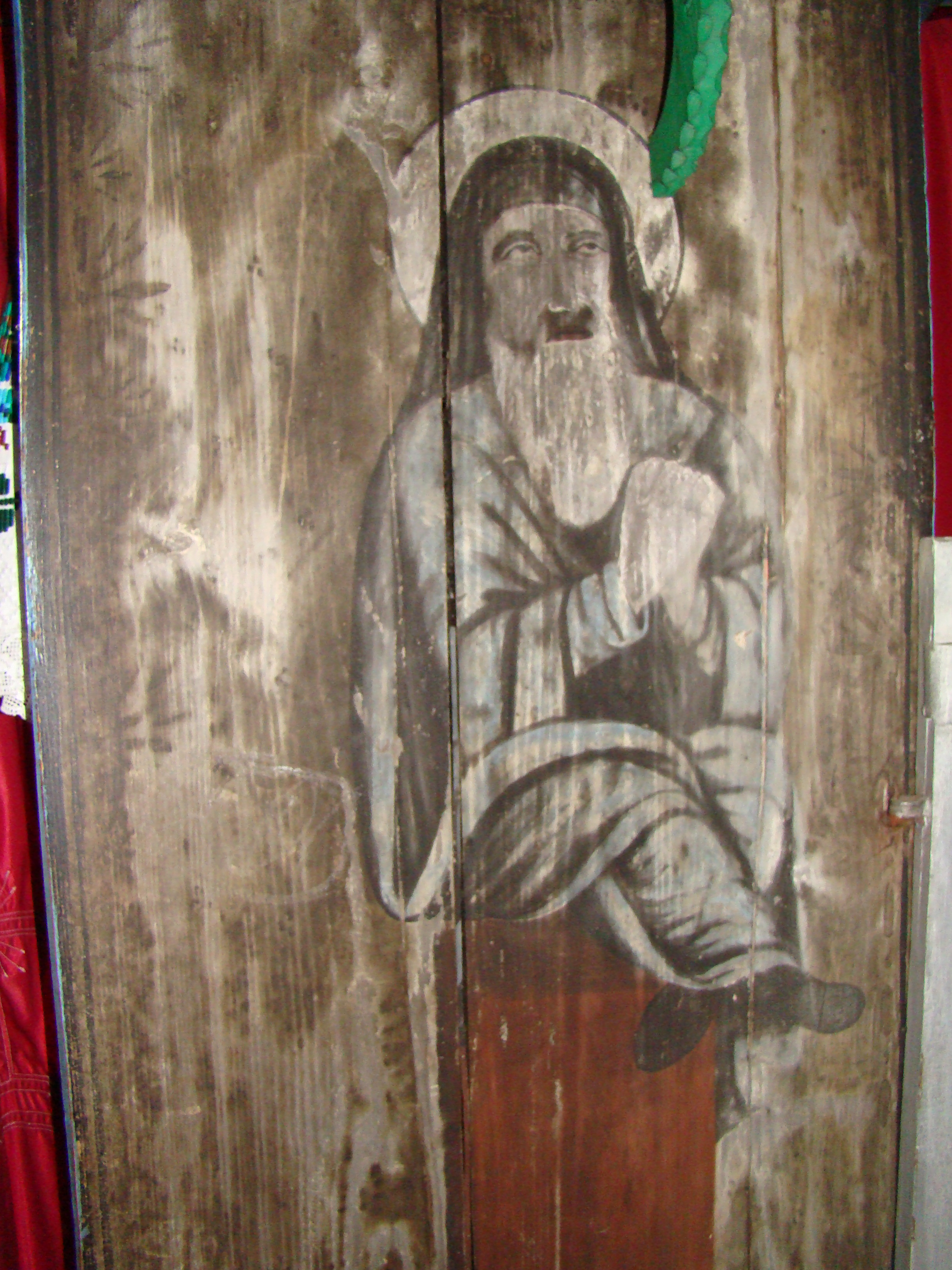
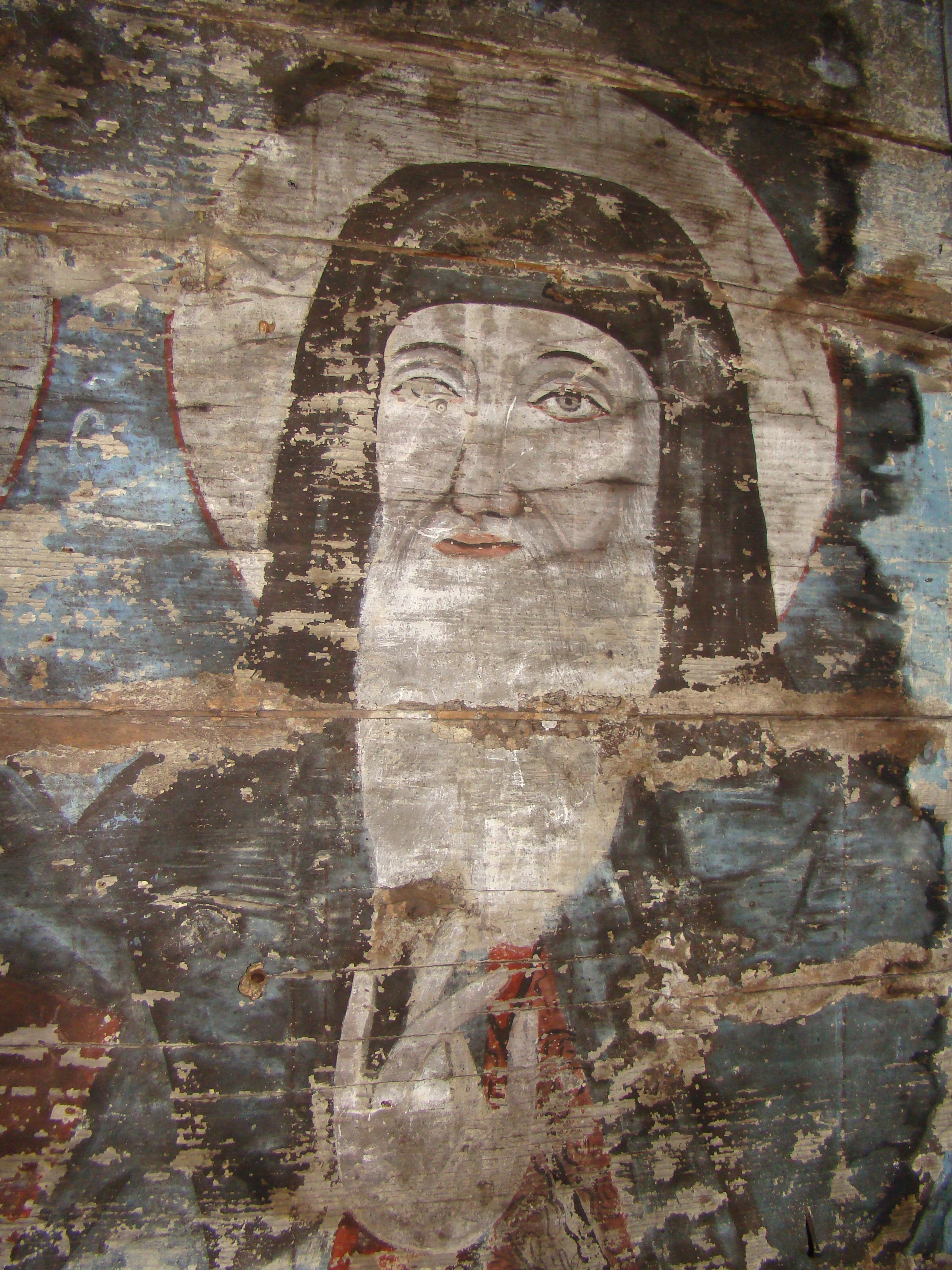
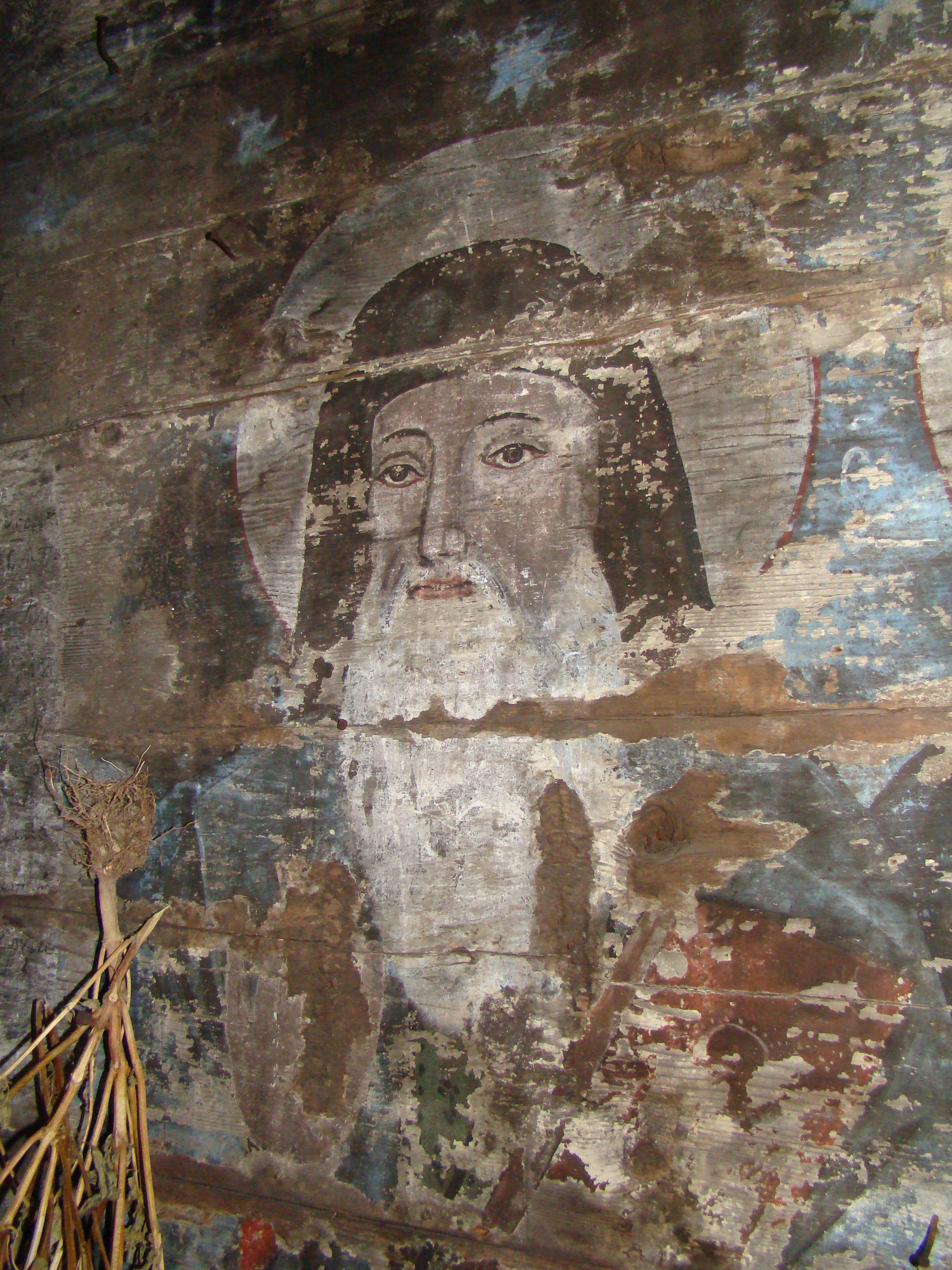
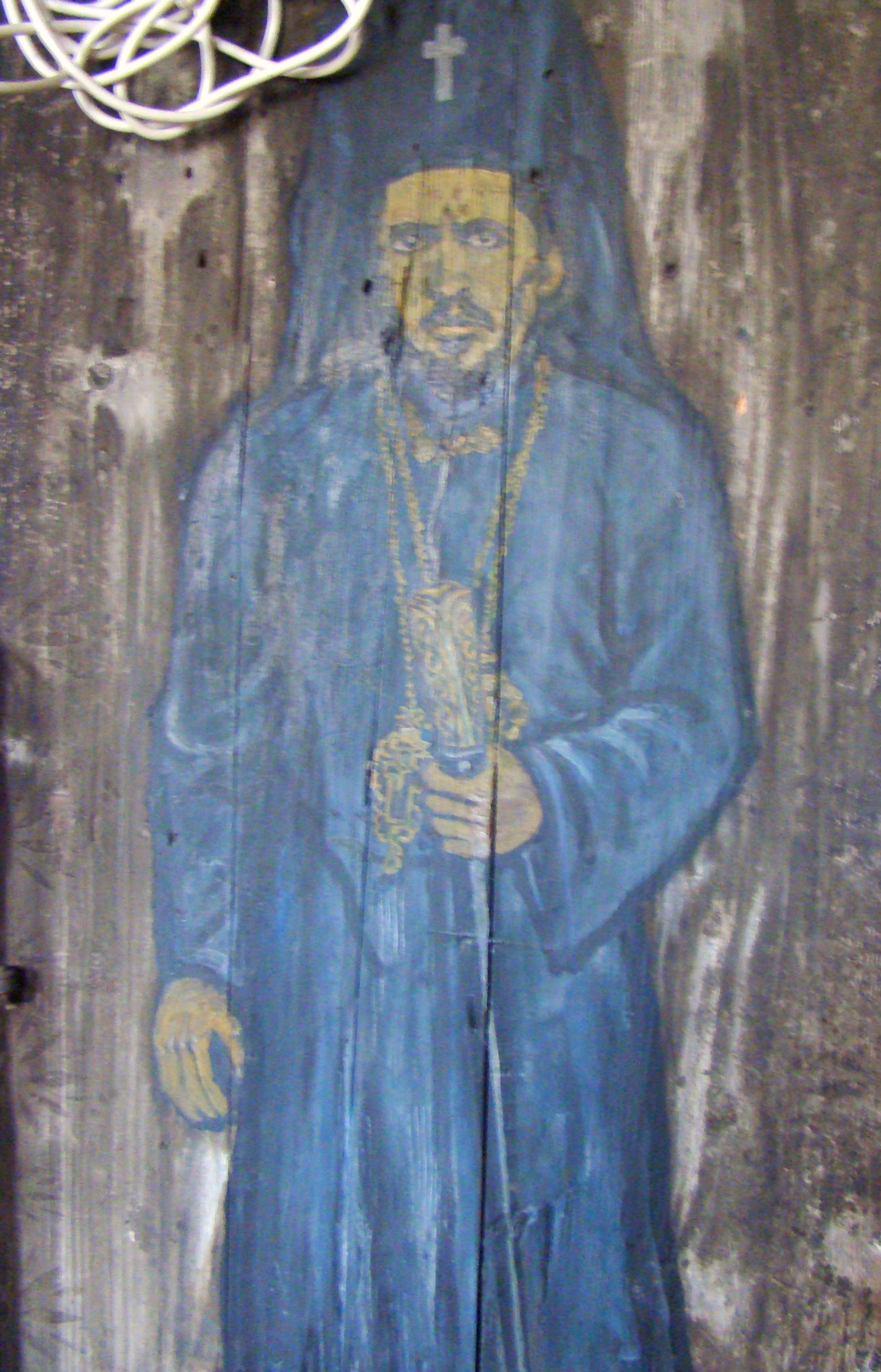